# 織田信奈の野望
『織田信奈の野望』（おだのぶなのやぼう）は、春日みかげによる日本のライトノベル作品。戦国時代へタイムスリップした男子高校生と美少女の武将・織田信奈を中心とした戦国ラブコメディである。イラスト担当はみやま零。GA文庫（ソフトバンククリエイティブ）より2009年8月から刊行。11巻からは富士見ファンタジア文庫（KADOKAWA）より『織田信奈の野望 全国版』（おだのぶなのやぼう ぜんこくばん）と改題 して2019年6月まで刊行された。2012年9月時点で累計部数は100万部を突破している。「電子書籍アワード2013」ライトノベル部門では2位を獲得している。

## 概要
戦国武将が美少女になった世界へタイムスリップした高校生の物語。主君でもあり、恋人でもある織田信奈とともに戦国日本を統一し、世界に向けた航海に乗り出すまでの恋と冒険の日々を描く。2009年8月に第1巻を〈GA文庫〉から刊行。2-10巻を2013年3月までに刊行した。外伝『邪気眼竜政宗』を2012年12月に刊行している。2014年4月から〈富士見ファンタジア文庫〉に移籍。『織田信奈の野望 全国版』と改題 した11巻以降を刊行した。2019年6月に、最終巻となる22巻を刊行して完結。2015年9月に、富士見ファンタジア文庫から新装版が刊行されている（『織田信奈の野望 全国版』1-10巻およびその外伝『邪気眼竜政宗』）。
スピンオフ作品としては、伊達政宗を主人公にした上記の外伝第1弾『邪気眼竜政宗』(2012年) のあと、武田信玄と上杉謙信を主人公に川中島の戦いを描く外伝第2弾『天と地と姫と』が出ている（イラストは深井涼介）。『天と地と姫と』は、2014年6月から富士見書房の無料小説サイト「ファンタジアBeyond」にて連載。2016年9月から翌年10月にかけて、富士見ファンタジア文庫から書籍として刊行された（全5巻）。また、『ドラゴンマガジン』に2014年5月号から2017年11月号まで連載した短編を集めた『安土日記』（全3巻）を、おなじく富士見ファンタジア文庫から刊行している（2015年9月から2018年6月）。さらに2021年1月には舞台を現代日本の高校とした特別編『織田信奈の学園』が刊行された。
1巻刊行直後にはドラマCD化がなされており、その後、漫画化、テレビアニメ化（2012年7-9月）を果たしている。2014年9月発売の『ドラゴンマガジン』同年11月号には、本作のイラストレーターのみやま零が同じくイラストを務める『ハイスクールD×D』とのコラボレーション作品が掲載されている。

## あらすじ
現代の日本に暮らす男子高校生・相良良晴は、ある日突然、戦国時代の濃尾平野に飛ばされてしまう。その世界では今川義元や松平元康、柴田勝家といった戦国武将たちが男ではなく、美少女の姿で存在しており、その上、尾張国の主である織田信長は織田信奈という名前だった。
良晴は、不慮の死を遂げてしまった木下藤吉郎の遺志を継いで信奈に仕えることにした。信奈がもし良晴の知る戦国大名・織田信長とおなじ運命をたどるとしたら、弟・信勝の暗殺を皮切りに残虐な行動を繰り返し、天下統一を目前に家臣・明智光秀の謀反によって本能寺で殺害されてしまう。強烈な個性と進歩的な発想を持つ美少女・信奈に魅せられた良晴は、彼女の運命を変えるために、この戦国の世にとどまって共に生きることを誓う。
現代日本の歴史ゲームに浸ってきた良晴は、ゲームで得た歴史知識を駆使して、信奈の前にある暗い未来を変えていこうとする。しかしそれは困難な道のりだった。敵対する勢力との抗争が激しさを増すにつれ、織田家はしばしば窮地に陥り、信奈やその家臣団の生命が危険にさらされる。良晴が特に信頼を寄せる忍びの蜂須賀五右衛門と軍師の竹中半兵衛・黒田官兵衛には本能寺の変のことを打ち明け、力をあわせて未来を変えようとするが、困難な道は続く。
良晴は現代では全くモテなかったのだが、どういうわけかこの戦国の世界では女性に人気である。信奈とは早期に相思相愛になったものの、ふたりの間にある身分の壁や、信奈の素直でない性格などが障害となって、なかなか関係が進展しない。そうこうしているうちに、ほかの女性武将がつぎつぎと良晴に想いを寄せるようになる。良晴も、極度の女好きという性質から、危機に陥った女性に対しては、たとえ敵方であってもその命を救うことに全力を挙げてしまう。大坂の合戦で記憶を失った際には、毛利家の小早川隆景に拾われて恋に落ち、敵方であるはずの毛利家に仕えて信奈と戦った。後先を考えない良晴の行動の結果、東北から九州にいたる多数の有力大名が良晴を奪いあう展開となる。織田家も例外ではなく、良晴への愛を隠さなくなった重臣・光秀と信奈との対立が、家中の結束に陰を落とす。
一方、未来の歴史を知ることのできる人物は、良晴以外にもいた。カトリック・ドミヌス会ジパング支部長である宣教師ガスパール・カブラルと、室町幕府の先代将軍であった足利義輝の弟、細川藤孝である。前者は未来を写すことのできる鉱物「プラトン立体」による観測で、後者は古代の予言書である『古今伝授』を解読することで未来を知っており、良晴による歴史改変に対抗しようとする。ガスパールは良晴を現代に帰すかあるいはその存在を消すかすれば歴史への干渉を止められると考え、その計画の実現のために九州のキリシタン大名・大友宗麟に仕えていた。藤孝は、『古今伝授』が予言した未来――光秀の謀反など――を実現させて織田家を滅ぼすことを目指し、策謀をめぐらせる。
記憶を取り戻して織田家に帰参した良晴は、九州に派遣される。肥後で大名・相良義陽に出会った良晴は、自分が肥後相良家の末裔だったことを知る。義陽は良晴の「義姉」を名乗り、信奈のもとに戻る良晴に同行する。九州からの帰路において良晴はガスパールと対面し、彼には記憶がないこと、おそらくは信奈を喪った後に過去に時間を遡って今度こそ信奈を救おうとしている「二周目の相良良晴」が自分の正体だ、とガスパール自身が想定していることを聞かされる。
良晴が九州から戻り、信奈と合流したあと、有力大名のほとんどが参戦する天下分け目の合戦が関ヶ原で開催される。藤孝が仕掛けていた策謀にはまった光秀は信奈を裏切るという「運命」に屈しかけるが、ギリギリのところで踏みとどまり、信奈・良晴との友情を再確認する。織田軍はこの合戦にかろうじて勝利をおさめ、関東と九州の一部をのぞいて、天下統一をほぼ成し遂げた。
関ヶ原の合戦の戦後処理が終わらないうち、相模沖にヨーロッパの連合艦隊があらわれ、戦争となる。日本側連合軍はヨーロッパ軍の攻撃を防ぎきり、和睦を成立させるとともにイングランドと通商条約を結んで、対等な立場での貿易と外交に乗り出す。これに衝撃を受けたのが、京で宮中の政治を取り仕切ってきた公家たちである。信奈は御所の神権を簒奪するつもりだ、という藤孝の扇動に乗った彼らは、外国勢力を日本から追放する「攘夷」を決行する。京の本能寺で良晴と信奈が結ばれた夜、偽勅によって動員された明智光秀軍の襲撃を受けて本能寺は灰燼に帰す。
奇跡的に生き延びた良晴は、本能寺近くの南蛮寺で半兵衛、官兵衛、ガスパール、藤孝らから説明を受け、信奈を救う途があることを知らされる。それは、良晴自身がタイムトラベルを繰り返して歴史に生じる矛盾をすべて解決したうえで、襲撃中の本能寺に戻って信奈を助けるという、困難きわまる内容であった。良晴はこの提案にしたがうことを即決し、南蛮寺に集まった人々に支えられて、時間と空間を超える旅に出発する。

## 作品世界について
本作は、先行する歴史小説が確立してきた人物像やエピソードを借用したパロディ作品 である。地理や諸大名の地政学的支配地域などはおおむね史実に基づいているものの、それ以外の設定には現実の歴史における戦国時代日本と大きく異なるところがあり、作者は「微妙にパラレルワールド」（1巻あとがき279頁）と表現している。なお、このパラレルワールドでは、未来から来た良晴が使う「日本」という呼称は一般的ではなく、ふつうは「日ノ本」と呼んでいる、という設定 のようだが、徹底はしていない。特に最初の2巻においてそうである。

### 姫武将
本作では、史実では男性であったはずの有名武将の多くが女性になっている。こうした女性は「姫大名」や「姫武将」と呼ばれている。「姫武将不殺」の掟（新装版1巻173頁）があるため、合戦で敗北した場合でも、出家することで生き長らえる選択肢がある。
主人公・良晴は、戦国時代に飛ばされてきた当初、姫大名の存在について訝しんでいた。それを聞いた柴田勝家は、「最初の第一子が姫であれば、その姫が家督を継ぐ定めだ」「武士の社会ではそれくらい常識だぞ」（1巻46頁）と応答している。ただし、作中の世界において戦場に女性が出て戦うのは、武士の第一子が家督を継いだ場合だけではない。たとえば、毛利家の吉川・小早川姉妹は第一子ではない（9巻）。島津家の四姉妹のうち、家督を継いでいるのは義久だけである（13巻）。すくなくとも織田家においては女性の足軽がいることを示す記述がある（新装版1巻186頁、3巻301頁）。松永久秀（新装版3巻）や滝川一益（10巻）の国盗りの物語は、流浪の民が実力で地位を奪い取る下剋上の途が女性にも開かれていたことを示す。海外では聖ヨハネ騎士団に女性騎士（5巻のジョバンナ・ロルテスと新装版6巻の下問乱亭）がおり、イスパニア軍やオランダ軍の名だたる指揮官も女性である（20巻）。日本の武士社会のローカルな家族制度だけでは説明のつかないこと だが、作中ではその背景は語られない。
著者の春日みかげは、1巻あとがきにおいて「わがままな女の子に「サル」とののしってもらえる素敵な環境を模索していたら、いつの間にか戦国時代の織田家にたどり着いていた」（1巻278頁）と説明している。織田信長がわがままな性格で、木下藤吉郎を「サル」と呼んでいた、というおなじみの設定を借用 するためだったということだが、信奈以外の多数の武将をも女性化した理由には触れない。後には、22巻あとがきで戦国武将の兄弟間の争いに言及 して「男同士ならともかく……きょうだいの片方が女の子だと、どうしても「それはダメだ」と止めたくなってしまいます」と述べ、姫武将という設定には歴史を改変して悲劇を防ぐ方向に物語を進める機能があったことを示唆している。
なお、史実では女性だったはずなのに男性となっている登場人物はいない。実在の女性武将として知られる立花誾千代（14巻）や井伊直虎（16巻）のほか、豊臣秀吉の妻・ねね（1巻）、織田信長の母・土田御前（1巻）、伊達政宗の母・義姫（7巻）、明智光秀の母・お牧の方（15巻）、イングランド女王・エリザベス一世（19巻）は、本作でも女性である。もっとも、誾千代はまだ7歳の子供であり、戦闘には参加しない。直虎は死亡した夫に代わってやむなく「おんな城主」になったのであって、生粋の姫武将ではない。

### 歴史改変SF要素
本作では、姫武将たちのほとんどについて、「少女」といえる範囲の年齢（ほぼ10代）に集中する生年設定 となっている。桶狭間の合戦と墨俣城築城が同じ年に行われる など、年代や時間の流れについての史実との対応はルーズである。重要な政治勢力である天皇（→姫巫女）や一向宗（→にゃんこう宗）も、別の存在に置き換えられている。さらに、良晴などによる歴史への介入で、史実からの乖離が顕著になっていく。このように、本作は歴史改変SFとしての性格を持っている。
良晴は信奈を「本能寺の変」で死なせない為に行動しており、史実では実現しなかった信奈（信長）による日本統一と、その後海洋進出を経て鎖国することなく大航海時代のヨーロッパ諸国と渡り合っていく近世日本の姿を思い描いている。それに加えて、良晴はしばしば信奈以外の人物の命を救ったり、多数の死者が出る合戦を回避したりする。また、ガスパール・カブラルや細川藤孝（幽斎）は、良晴とは異なる方法で未来を知って歴史に介入する。
結果として、特定の場所・時期に死ぬはずの人物がそこでは死なずに生き続ける。それ故に史実にはなかった事件や合戦が新たに起きて、ストーリーは史実から大きく離れていく。織田派が今川将軍を、反織田派が足利将軍をそれぞれ擁して争うという8巻から18巻に至る対立の構図も、桶狭間の合戦で良晴が今川義元を降伏させて助命した（1巻）こと、そしてそれによって「今川幕府」樹立の可能性が出てきた ことを知った細川藤孝が、二条御所で襲撃を受けた足利義輝をその妹・義昭ともども明に亡命させた（新装版2巻）ことから生じている。そのほか、史実では暗殺されたはずの織田信勝（津田信澄）、戦死したはずの浅井長政（お市）、病死したはずの武田信玄 や上杉謙信などが生きのびて、物語の最後まで活躍を続ける。
にもかかわらず、よく知られた史実を基にしたエピソード
がしばしば作中にあらわれ、改変された歴史のなかに位置づけられていく。たとえば関ヶ原の合戦（16-18巻）では、いちおう徳川家康と石田三成（佐吉）が東西に配置されているが、その他の武将の多くは、現実の関ヶ原の合戦時には亡くなっている面々である。しかし彼らは、血縁や戦場での行動を通して、史実との間に種々の符合をみせる。
作中には、実在のコンピュータゲームを元ネタとした架空のゲームや、当時流行の物語が出てくる。よくそれらになぞらえて状況や人間関係が説明される。
「織田信長公の野望」
コーエーの『信長の野望』シリーズに似た名称のゲーム。
良晴はこの戦国SLGのファンであり、そのゲーム内イベントを引用して歴史上の出来事を解説するシーンがしばしば登場する。
「太閤立志伝説」
コーエーの『太閤立志伝』シリーズに似た名称のゲーム。
良晴はこのゲームのファンでもある。テレビアニメ版では、特産品の転売を繰り返すことによって資金を増やす方法を良晴が説明する際、『太閤立志伝V』の野外マップと酷似するゲーム画面が表示された。
『源氏物語』
平安時代中期に成立した日本の長編恋愛物語。主人公は、臣籍降下した皇子である光源氏。
本作で恋あるいは風流に興味を持つ者の必読書となっている。今川義元は良晴と姫武将たちの恋愛模様を光源氏と恋人たちに喩えている（12巻）が、同様の見立ては当時の流行でもあった（11巻、19巻）。朝倉義景は『源氏物語』の世界に没入していた（7巻）し、新納武蔵や島津家久はそのさわりを暗唱しながら戦場で戦う（15巻）。
良晴は、戦国時代にタイムスリップしてきてからの経験と考察、黒田官兵衛からの示唆をあわせ、歴史は物語よりもゲームに似ている と考えるに至った。物語のようにあらかじめ決まった順番で話が進む一本道ではなく、別々の発生条件を持つイベントが、発生条件が満たされたときに生起することによって歴史を作っていくというのだ。発生条件がそろわないようにすればイベントは回避できるが、しかしその後になって、いつかたまたま条件のそろうときがくれば、結局そのイベントが発生してしまう。イベントがいつ起きるかにはさまざまな可能性があり、それによって歴史はこまかく分岐しうるが、こまかなちがいを捨象して大局的にみたならば、歴史の大きな流れはたいして変わらないものになるはずだ。逆にいえば、大局を変えてしまうほど歴史を派手に書き換える――重大なイベントの発生条件をずっと回避しつづける――のは至難なのである。
それぞれ別々の動機によって歴史を書き換えようとするガスパールや藤孝も、良晴とは独立に、同様の仮説にたどり着いていた。本作の後半では、ちがう立場から「正史」に不満をもち、ちがう方向に歴史を変えようとする人々が、イベント発生条件をめぐって知力を絞る。特に藤孝は、特定のイベントのためにそろえるべき発生条件について独自の理論化に到達した。イベントを発生させるために藤孝が重視したのが「『場』の力」である。関ヶ原の合戦では、藤孝はこの理論を部分的に応用して合戦に参加する武将の行動を操作しようとした（15-18巻）。本能寺の変では、藤孝自身が陰謀の全体を周到に組み上げた（21巻）。
人名や地名がたまたま一致している、といったこともイベント発生条件にふくまれる。19巻には、これを利用したコメディ展開が盛り込まれている。

### 現代とのつながり
良晴がいた元の世界（現代）の描写は、最終盤をのぞけば、彼の夢や回想にしか出てこない。良晴は物語の開始時点ですでに戦国時代へタイムスリップしており、その前後のことは覚えていなかった。後で思い出すこともなかったので、タイムスリップの原因や方法はまったく不明であった。
この世界に突然やってきた良晴は、自分が知る戦国時代日本とのちがいから、彼がいた元の世界にはつながらないパラレルワールドだと考えていた。しかし13巻での実の祖先である相良義陽との邂逅を経て、互いの世界は地続きである事が示唆される。この歴史の謎を解くことが、物語後半の焦点の1つである。
最終巻（22巻）が提示する解答によれば、良晴の当初の想定どおり、彼がいた元の世界は、作中の戦国世界とはつながっていないパラレルワールドであった。パラレルワールドに天岩戸を開いて良晴を送り込んだのはほかならぬ良晴自身であり、戦国世界に導いたのは木下藤吉郎と契約を交わした五右衛門が持っていた「人手によらずに切り出された石」（プラトン立体）である。本能寺の変から生き延びた良晴がタイムトラベルを繰り返して信奈を救うという使命を完遂した結果、未来が書き換えられ、戦国世界からつながったあたらしい「現代」が確定した。ラストシーンでは、女性の「織田信奈」が大航海時代の英雄として世界的に活躍したという歴史が「現代」まで伝えられていることを暗示して、物語が閉じられる。

### オカルト要素
本作のもう1つの特徴として、陰陽道をはじめとするオカルト要素が挙げられる。陰陽師（竹中半兵衛、土御門久脩など）、幻術使い（松永久秀）、錬金術師（千利休）といった異能の力を持つ者たちが作品世界を彩っている。他方、天岩戸を開く三種の神器、観測や移動を時間と空間を超えておこなえるプラトン立体、未来を予言する古記録である『古今伝授』など、呪術的な力を発揮する古代遺物も物語の展開上重要な役割を果たす。
本作では、陰陽道は中世までの時代でのみ成立しうる古い呪術であり、近世に向かう過程でその効力を失っていくものとして描かれる（3巻215頁、新装版2巻あとがき）。陰陽師が使役する式神が大軍を翻弄するほどの能力を持つ一方で銃などの近代技術に弱い（2巻）という本作独自の設定は、このような陰陽道の位置づけを象徴する。竹中半兵衛は、自らも陰陽師でありながら、近世への移行を確実なものとするため、叡山の「不滅の法灯」を消して京の結界を解き、「龍脈」への「気」の供給を絶った（新装版4巻）。そのあと、「気」によって支えられていた半兵衛の体は衰弱し、生命の危機に陥ることになる（8-9巻）。
これに対して、錬金術は、近代科学につながるものであり、時代を先駆ける新しい技術として位置づけられる。千利休は「ごす・ろり」を旨とする茶道（ただし飲むのはワイン）の創始者だが、貴金属をふくむ有用な物質を作り出す錬金術師でもあり、松永久秀謀反の折には、化学的に合成した物質を武器として、陰陽師・土御門久脩が作り出した「鬼」を撃退した（9巻176頁）。
プラトン立体や三種の神器も「気」で作動するので、「気」が充填できていなければ使えない。ただし、高度の高いところでは「気」が供給されるという設定であり、21世紀の現代では、高層ビルに上ることでタイムトラベルのための出入口「天岩戸」を開くことが可能となった（22巻）。

## 主要イベント
本作には、史実や著名な伝承に対応するイベントが多数登場する。歴史小説パロディあるいは歴史改変SFとしての性格上、内容や前後関係は史実と大きく異なる場合がほとんどである。改変の結果、残虐な行為や登場人物の死を回避していることが多い。たとえば織田信勝暗殺や叡山焼き討ちは未遂に終わっているし、三木城でも八上城でも兵糧攻めはおこなわれていない。斎藤道三・今川義元・浅井長政・山中鹿之助・相良義陽・龍造寺隆信らは戦死を免れる。主な登場人物のうち、史実に対応したタイミングで死ぬのは、浅井久政・朝倉義景・松永久秀くらいである。
主要なイベントのリストを下記に示す。時期区分については、新装版8, 13, 16, 20, 21各巻の「あとがき」を参考にした。なお、正徳寺の会見（天文22年＝1553年）から関ヶ原の戦い（慶長5年＝1600年）までに、史実としては47年の歳月が流れている。しかし本作の登場人物は、この間ほとんど歳をとらない。作中の経過時間は定かでないが、19巻と22巻には「数年」とある。姫川榴弾のインタビュー によれば、作者の手許の設定年表では「10年近く経っているはず」とのことである。

### 尾張・美濃編
信奈が尾張と隣国・美濃を掌握するまで。この間、斎藤道三、竹中半兵衛、明智光秀などの新たな理解者を得る。
- 正徳寺の会見（1巻）: 斎藤道三、織田信奈と会見。「国譲り状」をしたためるとともに、娘の帰蝶を信奈の義妹とすることを約し、美濃国を託す。 →織田信長#正徳寺の会見 →濃姫
- 織田信勝殺害未遂（1巻）: 信奈は謀反を繰り返す実弟・織田信勝の殺害を企てるが、良晴に止められる。信勝は信奈に恭順し、津田信澄と改名する。 →織田信行#最期
- 長良川の戦い（1巻）: 息子の義龍に攻められて窮地に陥った斎藤道三を、良晴と蜂須賀五右衛門率いる川並衆が救出。 →長良川の戦い
- 桶狭間の戦い（1巻）: 織田信奈、今川軍を破る。今川軍総大将の今川義元は降伏。 →桶狭間の戦い
- 良晴とねねの縁組（1巻）: 浅野又右衛門の孫娘・ねねが良晴の義妹（＝監視役）として送り込まれる。 →高台院
- 墨俣一夜城（2巻）: 良晴は、川並衆の協力により、稲葉山城攻略の要所・墨俣に「ツーバイフォー工法」による城塞を1日で建てる。 →墨俣城
- 稲葉山城の戦い（2巻）: 織田軍、斎藤義龍軍を下し、稲葉山城を奪取。「岐阜城」と改称する。 →稲葉山城の戦い
- 織田・浅井婚姻同盟（2巻）: 信奈、弟の津田信澄を妹と偽り、浅井長政に嫁がせて、浅井家と同盟を組む。 →浅井長政#織田信長と同盟
- 永禄の変（2巻）: 松永久秀に扇動された三好一党が、二条御所にいた将軍・足利義輝を襲撃。義輝は、妹の義昭を連れて明に亡命した。将軍のもとにいた明智光秀はこの情報を持って信奈に面会し、今川義元を次の将軍とすることを献策。 →永禄の変

### 第一次織田包囲網編
信奈は京に上り、今川義元をお飾りの将軍に推し立てて浅井・朝倉・叡山・武田などの敵対勢力（いわゆる織田包囲網）と戦う。金ヶ崎からの退却戦を経て、良晴との仲は家中公認同然の状態になる。
- 観音寺城の戦い（3巻）: 京に向かう織田軍、六角承禎の守る観音寺城を1日で攻め落とす。 →観音寺城の戦い
- 織田信奈上洛（3巻）: 織田信奈、京に入る。今川義元、征夷大将軍に任ぜられる。 →織田信長#二重政権
- 清水寺の変（3巻）: 清水寺にいた義元を松永久秀が襲撃するが、光秀、信奈、良晴、五右衛門、前田犬千代、竹中半兵衛と、駆けつけたキリシタン衆により撃退される。久秀は投降し、信奈に忠誠を誓う。 →本圀寺の変
- 金ヶ崎の退き口（4巻）: 信奈が朝倉義景を攻めるべく越前へ兵を進めていたところ、浅井家が織田家との同盟を破棄。織田軍は金ヶ崎から京を目指して撤退する。その途上、信奈は狙撃され、重体となる。しんがりをつとめていた良晴は陰陽師・土御門久脩の操る式神に追い詰められ、「微塵隠れ」の術によって死亡を偽装する。 →金ヶ崎の退き口
- 叡山焼き討ち未遂（4巻）: 重体から回復した信奈は、良晴が死んだと報告を受け、混乱する。松永久秀の処方する薬で意識混濁状態にあった信奈は、怒りにまかせて、浅井・朝倉と結んで狙撃犯・杉谷善住坊を匿う叡山を焼き払おうとするが、駆けつけた竹中半兵衛に諌められる。良晴が奇跡的に生還したことで、叡山焼き討ちは回避される。 →比叡山焼き討ち (1571年)
- 三方ヶ原の戦い（5巻）: 武田信玄から挑発を受けた松平元康は武田軍に挑むが、壊滅的な打撃を受けて敗走し、浜松城に籠る。 →三方ヶ原の戦い
- 姉川の戦い（5巻）: 織田軍は、朝倉義景、浅井長政の連合軍を迎え撃つ。信奈のいる本陣まで義景が侵入するが良晴に撃退され、浅井・朝倉軍は退却する。 →姉川の戦い

### 第二次織田包囲網編
本猫寺が加わった織田包囲網との戦い。浅井・朝倉との正面決戦のほか、小田原まで秘密裏に出かけて武田信玄と会見する（行き掛かりで、関東まで出征してきていた伊達政宗とも会見）など外交努力も重ね、包囲網を打ち破る。
- 野田・福島の戦い（6巻）: 四国に逃げていた三好一党が船団を率いて摂津に上陸。織田軍は三好一党の拠点となった野田・福島の砦に向かう途上で、にゃんこう宗総本山・本猫寺に協力する雑賀衆の鉄砲部隊と交戦状態になり、敗退する。 →野田・福島の戦い (1570年)
- 本猫寺南蛮蹴鞠合戦（6巻）[注 18]: 大坂・本猫寺で南蛮蹴鞠（サッカー）大会開催。信奈率いる織田家（および松平元康、今川義元）チームが、本猫寺宗主・けんにょ率いるにゃんこう宗門徒・雑賀衆チームを2-1で下す。最高殊勲鞠足（MVP）は、試合に関係ないギャグで会場を沸かせた松平元康が獲得。 →石山合戦
- 支倉遣欧使節（6-7巻）: 伊達政宗、外洋船「あぽかりぷす・なう号」を建造。支倉常長を使節としてローマに派遣する。 →慶長遣欧使節
- 小谷城の戦い（7巻）: 織田軍が浅井・朝倉連合軍を破る。浅井久政は自害するが、長政は極秘裏に救出され、以降「お市」として生きることになる。信奈はさらに朝倉の本拠・一乗谷まで義景を追う。義景は、炎上する一乗谷城内で土御門久脩に首を落とされ、「鬼」になる。 →小谷城の戦い →一乗谷城の戦い
- 黄金髑髏杯（7巻）: 信奈、頭蓋骨に金箔を施した酒杯を3つ用意し、朝倉義景・浅井久政・浅井長政のものだとして宴席で披露。 →髑髏杯#日本

### 播磨編
強敵・毛利の東進を防ぐため、良晴が播磨に派遣される。黒田官兵衛が良晴配下の軍師となる。織田家は、版図が急拡大したため、家臣団の連携がとりにくくなっていく。
- 毛利による足利義明擁立（8巻）: 亡命先の明から帰国した足利義明は毛利家を頼り、反織田派結集に向けた政治工作を始める。 →鞆幕府
- 上月城の戦い（8巻）: 播磨に派遣された良晴は、毛利軍の先鋒・宇喜多直家に包囲された上月城に向かう。直家の策略により窮地に陥ったが、織田家に仕官を申し出てきた山中鹿之助の援軍を得て、上月城奪回に成功する。 →上月城の戦い
- 三木合戦（8-11巻）: 良晴、竹中半兵衛と黒田官兵衛の協力で、防弾性能を備えた攻城兵器を開発し、三木城を封鎖する。籠城する兵を飢えさせないよう、逃げる兵を攻撃しないこと、食糧を求める者には粥を与えることを厳命する。 →三木合戦
- 上京火災（8巻）: 上京で火災が発生。鎮火活動に出た信奈は、炎のなかに現れた「鬼」の障気に当てられ、人事不省となる。 →上京焼き討ち
- 松永久秀の謀反（9巻）: 松永久秀、織田信奈への謀反を宣言して出兵。居城・多聞山城に近い興福寺・東大寺の僧兵と交戦状態に入る。信奈が軍勢を率いて到着したところで武装解除して信奈と会談。そのあと多聞山城内で爆死する。 →松永久秀#最期
- 蘭奢待盗難事件（9巻）: 久秀は自爆する前に、東大寺・正倉院から盗み出した宝物・蘭奢待を信奈に渡す。危篤状態にあった竹中半兵衛はこれを処方され、一命をとりとめる。 →蘭奢待#織田信長の截香
- 方広寺の梵鐘（16巻）[注 19]: 久秀謀反のどさくさに紛れ、松平家の家臣・本多正信が正倉院に忍び込む。「国家安康、君臣豊楽」の文字を刻んだ梵鐘を見て、主君・元康（＝徳川家康）が天下をとる運命にあることを確信する。  →方広寺鐘銘事件
- 黒井城の戦い（9巻）: 丹波平定のため当地の諸大名とにらみ合っていた光秀は、久秀謀反の報を聞き、目下の課題であった黒井城攻略を放棄。京に駆けつける。 →黒井城の戦い#第一次黒井城の戦い

### 本猫寺・毛利・上杉戦
織田包囲網は消滅しておらず、今度は本猫寺と毛利家・村上水軍相手の戦いになる。織田軍は負け戦が続くものの持ちこたえ、いったん停戦が成立する。合戦の最中、窮地に陥ったところで三種の神器を使ってタイムトラベルのための入口（天岩戸）を開き、良晴を未来に帰そうとするが、信奈とのキスシーンが全国中継され、ふたりの仲は公知となってしまう。秩序を重んじる上杉謙信はこれを見て激怒し、織田信奈を敵とみなす。
- 天王寺砦の戦い（10巻）: 大坂で織田軍と本猫寺がにらみ合うなか、本猫寺の前宗主・けんにょが何者かに射られたことを契機に、合戦が始まる。織田軍は、雑賀孫市らの鉄砲隊の前に潰滅。信奈は孫市に一騎打ちを挑むが、左足を撃ち抜かれ、天王寺砦に収容される。 →天王寺砦の戦い
- 木津川口の海戦（10巻）: 滝川一益率いる九鬼水軍は、毛利方の村上水軍と交戦し、撃破される。しかし良晴の閃きで、増水した川を遡って堤防を突き破り、天王寺砦にいた信奈・光秀と合流する。船に積んでいた八咫鏡の能力により、良晴と信奈のラブシーンが全国放送されてしまう。その最中、信奈をかばって矢を受けた良晴は、水中に転落して行方不明となる。 →第一次木津川口の戦い
- 勅命停戦（11巻）: 公家・近衛前久が姫巫女の綸旨をもって和睦を斡旋し、半年間の停戦が実現する。 →石山合戦#講和
- 木津川口の再戦（11巻）: 信奈は半年で水軍を建て直し、多数の大砲を積んだ鉄甲船団を突貫工事で揃えて村上水軍との再戦に挑み、勝利する。良晴は記憶を失って村上水軍に拾われていたが、その船上に小早川隆景といるところを光秀と犬千代に発見される。光秀の接吻で記憶を取り戻した良晴は織田家に帰参。本猫寺信徒は武装解除して大坂から退去する。 →第二次木津川口の戦い
- 安土城竣工（12巻）: 信奈、壮麗な天主を持つ安土城とその城下町を完成させ、観光地として集客をもくろむ。盂蘭盆会の日に偵察にやって来た上杉謙信は、良晴とデートする羽目になる。  →安土城
- 手取川の戦い（12巻）: 柴田勝家率いる織田軍と上杉謙信率いる越後軍が手取川岸で対戦。混戦の末、両軍とも退却する。 →手取川の戦い

### 九州編
信奈は、毛利の背後を衝くために、九州・豊後の大友家に良晴と官兵衛を、薩摩の島津家に近衛前久を派遣する。しかし良晴が途中で遭難して肥後に流れつき、ご先祖様である相良義陽と出会い、島津の捕虜になり、さらに九州各地で転戦するなど、予想外の展開となる。この間、良晴に心を寄せる姫武将多数。
- 近衛前久の九州下向（13巻）: 信奈、近衛前久を薩摩に派遣。島津家との交渉を依頼する。 →近衛前久#織田信長との親交
- 木崎原の戦い（13巻）: 伊東家と島津家との合戦で、島津が勝利をおさめる。伊東側援軍として参戦していた肥後相良家当主の義陽は、臨時軍師をつとめていた良晴とともに島津家に降伏。 →木崎原の戦い
- 響野原の戦い（13巻）: 相良義陽、甲斐宗運に討ち取られかける。 →相良義陽#響野原の戦い
- 高城の戦い（14巻）: 島津軍と大友軍が交戦。決着がつかないまま和睦が成立する。 →耳川の戦い
- 沖田畷の戦い（15巻）: 龍造寺軍、大友・島津連合軍に敗れる。総大将の龍造寺隆信は降伏。 →沖田畷の戦い

### 関ヶ原編
中国地方から毛利軍が東進、中部・北陸・東北地方から武田軍・上杉軍・伊達軍などが西進して、関ヶ原で天下分け目の合戦となる。
- 八上城の戦い（15巻）: 光秀は毛利軍を食い止めるべく丹波諸大名への政治工作を進めていたが、いったんは味方についた波多野秀治の寝返りにあう。母・お牧の方を人質にとられていた光秀は苦悩する。しかし今度は山名豊国らが毛利から織田方に寝返ったため、秀治は降伏。お牧の方は、九州から到着した五右衛門が救出する。 →八上城の戦い (1578年)
- 設楽原の戦い（15巻）: 武田軍と織田・松平連合軍が対峙するが、松平家が織田家との同盟を破棄したため、織田軍は撤退。 →長篠の戦い
- 佐久間信盛の折檻状（15巻）: 織田家の宿老・佐久間信盛、設楽原からの撤退の真相を隠すため、自らが無断で敵前逃亡したという筋書きで責を負うことを提案。信奈もこれを容れ、信盛を追放する。 →佐久間信盛#信長による19ヶ条の折檻状（現代語訳）
- 田辺城の戦い（15-16巻）: 亡命先の明から帰国した先代将軍・足利義輝とその弟の細川藤孝が丹後守護所を奪い、「田辺城」と称して、丹羽長秀の足留めを図る。しかし竹中半兵衛が雇い入れた雑賀衆鉄砲隊が城を落とし、義輝と藤孝は降伏する。 →田辺城の戦い
- 岐阜城の戦い（16巻）: 甲斐から西へ向かう武田信玄が、津田信澄が守る岐阜城を攻め落とす。信玄は、信澄を斬首したことにして、関ヶ原まで密かに同行させる。 →岐阜城の戦い
- 上田合戦（17巻）: 西進する伊達政宗軍、信州上田で真田十勇士と交戦。足留めされかけるが、深入りせずに関ヶ原に向かう。 →上田合戦#第二次上田合戦
- 関ヶ原の戦い（16-18巻）: 天下分け目の合戦が関ヶ原で勃発。織田軍を中心とする西軍が辛くも勝利をおさめる。 →関ヶ原の戦い

### 清州会議編・黄金十字軍編・本能寺編
関ヶ原の戦い以降も、ヨーロッパ連合軍の襲来、本能寺の変と苦難は続く。
- 惣無事令構想（19巻）: 信奈、大名間の私戦を禁じる方針を打ち出す。 →惣無事令
- 清洲会議（19巻）: 関ヶ原の戦いの戦後処理の会議を清洲城で開催。良晴側室問題が火種となって紛糾する。 →清洲会議
- 支倉常長の帰還（19巻）: 伊達家からヨーロッパに派遣されていた支倉常長、カトリックとプロテスタントの連合軍である「黄金十字軍」の艦隊に同行して相模沖に到着。 →支倉常長
- 小田原評定（20巻）: 相模湾に入った黄金十字軍艦隊に対応すべく、北条家家臣団の会議が持たれるが、結論を見ない。 →小田原評定
- 日英通商条約（20巻）: 信奈、イングランド女王エリザベス一世と通商条約を仮締結。 →日英修好通商条約
- 小田原城無血開城（20巻）: 小田原城に籠る北条氏康、信奈の説得に応じて開城 →小田原城#安土桃山時代
- 京都馬揃え（21巻）: 黄金十字軍との和睦を成立させた信奈、自らの威信を示す「馬揃え」を京で開催。 →京都御馬揃え
- 本能寺の変（21巻）: 明智光秀軍、信奈と良晴が宿泊する本能寺を襲撃。本能寺を炎上させたあと、将軍・今川義元のいる二条御新造を攻撃し、さらに御所に向けて進軍する。 →本能寺の変

## 登場人物
年齢などの設定は特に説明がある場合を除いて初登場時に準拠する。本作においては数え年と満年齢が混在していることに注意が必要。特に注記がない限り、歴史上の人物に関しては本作オリジナルの設定である。史実に関しては各項目参照。
声優はドラマCD / テレビアニメ版の順。声優名1人の場合は、原則アニメ版のみであることを示す。

### 主要な大名・武将

#### 尾張・織田家
相良 良晴（さがら よしはる）
声 - 川原慶久 / 江口拓也
本作の主人公。高校二年生の17歳。平成生まれ。出身地は横浜みなとみらい（22巻）。あだ名は「さがらよしはる」の頭と終わりをとって信奈がつけた「サル」（銃口を口に入れられて呂律が回らないまま名乗ったため「さ」「る」としか聞き取れなかった）。歴史ゲームが好きな現代日本に住む平凡な男子高校生だったが、突如戦国時代へとタイムスリップしてしまう。偶然出くわした合戦の最中、織田家当主・信奈の命を救い、足軽として取り立てられる。
性格・趣味・嗜好
大の女好き。もともと気弱で臆病な性格であるにもかかわらず、女の子を守るためなら勇気が溢れ出し、本来の自分とは別人のように振舞える（この性分は父親譲りである模様）。物事に鈍感だが、その理解力のなさが恐怖心のなさと結びついており、並外れて肝が据わった大器ともいえる。身分の差に無頓着で、誰に対しても砕けた態度で接している（土田御前と姫巫女は例外）。思ったことをそのまま口に出してしまう悪癖があり、元の世界ではそれが原因でモテなかったと自認している。順応性も高く、タイムスリップしてきた戦国時代にすぐ馴染んでおり、記憶を失って村上水軍で働くことになった際も、海賊生活にすぐに順応していた。
現代の戦国ゲームで学んだ知識を駆使しながら、持ち前の精神力と決断力、判断力で死線をくぐり抜けていく。戦場での経験を徐々に積んでいくが、人の死というものになかなか慣れず、命の選択を迫られるときは、仲間であれ敵であれ、自らの命を捨てる覚悟で体を張って全て救おうとする。
対人関係
物語が進むに連れ、敵味方問わず、姫武将に好意を持たれるようになる。前鬼からは「女難の相」があると言われており、女絡みのトラブルが絶えない。そのモテぶりから、巷では「今源氏」「姫武将たらし」とも噂される。
物語初期から信奈を想っている。当初は乱暴な信奈に反発を覚え、顔を合わせれば悪態を吐き合うほどであったが、彼女の境遇や志を知って次第に惹かれていく。金ヶ崎の退き口での別離を経て、5巻終盤で信奈との愛を確認する。
戦国時代に来た当初、信奈から監視役として送られたのがねねであり、以降は実の兄妹のように暮らしている。そのねねをはじめ、犬千代や一益、姫巫女、政宗、相良妹軍団や義昭、勝頼など、子供に懐かれる傾向がある。五右衛門とは戦国時代に来て最初に主従の契約を交わした仲で、懐かれているわけではないが、主君として絶対の信頼を寄せられている。
同性との付き合いも良好である。織田軍の足軽たちからは「相良の大将」と慕われ、カリスマ視されている。信奈の弟・信澄とは最初は対立したが後に和解し、意気投合するようになった。信奈の義父である道三からも婿として期待されている。毛利家臣時代には記憶を失っていたとはいえ、敵方である直家や武吉とも交友を深め、九州でも立花一家や宗運、賢兼などから一目を置かれている。
元の世界に帰らない決心はしたものの、置いてきた両親のことは気にかけている。信奈や政宗が母親と不仲であることを心配するシーン（7巻）から、特に母親のことを大切に思っていることが察せられる。
学力・特技
簡単な計算や地理を間違うなど、学力はいまいち。自分から問題を出しながら自分で答えを間違えたこともある。この学力の低さから「やはりサル」と言われる。
武将としての器は非凡なものがあり、追いつめられたときに誰も考え付かないような発想を閃いて窮地を脱している。美濃では半兵衛の敷いた「石兵八陣」を力ずくで破壊し（2巻）、木津川では堤を破り氾濫を起こして陸上まで船を滑走させるという奇策を用いた（10巻）。
常人離れした逃げ上手で、「球よけのヨシ」の異名を取る。それ以外に身体能力に秀でたところはなく、剣術や格闘術、馬術なども使えなかった。しかし大坂本猫寺合戦後に記憶喪失に陥り毛利家に滞在していた際、村上水軍で海賊見習いとしてこき使われたため、肉体が鍛え上げられた（11巻）。織田家に復帰後、使者として訪れた九州で幾度も死線を潜ったことで、武芸の飛躍的な成長を見せている（15巻）。
出自・領地・官位
3巻での本人による弁では、先祖は九州の大名で、江戸時代に総本家が断絶している という。13巻での義陽との邂逅によって、その肥後・相良家の子孫であることが判明した。
1巻終盤で足軽から侍大将に出世、7巻にて浅井攻めの功により旧浅井領の北近江20万石の大名に出世した。8巻からは中国方面軍司令官として播磨に赴任、11巻にて播磨を平定したことで領有し、毛利家との合戦外交権も得ている。
3巻で筑前守の官位を賜る。10巻で信奈が、良晴に関白の位を譲るよう前久に要求。前久は渋っていたが、後に13巻にて良晴が相良氏の末裔と判明したことから、これを内諾した。21巻の関白相論を経て、22巻で良晴の関白叙任式がおこなわれる。
本編での活躍
物語序盤は、史実の秀吉の足跡を辿る形となり、竹中半兵衛の登用や墨俣一夜城建設（2巻）などの功を挙げ、頭角を現していく。一方で、史実では落命する運命にあった信澄、道三、義元などを救い、歴史を変えていくことになる。良晴がそうして諸家の間に作り上げてきた人間関係が、天下布武と海外進出という信奈の野望を実現する大きな力となる。
織田 信奈（おだ のぶな）
声 - 皆口裕子 / 伊藤かな恵
本作のヒロイン。16歳。織田家当主にして尾張の姫大名であり、史実における織田信長に符合する存在である。幼名は「吉」。登場当初は上総介の通称を名乗る。3巻で正四位下・弾正大弼、7巻で右近衛大将の官位を得たが、後に返上し、物語終盤では「無位無官」になっている。初期（1-2巻）は尾張の清州城と小牧山城、美濃攻略後は岐阜城を居城としていたが、上洛（3巻）後は京の本能寺に滞在することが多い。12巻で絢爛豪華な安土城が完成して以後は、安土を拠点に各方面の重臣達を統括する。
当初は「尾張一の美少女」を自称していたが、後に「天下一の美少女」へとグレードアップした。みやま零によるイラストでは、茶筅まげ・腰ヒョウタンのバサラ風、京友禅のお姫様スタイル、南蛮兜とマント、町娘、等々服装のバリエーションが多い。「デアルカ」が口癖。
従来の信長のイメージ通り、合理主義者で、卓抜した創造力と行動力を持つ戦略家、有能でケチな経営者として描かれる。日本統一後の世界戦略まで見据える信奈が時代を超えた破格の天才であると認める者は、良晴をはじめ、父・信秀や美濃の道三など一定数いる。しかし理解しない人間のほうが圧倒的に多く、その奇矯な格好や粗暴な言動から「尾張のうつけ姫」と呼ばれている。一方で、気位が高く、短気であり、激情に駆られた時の冷徹非道のふるまいから「第六天魔王」とも呼ばれる。これは母親から冷遇されて育った境遇と、父・信秀や堺で出会った宣教師・ザビエルとの死別の経験から「私が好きになった人はみんな死んでしまう」というトラウマを抱えて愛に飢えていることによる。しかし、腹心である長秀・犬千代・勝家や良晴は、信奈が心優しい性格であることを理解しており、彼女の暴走をしばしば食い止めている。弟の殺害や叡山の焼き討ち、本猫寺との泥沼の宗教戦争など、信長が陥った運命を回避して、信奈は年相応の少女としての顔を見せるようになっていく。その柔軟な思考の一方で、相手が自分と同等の合理性を備えていると無意識に仮定してしまう癖を持つ。また、合理的に説明のつかない超常的な能力には弱く、陰陽道を利用した半兵衛の戦術には手こずった。
初対面時から良晴のことは憎からず想いながら、喧嘩（周囲曰く「夫婦漫才」）を繰り返している。3巻末尾の「金ヶ崎の退き口」の頃から良晴への恋を自覚していくが、気位が高いことと、素直になれない性格などから、関係がなかなか進展しない。5巻終盤からは、はっきりと恋仲である描写となる。身分の差を憚っての秘密の恋であったが、その噂は徐々に広がり、大坂本猫寺との合戦の折に氏郷が揃えた三種の神器による天岩戸（タイムトラベルの入口）開きの様子が全国に放送されたことで一般に知られることになった（10巻）。感情に富む信奈は、独占欲・嫉妬心も強く、良晴が他の美女に目移りしていると激怒する。良晴との数度の別離を経て、素直に甘えるシーンが見られるようになる一方、光秀からは「愛されることしか考えてない」と指摘されていた。信奈も良晴も子作りには前向きで、信奈は、「奇妙」「茶筅」「三七」と既に三人目まで子供の名前を決めているほどだが、織田家の置かれている状況や、二人で過ごそうとすると邪魔が入ることなどから、先延ばしされている。
1巻で良晴と主従の誓いを交わす際、自分の未来を語ることを厳禁した。12巻以降、武田・上杉・毛利・北条の反織田包囲網に対して、松平家や伊達家、九州勢との同盟による一回限りの決戦によって天下統一を成す構想を練っていたが、松平（徳川）家の突然の同盟破棄、武田軍侵攻による岐阜城落城と信澄討死の報を受け、野望を遂げられないまま死ぬ運命にあることを悟る。前述の禁止令を解いた信奈は、自分が光秀の謀反によって果てる未来を良晴から聞き出すが、光秀を信じて、決戦の地・関ヶ原に向かう。開戦直前の関ヶ原において、信奈・光秀・良晴は桃園結義によって結束を新たにする。
信奈のみ史実と名前が違うのは、姫武将であっても元服後は男らしくあらねばならないとする武士の慣習に抵抗して、「正式な武士の名前なんて、男臭くてかわいくない」という理由で「女の子らしい名を名乗った」ため。
安土城竣工の際、義元は『源氏物語』の紫の上に信奈をなぞらえていた。しかし信奈自身は『源氏物語』を嫌っており、光源氏についても「女の子をとっかえひっかえしてきた最低男」と酷評、良晴のハーレム構想にも反発していた（曰く「四人も良晴に恋人を認めるなんて……わたしの幸せも四分の一」）。ただし、光秀に関しては、良晴の側室とすることに譲歩の姿勢も見せている。

##### 織田一門
織田 信奈（おだ のぶな）
織田 信勝（おだ のぶかつ）→津田 信澄（つだ のぶすみ）
声 - 須藤翔 / 加藤英美里
織田家の長男であり信奈の弟。あだ名は「勘十郎」。好物はういろう。周囲に唆されては謀反を起こす気弱な少年であったが、野望に乏しく自身でも将の器ではないと内心自覚しており、信奈の事を嫌っているわけではない。肌が白くて顔立ちが人形のように整った、大変な美少年で100人近い女の子の取り巻き（曰く、親衛隊）がおり、女装をすればその辺の女より美人になってしまうほど（男の娘）で対浅井・朝倉戦の折には信奈の影武者も務めている。
良晴の説得もあり信奈に謀反を許されたおり「津田信澄」と改名し勝家の与力となり、織田家重臣では数少ない男同士ということで良晴とは悪友の仲になり二人の恋路も応援している。
2巻終盤では浅井家との同盟のため、女装させられて「お市姫」として政略結婚させられてしまう。しかし浅井長政の秘密を知り、彼女と性別逆転の夫婦関係を結び、愛し合う。浅井家の同盟破棄によっていったん離縁されてしまうが、愛する妻のために男として見違えるほどの成長を遂げた。
7巻終盤では数々の合戦を経て、浅井長政を「お市」として妻に迎え入れ、以後は安土城に移った信奈に代わり岐阜城で武田家を牽制する任務に就くが、よく良晴や信奈のもとに現れており、「手取川の戦い」でも良晴と共に戦っている。「関ヶ原の戦い」が始まると信奈が迎撃態勢を整えるまで岐阜城で時間を稼ごうとするが、武田軍の猛攻の前に岐阜城は落城。その際に信澄が信玄に斬首されたと伝えられるが、実際は助命されており、そのまま信玄に付き添って関ヶ原に同行する。
お市（おいち）/ 浅井 長政（あさい ながまさ）
津田三姉妹（つださんしまい）
信澄とお市の間に生まれた三つ子。名は長女・茶々、次女・初、三女・江。信澄曰く「織田と浅井、戦国二大美形家系の血が合体した子供達は将来、絶世の美少女になる」と溺愛している。
特に長女の茶々は、赤子ながら外見、気性ともに叔母にあたる信奈にそっくりで、早くも良晴に懐いている。「関ヶ原の戦い」の際に信澄が茶々は良晴と信奈の養女とするよう言い残しており、その後、遺志を継いだお市（長政）により養女とされた。関ヶ原の戦い後、良晴が信澄に茶々を返そうとするが「もう信奈と良晴の子供だから」といって拒否。今も良晴の手元にいる。
蒲生 氏郷（がもう うじさと）
近江の名門・蒲生家の嫡子で信奈の義妹。洗礼名は「レオン」。当初は織田家への人質であったが、日本古来の神話やキリシタンの聖書にも博識な学者肌でその聡明さと蒲生家との縁、そして信奈自身が妹分ではなく妹を欲しがっていたことから義妹に迎え入れられた。
天下人たる器を持つ信奈を崇拝しており純真だが、故に周りが見えず人の気持ちを慮らない所があり信奈の醜聞の原因となっている良晴を排除しようと画策。ガスパールと結託し、一益を動かすことによって三種の神器を収集してその力で良晴を未来へ帰し、信奈を日ノ本を統べる神にしようと計画する。しかし天岩戸開きの折に信奈の良晴への想いを知り断念、その後は罪滅ぼしとして毛利家からの良晴奪還に尽力した。
その後、信奈の名代として伊達家に使者として訪れ、織田・伊達同盟を締結、与力として関東侵攻を支援することになったが、政宗とは反りが合わず、生涯の宿敵と予感しており、案の定、関ヶ原への行軍中には政宗に振り回される。
織田 信秀（おだ のぶひで）
信奈の父で織田家前当主。道三とは美濃攻めで何度か戦っている。信奈の器量を見抜き、周囲の反対を押し切って信奈を世継ぎに指名したが、病によって死去した。
土田 御前（つちだごぜん）
声 - 浅野真澄
信奈の母。南蛮趣味にかぶれたり粗野な言動が目立つ信奈を嫌い、信澄を溺愛している。親子仲は冷え切っていたが、浅井・朝倉連合討伐後の「黄金の髑髏」騒動で信奈とは事実上絶縁した。
斎藤 道三（さいとう どうさん）

##### 織田家臣団
明智 光秀（あけち みつひで）
声 - 矢作紗友里
本作「正サブヒロイン」で織田四天王の一人。あだ名は「十兵衛」あるいは「キンカン」。3巻で「惟任」の姓と「日向守」の官位を受けて以降は「惟任日向」（これとうひゅうが）と呼ばれることも多い。貴族的教養と幅広い人脈を持つ見目麗しい美少女剣士で、剣術は鹿島新当流の免許皆伝。鉄砲の名手でもあり、後に短筒に武器を替えた（11巻）。トレードマークは金柑の髪飾りと広めのおでこ。アニメでは和装に女袴、革靴と、明治・大正時代の女学生を思わせる衣装をまとっている。
土岐源氏の血をひく高貴な生まれだが、父は早くに戦没しており、家を切り盛りしていた母（お牧の方）は過労により倒れてしまった。道三の小姓であったが、彼が美濃を追われた折に浪人となり、京（足利家）や越前（朝倉家）で働いていた。足利将軍が京を追われた後に信奈のもとを訪れて上洛と今川将軍擁立という策を具申し、そのまま召抱えられる。物語序盤で信奈の世界戦略に理解を示していた人物の一人。道三から薫陶を受けたため、信奈とは同じ師を持つ者同士であり、信奈に不測の事態が起こった際の後継者に指名されている（7巻、17巻）。信奈と並ぶ聡明さを誇るが、思い込みが激しく、目的達成のために周りが見えなくなりやすい。素直すぎることもあり、空気が読めない。「〜です」という丁寧な口調で話すが、その前の言葉が汚い（例：臓物ぶちまけて後悔しやがれ、です）ため、アンバランスな印象をあたえる。
良晴を当初「先輩」と呼び慕っていたが、信奈の何気ない一言がきっかけで良晴を激しくライバル視するようになる（3巻）。しかしその後、清水寺の戦いで助けに来てくれた良晴に、恋心を抱く（ただし、本人は全く自覚していない）。良晴と信奈の仲を勘ぐっており、事あるごとに二人の仲を（無意識に）邪魔し、「信奈を良晴の毒牙から守る」という名目で良晴に祝言を強要してくる。徐々に信奈への忠誠よりも良晴への想いが強くなり、当初とは逆に、信奈に嫉妬・対抗意識を燃やすことが多くなっていく。天岩戸開き（10巻）の折には良晴と信奈が恋仲である事実を知り情緒不安定になった。しかし「第二次木津川口の戦い」では、記憶を喪っていた良晴に接吻して記憶を取り戻させた後、自分の感情を偽ることを止めて良晴に告白し、良晴への想いを隠すことなく公言するようになった。12巻では、義元によって『源氏物語』の六条御息所に見立てられている。光秀はこの配役に不満を露にしつつ、自分が正妻になれなければ良晴の愛人を片っ端から殺すと宣言していた。
4巻終盤で坂本城主に任じられる。浅井・朝倉戦後には「畿内管領」として畿内を平定することになり、京の西の玄関口である丹波の攻略にとりかかる。しかし波多野氏の反抗に加え、織田軍（主に良晴）の援軍に再三駆り出されるなどして丹波攻略は進まなかった。そこに毛利軍の侵攻を受け、また波多野氏の人質となったお牧の方の身柄と引き換えに信奈を裏切るよう脅されるなど、極限まで追いつめられる。九州から戻ってきた五右衛門の活躍でお牧の方を奪回し、丹波国を平定するが、良晴の義姉を名乗る義陽の登場に動揺（15巻）。その後、居城の坂本城が六角軍に占拠され、母が再び人質とされたことで、またも精神をすり減らしていく。そのような状況で細川幽斎から申し込まれた祝言を拒絶するため、フロイスからキリシタンの洗礼を受けた（洗礼名は「ガラシャ」）。信奈の指示に従い、体調不良をおして関ヶ原へ向かうが、幽斎から届いた密書により、自身が信奈を弑逆するという運命を知る。信奈が死ねば良晴を手に入れられるという誘惑と言霊に引きずられかけるが、奇跡的に正気を取り戻し、関ヶ原に到着した信奈・良晴との桃園結義によって結束を新たにする。
柴田 勝家（しばた かついえ）
声 - 雪野五月 / 生天目仁美
織田四天王の一人で18歳の姫武将。あだ名は「六（りく）」で幼名は「権六」だったが、年頃になった際に勝家本人が可愛くないと言ったため変更した。家老だけあり、立派なお屋敷に住んでいる。好物は味噌煮込みうどん。
「尾張一の剛将（勇将）」と言われる血気盛んな織田軍最強の猛将だが反面、頭脳労働は苦手で四則計算も出来ない。後に佐久間信盛からは「武の柴田、文の丹羽。方面軍司令官としては二人で一人分」（15巻）と評されている。元は信勝の家臣で実際に信勝に対する忠誠心はあったが、内心ではそれ以上の忠誠を信奈に誓っており、仕えることを熱望していた、そして信奈の付き人の家老が亡くなったり、「稲生の戦い」を経て信奈の家老となり、以後織田軍の主力として活躍、信奈からも「軍から抜けられると困る人間」として認められる。合戦では主に長槍を用い、水瓶を叩き割ってその破片で攻撃する「瓶割大斬撃」という技を使う。抜刀術も得意だが、滅多に太刀をふるうことはない。
良晴が「リアルでは初めて見た」というほどの巨乳で良晴によると推定Gカップでいまだ成長中であるとのことだが、当の本人は人に見られるのを気にしており、実際に入浴姿を良晴に覗かれそうになったことが何度もあった。信奈と親しくする良晴には嫉妬めいた感情を抱いており、何かと突っかかってくる一方で、良晴に胸を揉まれたことがトラウマになっている節があり、思い出すと切腹しようとする。また自身と長秀の周囲からの扱いの差に不満を感じており一方的にライバル視している。浅井・朝倉連合討伐後は北陸方面軍司令官として越前に本拠地に移し、謙信の上洛戦に際しては手取川にて背水の陣で臨む。良晴の策の時間稼ぎのために一騎討ちに持込むが謙信の神懸り的な強さの前に討ち取られる寸前で援軍に駆けつけた良晴に救われた。その後も越前・加賀国境で長秀や半兵衛の補佐を受けながら、上杉軍の進攻を阻んでいたが、関ヶ原の戦いの開始とともに進軍を開始した上杉軍を阻むべく玉砕覚悟で決戦を申し込むも、上杉軍が決戦を避けたことで上杉軍を猛追して関ヶ原へ向かう。
「女の子らしくなりたい」と考えており、良晴に未来の女の子について聞かされ、それを真に受けてしまい、一時期「萌えっ子」になったこともあった。
丹羽 長秀（にわ ながひで）
声 - 久川綾 / 松嵜麗
織田家の家老で織田四天王の一人。信奈の小姓上がりで20歳そこそこの女性。あだ名は「万千代」。普段は温厚篤実な常識人で信奈の姉代わり。中国の古典（三国志）や兵法に通じた教養人でもある。オトナの女というより、学級委員長的なお姉さんという印象。
参謀型で他人の補佐、合理的判断、情報分析をするのは得意だが、自ら軍を率いるのは苦手。他人の行動や発生した事件・状況に点数をつけるクセがある（採点癖）。佐久間信盛からは「武の柴田、文の丹羽。方面軍司令官としては二人で一人分」と評されている。
当初は信奈と良晴の恋には身分の差から否定的だったが、金ヶ崎の退き口以降は良晴の人柄を認め陰ながら応援する態度へと改めた。しかし最近では自身の婚期を逃しかかっていることを周囲に指摘されておりその度に必死に否定しているが、新装版の本猫寺で「激寒採点おばさん」呼ばわりされていた。
浅井・朝倉連合討伐後は若狭の大名に出世したが、傍で信奈を見守るために後に辞退、以降は信奈の傍らで安土城の普請奉行になった。安土城完成後は北陸で上杉軍の脅威に晒される柴田軍の援軍として駆け付け、手取川の戦いでは謙信と戦い、それからは勝家の補佐役に徹していた。義輝・幽斎主従に田辺城を占拠されると半兵衛の策に従い、北陸方面軍から軍勢の一部を抽出して田辺城を包囲するが、幽斎の持つ「古今伝授」の喪失を恐れる前久の制止に遭い、攻めあぐねていたところを、それを見越した半兵衛が派遣した雑賀衆が織田軍に代わって城攻めを請け負ったことで救われた。
新装版にて採点癖の理由が明かされ、「万千代」は幼名で本来は「五郎左」という名だが、家中の人々や敵将に「満（万）点娘が、五点の女に落ちぶれた」と嘲笑われるようになってしまい、以来、先んじて自分を馬鹿にする人間達を採点し始め、いつしか日常生活でもその癖が抜けなくなってしまったのが真相。長秀本人は「五郎左」という名を嫌っており、織田家中でも長秀の採点癖に触れることは禁忌となっていた。
滝川 一益（たきがわ かずます）
声 - 高橋李依
織田家四天王の一人で、甲賀出身で忍術と鉄砲に通じた少女。あだ名は「左近将監」で通称「左近」、一人称は「姫」。推定10〜12歳。その顔姿は姫巫女と瓜二つである。相手の額に手を触れて心の内を語らせる「他心通」という神通力を持つ。この力を使うと、触れた相手の人生を追体験してしまう弊害がある。その人物が壮絶な人生を送ってきた場合、自身も心に深い傷を負ってしまうことになる。
おおらかだがムラッ気のある性格で、信奈が扱いに手を焼く数少ない妹分である。良晴曰く「小悪魔系美幼女」。その愛くるしさと配下の九鬼水軍という武器を駆使して伊勢をほぼ制圧したが、陸戦を嫌い、信奈の再三の召集を無視し続けていた。左遷された良晴の求めに応じ、九鬼水軍を率いて織田軍主力（中央）へ復帰する。
10巻では、信奈の義妹となった氏郷の登場に動揺した。その後、一益の姿を見た前久の手引きで姫巫女と対面し、双子の姉妹であることが判明する。姫巫女の相続に支障を来すおそれがあるという理由で、御所の慣習により、妹の一益が極秘裏に甲賀へ送られたのである。自由を追い求めていたはずが実際は二人の姉（姫巫女と信奈）の掌の上にいたに過ぎなかったという真実に気づいたことに加え、良晴から史実での自分の末路を聞いたことで、自分自身を精神的に追い詰めてしまう。二人の姉の狭間に揺れ、合戦中に戦線離脱状態に陥ったが、事情を理解した良晴の言葉で立ち直り、三種の神器による天岩戸開きに協力して織田軍の危機を救う。この際に良晴が行方不明になって以後は、毛利家からの良晴奪還に尽力した。
信奈に従って長篠で武田軍と対峙。武田軍を破った暁には「関東管領」に任命される流れであったが、徳川家の突如の寝返りにより、立ち消えとなった。
良晴に気があるような発言を何度もしているが、良晴からはねねや五右衛門、犬千代同様に子供扱いされている。
前田 犬千代（まえだ いぬちよ）
声 - 早見沙織 / 福圓美里
信奈の小姓を務める12歳の少女。良晴曰く、お人形さんっぽい、ちょっと整った顔立ち。「犬千代」はあだ名で本名は「利家」。良晴とは気が合うらしく、家が近所であることからも何かと面倒を見てくれる。
信勝の家来を斬ったことで出奔するが、後に虎の被り物を被るカブキ者となって織田家へと戻ってきた。
戦では信奈の本陣に参することが多い。小兵ながら意外に力が強く、長槍を使いこなす強者である。胸の小ささを気にしたり、良晴に弟扱いされて反発したりと、女の子らしい一面も見せる。初期から良晴への好意を隠すことなく伝えているが、当の良晴には子供扱いされて取り合ってもらえずにいる。また信奈や良晴の匂いを嗅ぎ分けられるという特技を持つ。この特技により、3巻では狙撃されかけた信奈を救出し、11巻では村上水軍の小早船上にいた良晴の居場所を突き止めた。
浅井・朝倉連合討伐後は、勝家の与力として越前に赴任している。
松永 久秀（まつなが ひさひで）
声 - 浅野真澄
大和・多聞山城城主で姫大名。30がらみで外国人風褐色の肌を持つペルシァ系の短髪美女。あだ名は「弾正」。幻術や傀儡を使役し、宝蔵院流槍術の使い手でもある。子代わりでもあった主君・三好長慶が病死してからは、都も大仏も焼き、有力大名や将軍家を次々襲撃してきた謀反人である。
信奈には、「破壊者」という共通点から気に入られている。清水寺での謀反を許された折に、「白弾正」として生まれ変わると宣言、織田陣営に参ずる。
道三や曲直瀬とは旧知の仲である。特に道三とは男女の仲であったことが仄めかされている（4巻）。
信奈に関する悪評を払拭するためにあえて謀反を起こし、反織田派の東大寺僧兵などと交戦したうえで、信奈に討伐される形をとって爆死する（9巻）。
九鬼 嘉隆（くき よしたか）
南国ビキニに身を包んだ九鬼海賊衆の女頭領。27歳。可愛いものに目がなく、一益にメロメロになっている。
男子禁制の女人海賊衆を率いてきたため婚期を逃しつつあり、子分達に事あるごとにネタにされているうえ、信奈には「行き遅れ」という不名誉なあだ名をつけられた。本人曰く、「10歳以上年下のかわいい男の子でないと結婚したくない」とのこと。
「大坂本猫寺合戦」の折に勃発した「木津川口の戦い」では、戦国最強と謳われる「村上水軍」と激突して旗艦・鬼宿丸を喪う大敗を喫した。その後、官兵衛やジョバンナの技術協力と織田家の財政援助により「鉄甲船」を建造。鉄甲船に生まれ変わった「新・鬼宿丸」で第二次木津川口の戦いに臨み、村上水軍に雪辱を果たした。
斎藤 利三（さいとう としぞう）
明智軍の副将を務める姫武将。元は稲葉一鉄配下であったが光秀の才覚に惚れ込み出奔、明智軍に加入した経歴を持つ。
思い込みが激しく、空気の読めない光秀に振り回される苦労性だが、光秀を誰よりも崇拝しており、光秀のためとなるのであらば信奈を裏切れという献策も辞さないほど。
以前から長宗我部家と誼を通じており、義妹を長宗我部家に送るなど縁戚関係にある。
お牧の方（おまきのかた）
声 - まつだ志緒理
光秀の母。早くに夫を亡くし、土岐源氏の末裔として光秀を女手一つで厳しくも愛をもって育てた。近年は病に臥せっている。
丹波で苦境に立つ光秀を見かね、和睦を斡旋すべく波多野家に単身向かうが、和睦は成らず人質とされてしまう。毛利の援軍が来ないと知った波多野家臣団に処刑されそうになるが、間一髪のところで五右衛門に救われた（15巻）。その後は光秀の居城の坂本城に帰還するが、関ヶ原の戦いが起こると六角軍が光秀不在の坂本城を占拠し、お牧の方はその人質とされてしまう。しかし浅井長政が蜂起したことにより六角軍は離散、六角承禎の降伏により解放された（17巻）。
佐久間 信盛（さくま のぶもり）
声 - 松本忍
織田家の武将。信奈の父・信秀の代から織田に仕える宿老格だが、影が薄くうだつの上がらない老将。主に殿や退却戦で能力を発揮することから「退き佐久間」を自認する。
長篠の戦いでは信奈の側近として従軍しており、突然の徳川家の同盟破棄により窮地に陥った織田軍を救うため、“ある将が勝手に退却し、織田軍の防衛線が崩壊したため、撤退せざるを得なくなった”という筋書きを作り上げ、その将に志願する。引き留める信奈を振り切り、自分への「折檻状」を世間に公表するよう申し付けたうえで、断腸の思いの信奈に一族郎党、高野山追放を命じられた。
元はアニメ版オリジナルキャラクターで、信勝の家臣で信奈への謀反に加わったが信奈に許されている（原作では信勝の謀反には加わっていない設定になっている）。
池田 恒興（いけだ つねおき）
声 - 日岡なつみ
信奈の馬廻り。ポニーテールの少女。主に信奈への伝令役や取次ぎとして活動している。
アニメ版オリジナルキャラクターであったが、後に原作にも名前が登場しており(性別は不明)、摂津で吉川軍を迎え撃つも敗走するが、敗走と見せかけて半兵衛の策に従い、関ヶ原に近い菩提山に集結しており、「関ヶ原の戦い」本戦では相良軍の残党と共に「中入り」部隊として東軍の背後を牽制している。
佐々 成政（さっさ なりまさ）
声 - 荻野永梨奈
信奈の馬廻り。短髪の少女。主に信奈への伝令役として活動している。
アニメ版オリジナルキャラクターであったが、後に原作にも登場。犬千代同様に信奈の小姓から「黒母衣衆」筆頭にまで出世した尾張の生え抜きの姫武将で犬千代のライバル的存在。口癖は「ほいさっさ」。戦は苦手で、自然をこよなく愛する姫武将で、それが高じて趣味の登山に明け暮れていたため、軍議にも出ず、出世も遅れ、犬千代に比べ存在感が薄かった。山が戦の鍵となることを予想した半兵衛により北陸方面軍の与力とされてからも登山に明け暮れていたが、進軍を開始した上杉軍への切り札として半兵衛に招集され、その山岳への知識を見込まれ、白山を強行行軍して上杉軍を背後より奇襲するという策を命じられる。軍勢の半数が脱落すると予想された決死の行軍であったが、成政の働きによりほとんど脱落者なしで行軍を成功させるも上杉軍が関ヶ原への進軍を優先し、決戦を回避したことで奇襲は失敗に終わった。
高山 右近（たかやま うこん）
声 - 荻野晴朗
摂津高槻城城主。ルイズの洗礼を受けキリシタンに改宗し、「ドン・ジュスト」を名乗る。清水寺の戦い以降は織田軍の傘下に入る。
小西 ジョウチン 隆佐（こにし ジョウチン りゅうさ）
声 - 前野智昭
堺の商人。小西弥九郎の父親。右近と共にキリシタンに改宗し、清水寺の戦いで織田家傘下となる。
娘の弥九郎を反織田陣営に属する宇喜多家に送り、自身は織田家の庇護のもとで商売に励んでいるが、「沖田畷の戦い」前に官兵衛からの要請を受け、堺の傭兵や弥九郎を九州に送っている。
万見仙千代（まんみ せんちよ）
浅井・朝倉連合討伐後に信奈が召し抱えた17〜18歳の少女。愛想はないが京文化に秀で、頭も良いため信奈に重宝され、小姓衆と旗本衆を統轄している。
正体は前久に雇われた風魔忍者であり、信奈の側近くに仕えているのを良いことに信奈が臥せると「信奈の命令」を乱発し、武将達を信奈に会わせないようにして、信奈と武将たちのあいだに溝を作ろうとしていた。
久秀の謀反に便乗して信奈を暗殺しようとするが、五右衛門に阻まれ失敗。捕えられた後に自害した。
荒木 村重（あらき むらしげ）
織田家の傘下に入った摂津の姫武将。織田軍と本猫寺の合戦の際は日和見に終始しており、どちらにも遺恨がないということで信奈に摂津国主に抜擢された。
その正体は、朝倉義景。本物の村重は織田軍と本猫寺の板挟みに耐え切れず出奔、利休に敗れ鞍馬山に漂っていた「鬼」こと義景の魂を朧月夜が回収し、村重そっくりの少女の体と名前を与えられ成り代わった。茶器泥棒の内通者にされた村重は生前の記憶を失っていたものの、信奈への強烈な執着心だけは残っており姫武将として生まれ変わった今度こそ肉欲に支配されず信奈と添い遂げようと密かに決意する。
「伊丹城」を「有岡城」として大改修する一方、朧月夜から受け取った茶器「唐草文染付茶碗」（通称“荒木高麗”）が自身の怨念を吸い取り、呪力を帯びていることを知る。織田家に恭順する裏で、生前同様に密かに長谷川等伯に信奈の絵を描かせたり、荒木高麗を使って最大の障害となるであろう半兵衛暗殺を計画する。

##### 相良軍団
相良 良晴（さがら よしはる）
ねね
声 - 神田朱未 / 北方奈月
うこぎ長屋で良晴たちの近所に住む女の子。数えで8歳。長屋の長老格である祖父と一緒に暮らしている。信奈から良晴の私生活の監視役を頼まれて良晴の義妹となり、良晴のことを実の兄のように慕っている。
利発で算術が得意だが、オネショ癖があるなど年相応なところも見られる。良晴が中国遠征に出た後は、居城の長浜城で人材発掘を進め、親戚にあたる加藤、福島や石田、大谷を登用して「相良妹（幼稚園）軍団」を結成、長姉に収まる。
蜂須賀 五右衛門（はちすか ごえもん）
声 - 金田朋子 / 同左
川賊・川並衆の頭領を務める少女忍者。良晴によると小学5年生くらい。雑兵なら複数を一度に気絶させるほどの手練で、忍術や諜報活動にも通じている。五体を脱力して意識を飛ばし、すべての力を受け流す蜂須賀流最終奥義を会得しており、死んだふりをして敵と味方を欺くことしばしば。歳の割に大人びているが、30文字以上のセリフを喋ると噛んでしまう。焦ると1文字目から噛む。周囲には隠しているが極度の男性接触恐怖症であり、男に触れると精神が混乱してやがて気を失う。
元々仕えていた藤吉郎が討死したため、藤吉郎の遺志を継いだ良晴と新たな主従関係を結ぶ。良晴の出世とともに織田家へ召し抱えられ、諜報活動のみならず良晴の護衛、他国への使者等外交面でも活躍する。良晴が大名に出世した際に正式に織田家臣となり良晴の筆頭家老となったが、「腕がなまる」との理由で相変わらず忍者をしている。良晴から「運命共同体」と言われるほど主従の絆は強い。本能寺の変とそれに伴う信奈の最期を伝えられている一人である。ガスパールとの会談も盗み聞きしていたため、ガスパールが「二周目の相良良晴」だという説についても知ることとなった。
一時的に乗っ取った稲葉山城で、浅井長政に攫われた安藤伊賀守を見殺しにする案を蹴った良晴に「全部の実を獲ろうというのは厚かましいでちゅな」「いつかはどれかを捨てることになりましょう」と苦言を呈す。その後も、落ちてくる実は全て拾ってみせると嘯く良晴に対して、冷徹な情勢判断に基づいた現実的な選択肢を示す役を担う。
過去を語らず、良晴には天涯孤独の身と話していたが、15巻で、自身の生い立ちと、生き別れの妹の存在を明かす。父は丹波石川流宗家の当主だったが、妻の任務中の死を巡って大頭と対立したため、長女の五右衛門だけを連れて抜け忍となり、流れ着いた尾張・蜂須賀村で川並衆の頭領となって「蜂須賀」姓を名乗った。丹波に置き去りにされた五右衛門の妹・長松は、「石川一宗」と名を変え、波多野秀治の下で大頭を務めるようになっていた。秀治の人質となっていた光秀の母・お牧の方の救出作戦に参加した五右衛門は、一宗と八上城内で対峙する。
竹中 半兵衛（たけなか はんべえ）
声 - 小倉唯
病弱な14歳の少女。「半兵衛」はあだ名で本名は「重虎」。斎藤家の天才軍師で「今孔明」と呼ばれるほどの兵法家にして陰陽師。両親はともに他界しており、叔父・安藤守就が親代わりとなっている。名刀「虎御前」を携え、木綿筒服を身につけている。
自称「おめん子（美濃弁で「人見知りっ子」の意）」で、いじめられることに過剰な反応を示す。生まれつき病弱で、式神の前鬼を身代わりに立て、自分は菩提山で隠遁生活を送っていた。しかし、調略に来た良晴の人柄に義を感じ、良晴に仕える軍師となる（2巻）。後に良晴に命を救われて（9巻）からは明確な好意を抱くようになり、想いを伝えようとしているが、生来の気弱な性格に加え、信奈や光秀など周囲の個性の強い姫武将達の雰囲気に呑まれて伝えられずにいる。8巻で出会った黒田官兵衛とは、ライバルでありながら無二の親友となった。
陰陽師としての実力は抜きん出ており、式神を一度に多数使役できる。義龍配下のときは十面埋伏などの待ち伏せ戦法を得意とした。しかし良晴に仕えるようになってからは正攻法の献策が多い。その知略は信奈からも頼りにされている。
古い因習から日の本を解放するため、京の龍脈を破壊した（4巻）。それに起因する「気」の枯渇とともに力が衰え、三木城包囲戦の際に危篤状態となる。しかし、久秀と五右衛門が協力して盗み出したやまと御所の宝物“蘭奢待”により「気」を取り戻し、10年程寿命を延ばすことができた（9巻）。それでも病が完治したわけではなく、病弱なところは変わっていない。陰陽師の力は失ったが軍師としての智謀は冴えており、第二次木津川口の戦いでは良晴が繰り出した「丁字戦法」に対して「輪形陣」を考案して九鬼水軍の危機を救い、更に良晴帰参のために光秀の暴走を黙認する（11巻）。「手取川の戦い」では苦肉の策を提案して良晴の「光源氏六条院計画」を補強する（12巻）。良晴が九州へ向かった後は、北陸方面軍の軍師として勝家らと行動を共にし、「関ヶ原の戦い」が起こると最上家の調略や雑賀衆の雇用、畿内の部隊の関ヶ原中入り策を打つなど、上杉軍に対応しながら全戦線で軍略を揮う（16-17巻）。
良晴から本能寺の変とそれに伴う信奈の最期を伝えられている一人で、光秀が首謀者となることにも感づいている。
黒田 官兵衛（くろだ かんべえ）
播磨の姫路城城主。少年にも見える出立ちだが12-13歳の女の子である。洗礼名ドン・シメオンを名乗り、南蛮装束を着ている。信奈からは「播磨」と呼ばれている。8巻で半兵衛より「軍師たる者、心を流れる水の如く静かに清らかに保っていなければ知恵が曇ります」と助言されており、後に九州でガスパールから未来を知らされた際、軍師として完成した未来の自分の名として「如水」とも名乗るようになった。
頭の回転が非常に早い天才であり、その才を見込んだ父・宗円から家督を譲られた。九州に遊学し、南蛮の科学を研究していたため日焼けしてしまい、肌が黒い。播磨にいた頃に陰陽道を会得しており、陰陽師でもある。性格は楽天的で自信過剰であり、人の心情を理解できず、周囲の人からまるで理解されていなかったため友達がおらず、妖怪を召喚して遊んでいた過去を持つ。半兵衛とは無二の親友である。九州編では思春期を迎えつつあるようで、良晴から「お年頃のかわいい女の子みたいに見える」と評されている。官兵衛自身も命を救ってくれた良晴には恩義や友情以上の感情を抱きつつあるが、半兵衛の想いも知っているため、告白するつもりはないようである。
「南蛮に出て南蛮の知識を学びたい」という野望を持つ。天下統一を託せる人物と見込んだ信奈に仕官を申し出るが、信奈からは良晴の（女癖の）監視役兼軍師となるよう命じられてしまう（8巻）。良晴については、歴史を歪める「いれぎゅらあ」だと認識していたため、極秘に良晴強制送還計画を進めていた。しかし、直家の調略に失敗して書写山に幽閉され、処刑されそうになった際に良晴に救出されたことなどで、照れながらも心を開いていく（9巻）。その後は暫く有馬温泉にて湯治をしていたが、第二次木津川口の戦い前に復帰して、南蛮技術を用いた鉄甲船建造の指揮をとる（11巻）。以降も相良軍団筆頭軍師である半兵衛を追い抜くために南蛮戦術の研究に勤しんでおり「手取川の戦い」では上杉軍必殺の「車懸りの陣」に対して、「てるしお」で迎え撃った（12巻）。
九州遊学の経歴から、良晴と共に大友家への使者に任ぜられたが、宗麟の名代であるガスパールとの会談にて巧みな話術に惹き込まれていく（13巻）。その後、調停に訪れた前久、良晴、義陽を相次いで捕縛、人質にして島津軍との決戦に備えていたが、実際はガスパールに調略されたふりをしていただけで、大友軍の指揮権を掌握して島津軍との停戦を最短で成立させるため、裏切り者の汚名を被りながら策を練っていた。戦局を膠着させたうえで、漁夫の利を狙う龍造寺家の動きを理由に大友・島津両家を和睦させる計画であったが、宗麟をめぐる宇佐八幡神の予言の存在を知らなかったことから、この策は瓦解寸前となる。しかし官兵衛を信じていた良晴の助けや、龍造寺家を監視していた五右衛門からの報によってかろうじて策が成り、和睦に成功する（14巻）。その後も引き続き大友軍の指揮権を託され、毛利領へ出兵する。直後に「関ヶ原の戦い」が始まるが、隆景・直家が仕掛けた幾多の妨害策を乗り越え、関ヶ原への大返しを宗茂とともに成功させた（17巻）。
良晴から本能寺の変とそれに伴う信奈の最期を伝えられている一人。
相良 義陽（さがら よしひ）
今川 義元（いまがわ よしもと）
山中 鹿之助（やまなか しかのすけ）
毛利家に滅ぼされた主家・尼子家の再興を目指す「尼子十勇士」の筆頭を務める短髪の美少女。宇喜多軍に包囲され危機に瀕していた良晴を救い、主家再興を果たすため良晴の家臣となった。スタイルが良く巨乳。勝家のように勇猛で光秀のように礼儀正しく、良晴に「戦国の正統派美少女」と絶賛される。
主家再興のため月に「七難八苦」を祈ったところ、怒濤のように苦難が襲いかかるようになり、苦難に直面していないと落ち着かない性格になってしまった。信奈によれば「いじめられたがりのヘンな女」。
尼子十勇士（あまごじゅうゆうし）
新装版8巻より登場。鹿之助の配下。「十勇士」といいながら11人以上いる。尤道理之介（もっとも どうりのすけ）、井筒女之介（いづつ おんなのすけ）、寺本生死之介（てらもと せいしのすけ）、藪中荊之介（やぶなか いばらのすけ）、破骨障子之介（はこつ しょうじのすけ）、阿波鳴門之介（あわ なるとのすけ）、穴内狐狸之介（あなない こりのすけ）、小倉鼠之介（おぐら ねずみのすけ）、大谷古猪之介（おおたに ふるいのすけ）、深田泥之介（ふかだ どろのすけ）、荒波碇之介（あらなみ いかりのすけ）、亀井世界介（かめい せかいのすけ）、外郎五文介（ういろう ごもんのすけ）など奇抜な名で、それぞれ決め台詞を持つ。大将である鹿之助に忠誠を誓っており、鹿之助の玉砕癖も受け継いでいる。鹿之助曰く「私より知力の高い者が尼子十勇士には一人もいないのです」「先が読めるかしこい人間は、もうとっくに七難八苦の未来に絶望して脱落しているので」。
石田 佐吉（いしだ さきち）
ねねに登用された良晴の義妹。後の石田三成。歳は13-15歳くらいと思われる近江屈指の聡明で気位の高い美少女だが、貧乳なのを極度に気にしているため胸の話をされるのを嫌がっており、巨乳である虎之助を目の敵にしている。良晴のことは「兄上」と呼ぶ。柿が嫌い。
茶道にも精通している自称“お茶ソムリエ”で、紀之介は無二の親友である一方、良晴が心配するほど虎之助・市松とは争いが絶えない犬猿の仲。天岩戸開きの際の良晴と信奈の姿に理想の男女、主従の絆を見出したと語り、良晴と“兄妹を超えた関係”になることを夢見ているが、それ故に信奈には要注意人物とみなされている。
「関ヶ原の戦い」本戦では柿でお腹を下しており、史実のように虎之助・市松と仲違いすることはなかった。そして良晴から虎之助・市松と内紛の末、紀之介と共に関ヶ原で死すという運命を聞かされるが、良晴がいれば仲違いすることはないと断じ、運命を覆すためにも鹿之助の後詰に向かう。
相良軍団に加入した後は紀之介と共に半兵衛の下に配され、内政や兵糧差配などを学んでいる。信奈からは幕僚の才があると評されているが、反面、戦は苦手。紀之介には「口だけ達者でひ弱い」と言われている。
大谷 紀之介（おおたに きのすけ）
ねねに登用された良晴の義妹。後の大谷吉継。無二の親友である佐吉に誘われ、相良軍団に仕官した。照れ屋の覆面少女で、歳は13-15歳くらいと思われる。良晴のことは「兄くん」と呼ぶ。ねねによれば罠などの計略に優れているらしいが、極度の恥ずかしがりやで、半兵衛以上の気弱な性格が難点。口癖は「祟るんだから」。相良軍団に加入した後は佐吉と共に半兵衛の下に配され、内政や兵糧差配などを学んでいる。
関ヶ原の戦いでは腹痛に苦しむ佐吉を看病していた。しかし、虎之助・市松と内紛の末、佐吉と共に関ヶ原で死すという運命を良晴から聞かされていたため、その運命を松尾山の小早川軍に備える鹿之助が代わりに被ってしまうのではないかと危惧し、運命を覆すために鹿之助の後詰に向かう。
福島 市松（ふくしま いちまつ）
ねねに登用された良晴の義妹。後の福島正則。尾張出身の黒髪と和服の似合う市松人形のような美少女。ねねの親戚にあたる。歳は13-15歳くらいと思われるが、虎之助のことは「姉御」と呼び、義姉妹の契りを交わした仲。良晴のことは「お兄ちゃん」と呼ぶ。相良軍団に加入した後は、虎之助と共に官兵衛の下に配され、軍法・戦術などを学んでいる。
無邪気で元気溌剌とした性格。犬千代に匹敵する槍の達人で、信奈の屋敷から盗んできた名槍「日本号」に惚れこんでいる。姉貴分である虎之助を慕う一方、思ったことをすぐ口に出す性格も相まって、佐吉との仲は悪く、口論が絶えない。
姉貴分の虎之助と共に村重の謀反の際に初陣を飾る（『安土日記』1巻）。「関ヶ原の戦い」本戦の際には、良晴から、佐吉と決裂したうえ主家を滅ぼすという未来を教えられるが、あまり気にせず良晴の妹として“西軍”一番槍を飾る。
加藤 虎之助（かとう とらのすけ）
ねねに登用された良晴の義妹。後の加藤清正。市松同様にねねの親戚にあたる尾張出身の短髪でボーイッシュな男装少女。歳は、良晴が言うには、半兵衛と同じくらい。良晴のことは「兄貴」と呼び、市松とは義姉妹の契りを交わした仲。いずれ虎を狩ることが夢。相良軍団に加入した後は市松と共に官兵衛の下に配され、軍法・戦術などを学んでいる。
長身で巨乳、さっぱりした性格の「片鎌槍」を武器とする武闘派娘だが、本人は巨乳を隠すために男装をしている。貧乳である佐吉からは目の敵にされており、仲が悪い。信奈にもその巨乳を目の敵にされており、一時は九州への左遷を命じられるなど、煙たがられている。
村重の謀反の際に初陣を飾り（『安土日記』1巻）、沖田畷の戦いでも小西弥九郎の水軍に乗り、良晴の援軍として駆け付けた（15巻）。その際、商家出身の弥九郎とは全く反りが合わず、犬猿の仲となっていた。「関ヶ原の戦い」本戦の際には、良晴から、佐吉と決裂したうえ主家を滅ぼす、という未来を教えられるが、この戦いに勝利して良晴を守って運命を覆すと宣言、相良軍団の先鋒として藤堂隊と激突する。
前野 長康（まえの ながやす）
声 - 高橋英則
川並衆の副将。筋骨逞しい体格。頭領の五右衛門にちょっかいを出す良晴に殺意を抱いたり、五右衛門の一言で自分の意見を簡単に翻したりする為、良晴に「真性のロリコン」と言われている。
良晴が大名になった際に正式に織田家臣となり、相良軍団の中核を担っている。
浅野（あさの）の爺さま/ 浅野 又右衛門
声 - 広瀬正志
ねねの祖父で、うこぎ長屋の長老として良晴の面倒を見ている。物忘れが激しく、良晴のことを会う度に忘れ、違う人の名前で呼んでしまう。
黒田 宗円（くろだ そうえん）
官兵衛の父。娘の才能を見抜き家督を譲って隠居した。官兵衛が留守の間姫路城の留守を守っていたが、良晴が播磨に赴任した際に城を譲ったが良晴からは城は借りたと遠慮されている。
飄々とした性格で何事にも動じない人物だが、官兵衛が人の輪に入れず孤独を感じていることを案じる優しい父親でもある。
黒田 松寿丸（くろだ しょうじゅまる）
官兵衛の妹。後の黒田長政。黒田家の織田家への臣従の証として長浜城に人質に出される。万見仙千代の出した「信奈の命令」によって処刑されそうになるが、半兵衛によって救われる。
前鬼（ぜんき）
声 - 高橋伸也
半兵衛が使役する式神の筆頭で彼女の影武者。30がらみの美男子で中々の美声の持ち主。その正体は安倍晴明である。飄々とした態度を崩さない怪人物でいたずら好き。妖かしとしての実力は圧倒的で、久脩の式神を一瞬で屠った。往生際が悪く全てを救おうとする良晴に対し、呆れながらも好ましく思っている素振りを見せ、時に助力し叱咤して導く。
4巻で龍脈を破壊したために力が弱まり、再生できなくなって戦闘能力も衰える。9巻で官兵衛を救うため向かった書写山で、良晴を庇って自分の弱点である銃弾を受ける。最期は良晴を「友」と認め、主人の半兵衛を任せ天に還る。
後鬼（ごき）
半兵衛が使役する式神の一人。オオカミの耳と尻尾を生やしている少女。前鬼とは前世での浅からぬ因縁がある。半兵衛・前鬼とともに龍脈を破壊した際に消滅し、それ以降登場しない。
すねこすり
官兵衛が寂しさを紛らわせるために錬成した人工精霊。性別はメスで、手乗りサイズの子犬のような姿をしている。人恋しく女の子の肌に触れるのを喜びとしている。
良晴と信奈の仲を裂くため官兵衛が良晴に取り憑かせた（8巻）。良晴のハレンチ疑惑が晴れた後、信奈と光秀に今までの仕返しとばかりにボコられ、以降は前鬼を失った半兵衛に取り憑く（9巻）。

#### 三河・松平（徳川）家
松平 元康（まつだいら もとやす）
声 - 田村ゆかり / 三森すずこ
三河の小大名・松平家の当主で姫大名。あだ名は「竹千代」。良晴曰く、眼鏡っ子の小柄な武将。幼少の頃から今川家と織田家の間で人質生活を送った苦労人。たぬきを始祖と崇める松平家の伝統で、たぬき耳とたぬき尻尾を付けている（アニメでは軍配もたぬき柄）。信奈の幼馴染で、その頃にいびり倒されたトラウマから彼女には頭が上がらないが幼馴染みとして信奈の気持ちなどを認めてもいる。なかなか本音を語らない策謀家だが、良晴への恩義を忘れず金ヶ崎で残ろうとしたりするなど、誠実な部分も合わせ持つ複雑な人物。内心では信奈に憧れを抱いており、いつか信奈と並び立つ存在になることを願っている。また日頃から隠忍自重を余儀なくされる鬱屈した人生を送っていた反動からか、半蔵曰く「一度ぶち切れると止まらなくなる」らしい。
乱波を使ったゲリラ戦法を得意としている。当初は義元に付き従っていたが最前線に回されるなど、扱き使われており、それらの不満が積もり桶狭間の敗戦を機に今川家から独立、織田家と同盟を結ぶ。大名としての実力は発展途上だが、今川家臣時代の師であった雪斎からは「（元康の）資質は遅咲きであり、開花するには長い時間と経験が必要」と評され、「三方ヶ原の戦い」で相対した信玄は「武将として見込みがある」との感想を抱いており、将来性はある様子。
織田家の同盟国だが、信奈の妹分ということで実質傘下の扱いを受けており、朝倉家や本猫寺との合戦に駆り出されるなど、今川家臣時代と大して変わらない扱いを受けていた。しかし武田軍との「三方ヶ原の戦い」では信玄に“信奈の模倣者”と酷評されたうえ、忠臣を数多く失う完敗を喫し、人生で初めての挫折を味わうが良晴から「元康は大器晩成型」との励ましを受け、戒めとして自身の肖像画を描かせ、将として一回り成長する。「長篠の戦い」前に現れた自身に瓜二つの世良田二郎三郎元信に困惑するなか、旧友・正信の信奈を裏切るという献策を断固拒絶したことで正信に陣中より追放され、服部党の捜索網が及ばない京の茶屋四郎次郎の屋敷に軟禁されている。
服部 半蔵（はっとり はんぞう）
声 - 櫻井孝宏
元康に仕える忍び衆「服部党」頭領。単なる忍びの頭領ではなく、松平家や他国の情勢から作戦をたてる冷酷な戦略家でもある。
桶狭間の合戦では良晴達を後一歩で討取るところまで追詰めるが、良晴が未来から来た人間だと理解しており、元康が当初仕えていた義元の武将としての力量を疑問視していたこともあって主君・元康の命運を託せる人間だと彼の説得に応じて見逃す。金ヶ崎では桶狭間の約束を守ってくれた恩義に報いるべく良晴に加勢する。その後も元康の護衛役として織田家に度々、加勢していたことから松平家中では織田家とは縁深い人物であったが、長篠の戦い前に帰参した世良田・本多主従に元康が軟禁されたことを知ると、元康捜索を開始する。「元康を天下人にする」という正信の悲願を聞いた家中が正信支持・織田家との合戦に傾く中でも、表向き、正信に従いつつ、元康自身が運命を切り開かなければならないという考えから、徳川軍の内情を探りに来た五右衛門を打ち破るも、殺さずに五右衛門と元康を助けるという取引を行う。五右衛門と結託して正信に殺されかけていた一宗を救い出して五右衛門とすり替え、捕虜にした一宗（五右衛門）を正信に引き渡すが、その計画は正信に読まれていた。
本多 忠勝（ほんだ ただかつ）
松平家の姫武将。頬当てで素顔はおろか、本心すら隠しており、元康のいかなる命にも従う覚悟を決めていることから、良晴でも軍議に居たことに気付かなかったほど寡黙な性格。三河最強の勇将の名に相応しく、戦場では「蜻蛉切り」という必殺技を使い、いかなる敵をも寄せ付けないほどで、関ヶ原の戦い前に信玄よりその武威を称え、「東国無双」の称号を贈られている。
これまでは出奔した同族の本多正信の説得に当っていたため不在だったが、長篠の戦い前に正信の帰参に伴い戦列に復帰した。しかし半蔵よりも先に世良田元信が元康と入れ替わったことに気づき、怒りを露わにするも軟禁されているであろう元康の身を案じて成敗できずにいた。しかしその後の正信と信玄の会談を聞き、「元康を天下人にする」という正信の悲願を聞いたことで正信を支持、元康を天下人にすべく正信に従って織田家との合戦を開始する。「関ヶ原の戦い」本戦では“一度、織田を裏切った以上、織田が勝利すれば元康に未来はない”と悲壮な覚悟で南天満山に布陣した相良軍団に突撃、蜻蛉切りにて相良軍団の兵達を次々と討ち取るも、良晴を守るべく“西国無双”宗茂が立ちはだかり、壮絶な一騎打ちを繰り広げる。
新装版では三方ヶ原の戦いにも参戦しており、武田四天王最強の山県昌景と一騎討ちに臨んでいる。
本多 正信（ほんだ まさのぶ）
松平（徳川）家の軍師を務める姫武将。元康の幼馴染で「弥八郎」と幼名で呼ばれるほど親しい間柄だが、同族の忠勝からは「腸の腐ったような奴」と評される腹黒い策士。織田家と本猫寺の合戦に際して、起こった「三河にゃんこう衆一揆」に参加するため、出奔したが本猫寺の降伏に伴い世良田元信を連れ帰参した。
一揆衆として諸国を流浪していた際に一時期、松永久秀に仕えた経験により、武辺者の三河侍の限界を痛感して軍師として精進し、傀儡術の指南も受けた。以後は謀略の才能を開花させ、傀儡術を用いての諸国の情報収集に努めた結果、良晴やガスパールの行動から信奈が近いうちに横死すること、最後に漁夫の利を得るのが松平こと徳川家となることに気付き、徳川家を天下人にすべく舞い戻った。
長篠の戦い前に織田と武田を食い合わせるために、元康に織田を裏切るよう献策するも拒否されたことで元康を排斥、元信を徳川家康として担ぎ出す。元康を事実上の人質として半蔵や忠勝を抑え込むと全権を握り、徳川への改姓を強行し、徳川家の名声に傷がつかないよう信奈から同盟破棄を申し出るよう仕向ける。それからは一時的に武田に寝返るも徳川家が矢面に立たないよう織田・武田間で立ち回っていく。
世良田二郎三郎元信（せらだじろうさぶろうもとのぶ）
影武者という名目で本多正信が連れてきた元康と瓜二つの謎の少女。外見は側近である半蔵ですら見分けがつかないほどで、元康の“緊張すると爪を噛む癖”がなかったため、辛うじて忠勝だけが気づくことができた。
本人によれば自身にも出自は不明で本猫寺一揆に参加していた折に知り合った正信に「世良田二郎三郎元信」と名付けられたと語っている。戦国時代最後の覇者「徳川家康」を自称し、元康との入れ替わりを宣言、正信と共に元康を排斥する。その後は元康と違い、軍学の知識もなく、忠勝に偽物と見破られたこともあって、正信に全権を託して自身は目立たないよう振舞っている。

### 西軍（織田家を盟主とする親織田陣営）

#### 奥州・伊達家
伊達 政宗（だて まさむね）
声 - 大久保瑠美
伊達氏当主・伊達輝宗の養女で、後に出羽・陸奥の姫大名。金髪で左眼が紅いオッドアイの少女で、あだ名は「梵天丸（ぼんてんまる）」。南蛮人とのあいだに生まれた不義の子であり（所謂、ハーフでもあることから良晴が未来では異国人同士での結婚や子作りの話を聞いた時は自分の事のように真剣に反応した）、そのため周囲に疎んじられていた。趣味は料理。
中二病気味で、聖書の世界設定、特に『ヨハネの黙示録』にどっぷり嵌っている。自らを「黙示録のびぃすと」に例え、その象徴である「666」の数字を三つ巴風にあしらった眼帯（実は小十郎が勘助からもらったもの）でコンプレックスの左眼を隠している。小田原で出会った信奈からは“妹みたいな存在”と一目を置かれている。
奥州から堺へ遊学に来ていたが、南蛮寺で出会った良晴の言葉にインスピレーションを受け、「第六天魔王・織田信奈」と並び立つ「天下覆滅のあんち・くらいすと"邪気眼竜政宗"」を自称するようになる。帰国後、自身のコンプレックスを克服して生気溌溂となり、家督を継承し、奥州制覇と天下統一へ向けて行動を開始する。摺上原の戦いでは計略を用いて佐竹家を盟主とする南奥州連合を破り、瞬く間に南奥州を平定し関東を脅かすほどの一大勢力となって小田原城に来襲する。傭兵として孫市を雇い、最新鋭の「騎馬鉄砲隊」編成して小田原城を包囲していたが、隣国の最上家の伊達領侵攻を受けて良晴や信奈の説得もあり、奥州へ一時帰国した。
その後は居城を仙台に移すなど内政に力を入れていたが、織田家からの使者として現れた氏郷との交渉で織田家との同盟、西軍への参加を承諾、氏郷を寄騎に加え再び関東へ出兵する。第一次関東遠征時と同様に関東の反北条勢力を寄騎として五万の大軍を率いて神流川流域で北条軍と対峙、援軍のイスパニア艦隊が小田原へ来襲するなどの得意の詐術戦に持ち込み、北条軍の兵士を大いに動揺させたうえ、仙台の貿易によって第一遠征時の倍以上の数の鉄砲を装備させた騎馬鉄砲隊で北条軍を撤退に追い込む。その後、関東勢を北条軍の抑えに残して自身は三万八千の軍勢で上野、信濃経由で関ヶ原へ向かうも、信濃の上田城では真田昌幸の巧みな戦術により足止めを余儀なくされる。このまま上田城攻略を断念すれば政宗の汚点となることは避けられず葛藤するが、かつて信奈が「金ヶ崎の退き口」にて即決で撤退したことを思い出し、名よりも実を取って上田城攻略を諦め関ヶ原への進軍を優先する。
外伝『邪気眼竜政宗』の主人公で、その生い立ちから良晴との邂逅を経て、奥州の覇者に登り詰めるまで描かれている。
片倉 小十郎（かたくら こじゅうろう）
15歳の少女で伊達家家老の一人娘で男装の麗人。政宗のお守役を務めており、後に政宗が家督を継いだ際には筆頭家老に就任するも政宗の暴走を諫めているが全く聞き入れられない。
小姓姿で行動しており、良晴を始めほとんどの人間に男と勘違いされている。男だと思っている兼続からもひそかに片思いされているが、本人はまったく気づいていない。
伊達 成実（だて しげざね）
伊達一門で政宗の従姉に当たる姫武将。政宗と大して歳は変わらないが早熟なため、実年齢以上に見られている。“虫めづる姫”と呼ばれるほど虫採りが趣味で、採集した虫を佃煮にして食べるのも好んでいる。
知勇に優れた小十郎とは反対に武勇に優れており、政宗が伊達家当主になると軍事部門の大将に抜擢された。
愛姫（めごひめ）
政宗の義妹。実際は伊達家に送られてきた人質だったが、政宗に溺愛され義妹になった。愛姫自身も政宗を敬愛しており、政宗とはまた違った意味での中二病を発病し全身に包帯を施している。
伊達 小次郎（だて こじろう）
政宗の異父弟で幼名は「竺丸（じくまる）」。まだ幼く義姫に庇護されているため、政宗にとっては嫉妬せざるを得ない存在。
伊達 輝宗（だて てるむね）
政宗の養父で伊達家第十六代当主。非常に温和な人物で、実子ではない政宗の才覚にも早くから気付いており、次期伊達家当主として政宗に期待している。その性格故に最上義光や、畠山某に人質にされたが、いずれの時も政宗の枷にはなりたくないと気丈な態度は崩さなかった。
義光のときは政宗の機転、畠山に人質にされた際は兼続の介入により救出されたが、政宗の奥州制覇を援助するために自身の死亡を諸国に喧伝するよう政宗に伝え、お遍路の旅に出た。
義姫（よしひめ）
『邪気眼竜政宗』に登場。政宗の生母。出自は最上義光の妹で、幼少から知勇兼備の神童と期待されていた。嫡子の義光ですら義姫を溺愛しており、家督を譲るつもりでいたが南蛮商人とのあいだに子を儲けたことで実家に命を狙われることになった。義光によって辛くも命は救われるも、最上一族の決定により伊達輝宗と政略結婚という形で山形より追放された。米沢に移ってからは、輝宗とのあいだに小次郎を儲けつつ、政宗を英雄にすべく心を鬼にして厳しい修行を課しているが鬱屈した政宗を見かねて堺留学に送り出す。しかし政宗が帰国した後の会食にて政宗が食べた食事に義光が盛った毒が混入しており、自分を嫌っていると思い込んでいた政宗は義姫こそが犯人だと決めつけ、義姫自身もこの一件で政宗が甘えを捨て、英雄として邁進してくれることを望み、敢て釈明しなかったため、母娘関係は断絶する。
本編でも政宗ら伊達軍の関東遠征中に火事場泥棒的に伊達領へ侵攻する兄・義光の軍勢の進路に一人で立ちはだかり、伊達領への侵入を阻んだ。その後も政宗の邪魔を企む義光を監視するため、実家の山形城に戻っていたが、関ヶ原の戦い時には天下取りのために私情を捨てた政宗を手放しで褒め、政宗の足を引っ張ることがないように自らも武装して義光と共に景虎を迎え撃つ。

#### 出羽・最上家
最上 義光（もがみ よしあき）
『邪気眼竜政宗』に登場。出羽の大名で義姫の兄、政宗の叔父にあたる。筋骨隆々の大男で知勇兼備の一方で暴虐な人格から「出羽の狐」と呼ばれる。家中で独裁体制を築くために父親や弟たち一族と抗争を繰り広げ、越後の上杉家とも小競り合いを起こすなど野心を見せるも妹の義姫だけは溺愛しており義姫のこととなると常軌を逸した行動を取る。好物は鮭。
実際は幼少時から義姫のことを溺愛していた義光は英雄になると嘱望されていた義姫に家督を譲るつもりでいたが、義姫が南蛮商人とのあいだに子を宿したことで一族から命を狙われる事態となり、義姫を守る一心で一族と抗争を繰り広げた。そのような経緯があったことから義姫が最上家から去る原因となり、義姫が英雄と信じてやまない政宗を敵視（嫉妬）している。
本編でも政宗ら伊達軍の関東遠征中に火事場泥棒的に伊達領へ侵攻するも、妹・義姫に立ちはだかられ頓挫、政宗の関東遠征の中断の原因にもなったりしていた。「関ヶ原の戦い」では当初は傍観していたが、天下取りに邁進する政宗の存在や上杉家とは庄内地方を巡り抗争に陥っていた背景もあり、上杉軍と対峙中の半兵衛から“上杉領切り取り次第”という確約を得たことから西軍に参加、謙信不在の越後へ侵攻する。謙信不在で油断していたところを留守役を任されていた景虎率いる戦意旺盛な揚北衆の猛反撃を受け敗退、一転して景虎勢に本拠地の山形城まで逆侵攻を受けることになり、政宗にも援軍要請を断られたことから義姫と共に籠城を余儀なくされる。

#### 南肥後・相良家
相良 義陽（さがら よしはる → さがら よしひ）
南肥後の姫大名。人吉城主。信奈にどこか似た端正な顔立ちながら、優雅で清楚な立ち居振る舞いの高貴な美女だが名家出身ゆえに気位も高い。「肥後の太陽」を自認する。
一族間で内部抗争に明け暮れた歴史から親族ほど信用せず、自身を慕う異母妹の徳千代も冷遇している。当初は、八代に流れ着いた良晴を“偽サガラヨシハル”と呼び邪険にしていたがすぐに打ち解けて、良晴を引き連れ同盟国の伊東家対島津家の「木崎原の戦い」に援軍として赴くが伊東家の敗戦の歴史を変えるまでには至らず良晴ともども島津家の捕虜になってしまう。義陽と良晴は互いが互いを庇い合ったため、大友家との決戦前に宗運との敵対を避けたい島津歳久の案で良晴との婚姻が決定する。その頃には良晴の人柄に触れた義陽は好意を抱くまでになっており、婚姻も前向きになっていたが豊後より駆けつけた五右衛門から良晴こそが義陽の子孫と発覚する。
二人がすぐに馴染んだのも先祖と子孫の間柄ゆえで、義陽が子孫である良晴と婚姻してしまうと“無限循環”という歴史の矛盾が発生して良晴の存在が消滅してしまうという危機に陥る。良晴との祝言を挙げて新しい人生を歩み出す希望を持っていた義陽だったが良晴への報われない恋を知りわずかな兵を率いて、自身の死に場所である響野原へ向かう。宗運と対面した際に妹の徳千代こそが正統な相良家当主であったことを明かし駆けつけた徳千代や島津軍の援軍を得た良晴の働き、そして阿蘇家の銃撃から宗運の三人に命を救われる。
戦後、徳千代に相良家当主の座を譲ったことで良晴は徳千代の子孫という歴史の辻褄合わせが起こったことにより良晴と恋仲になっても平気となり、義姉として良晴を傍らで補佐することになった。以後は、高城の戦いでは“弟を持つ姉”として宗麟の悲しみを理解して立ち直るまで辛抱強く待ち、沖田畷の戦いでは“妹を持つ姉”として過去の自分と同じように妹を道具とする隆信に怒り、隆信を前線に引きずり出すべく苛烈に挑発するなど副将として良晴の手助けに奔走する。九州での戦いを終えると良晴と共に織田軍に合流、別動隊として丹波で危機に陥っていた光秀を救援した。
今まで妹の徳千代を可愛がれなかった反動で徳千代や義弟となった良晴を溺愛、良晴に対しては「望むなら夜伽の相手も務める」と公言し、沖田畷の戦いでは隆信への挑発という目的があったものの、どさくさに紛れて良晴に接吻した。良晴に相応しい妻は姉でもある自分だと考えており、今後の良晴の女関係も自分が管理すると宣言している。良晴の信奈への愛も理解しているが小姑として信奈が目に適わなければ離縁させると息巻いており、丹波で邂逅した光秀を「粗暴で出自不明の家の娘」と呼び、さっそく衝突していた。
当初、良晴は相良軍団の副将として「秀長」に改名を勧めたが、義陽本人や徳千代が反対したため「よしひ」と呼び方を変えるに留まった。良晴によれば笑った顔が彼の母親にそっくりであるらしい。
徳千代（とくちよ）
義陽の異母妹（側室の子）。髪は男としてたいして変わらないほど短く切られ、熊皮を用いた鎧を着込む野生児といった風貌の少女。見た目に反して性格は天真爛漫で相良家臣団にも親しまれている。
姉・義陽とは異母姉妹ながら同日に生まれてしまったため、疎まれ、人吉城への居住すら許されなかったことから仏門に入ったが馴染めず山に篭って手懐けた熊の「犬童」と共にいつか姉の役に立つために剣術修行に明け暮れていた。良晴が相良家に来た後も遠ざけられていたが、響野原の戦いにて宗運に討たれそうになっていた義陽の前に駆けつけ、真相を知る。実際は姉である義陽が側室の子、徳千代こそが正室の子で正統な相良家当主であったが相良宗家の血を後世に確実に残すために姉妹をすり替え、相良家の中心から遠ざけられていた。自分の身を案じるが故に非情に徹していた義陽の真意を知り和解すると、戦後に良晴を助けるために相良家当主の座を返上した義陽に代わり、「相良頼貞」と名を改め相良家第十九代目当主に就任、頼貞が相良家当主となったことで歴史の辻褄合わせにより良晴は子孫となった。
幼く見られがちだが、姉・義陽とは同じ歳であるため、徳千代も良晴の義姉にあたる。
犬童（いんどう）
徳千代が肥後の山で手懐けた熊。徳千代に懐いており、後に義陽にも懐いている。
義陽が良晴と共に行動することが決まると餞別として徳千代から義陽に預けられることとなり、物資の運搬作業なども行うことができるのを見た良晴は“第二次世界大戦で従軍した熊”を思い出していた。

#### 豊後・大友家
大友 宗麟（おおとも そうりん）
豊後の姫大名。歳は信奈より若干上らしく20歳前と思われる。「北九州の女王」の異名を持つ。ルイズに匹敵する豊満な胸を持つ薄幸の美女で、南蛮衣装にカボチャの装飾を施すなど魔法少女のような奇抜な格好をしている。幼名は「塩法師丸」で一時期、信奈同様にザビエルを慕っていた。
本来は毛利元就に匹敵する聡明な将だが、繊細で虚弱体質なところに様々な悲劇を味わった結果、「弟殺し」という汚名を被り、厭世的な性格になる。現在は、ガスパールの説く信仰に現実逃避しているが、本来の聡明さから信仰では救われないとも悟っており、「天岩戸開き」で良晴との恋に救われた信奈を見て、未来人の良晴を救世主と見定め、強い興味を抱く（新しい物好きな性格から古臭い殿方は受け付けないとのこと）。良晴と会うことは処女性を重んじるガスパール（曰く、宗麟が良晴に出会えば必ず依存対象にする）や篭絡の危険性から官兵衛に止められていたが、牟志賀で官兵衛に捕われた良晴とついに対面、求愛する。
幼少時、父・義鑑により廃嫡されそうになっていた折、「宇佐八幡神の遣い」を名乗る老婆達に「家族を殺し尽くして、九州の女王になり栄華を極め尽くすこと」「しかしその栄華も日向の森で終わること」などが予言され、ほどなくして両親や塩市丸は内紛で落命、予言を知りながら家族を見殺しにした自責の念から人間不信に陥っていく。勇気を振り絞って戦い抜いた毛利家との北九州抗争でも塩乙丸、大内輝弘を相次いで失い、三人の弟を失った宗麟は予言から解放されたと信じ、輝弘の意志を継ぐ従弟の大友親貞を義弟に迎えるも、親貞は今山の戦いで龍造寺隆信に斬殺され、これが決定打となり、宗麟の心は粉々に砕け散ったが、幸か不幸か、ザビエルの弟子を称するガスパールの傀儡となることで廃人になることは免れた。
良晴に“宗麟が真に欲しているものは人との繋がりであり、一時の恋に逃避するのではなく、宗麟に忠誠を誓う立花一家を信じるべき”と諭されるも、拒絶されたと受け取った宗麟は自害を図り、近習の宗茂によって辛うじて阻止される。大友軍と島津軍の合戦が日向で始まり、立花軍が森から進撃を始めると、それが予言の栄華の終わりと察した宗麟は、立花一家が予言を知ったうえで自分に殉じようとしていることを知り、弟を救うため関白と刺し違える覚悟の義陽の姿を見た宗麟は良晴の「死んでいった弟達は宗麟を恨んでいない、弟達を救えなかったことを責めているのは宗麟自身」という言葉でついに立ち上がる。宗麟率いる本隊が島津軍の前に立ちはだかったため、両軍は睨み合いとなり、龍造寺家の挙兵により両軍は電撃和睦。良晴に救われた宗麟は“本当の恋心”に目覚めたと良晴に好意を抱き、良晴と共に仇敵・龍造寺軍との因縁の清算に臨む。
八代で出会った百武と良晴の会話から親貞の死が隆信の早合点であり、同時に自身の行動が遅かったからと知らされ再び悲嘆に暮れるも、良晴の励ましを受け、島原へ渡る。島津家に懐疑的な有馬家臣団を生来の聡明さで説き伏せ、島津家と有馬家の仲介を果たし、家久と共に最激戦地となる中手の大城戸で龍造寺軍を迎え撃つ。初めて経験する最前線の恐怖と散っていた弟達への弔いに涙を流しながら踏みとどまり、仇である成松信勝を前にしても討つことはできず、家久に助けられる。しかしその家久が江里口信常に討たれそうになると、“島津家の妹”を守るために奮起して江里口を討ち倒し、ついに予言を克服した。
戦後、降伏した隆信に復讐したい欲求に駆られながらも直茂を“兄殺しの妹”としないためにも捕虜として自分の因縁を清算し、良晴と再会を約束して別れ際に接吻した。本当は良晴と共に本州で天下分け目の合戦に参加したい欲求に駆られており、本州で未だ見ぬ親友・信奈が自分の助けを必要とする瞬間が訪れることを予感、道雪・紹運の後押しを受けて義弘と共に渡海、岐阜城の戦いに駆け付けて信澄の死に自暴自棄となっている信奈の痛みを理解し、その支えとなる。「関ヶ原の戦い」本戦では信奈の補佐に志願し、笹尾山に布陣する。
立花 宗茂（たちばな むねしげ）
大友家の姫武将。高橋紹運の娘であったが、立花誾千代の婿として立花家の跡継ぎとなった男装の姫武将。謙虚で礼儀正しい、目元涼やかな美少女。紹運譲りの名刀「剣・長光」を愛用している。
紹運・道雪という稀代の名将から英才教育を施されたため、「タイ捨流免許皆伝」「日置流弓術免許皆伝」など義弘に匹敵する九州修羅だが、初陣前だったため、良晴からは史実になぞらえて「西国無双」の異名を贈られている。
高城の戦い前に使者として宗麟の下に現れた良晴・義陽の二人を官兵衛の命により捕縛、良晴と宗麟の会談を聞くうちに、自分が今まで養育されてきた意味とこれからの役目を知ることになる。道雪・紹運は、予言に囚われている宗麟の破滅の運命を防ぐには、予言の「弟を生け贄として水の中にでも沈めぬ限り-」という最後の一節を成就させなければならず、神話の「弟橘媛」のように宗麟の弟として水没させなければならないと考え、二人の親の真意を悟った宗茂自身もその策に殉ずるため、高城の戦いで島津軍が陣取る高城川へと進撃していく。道雪や紹運の援護を受けながら、進撃を阻む島津歳久・家久姉妹すら突破するが、救援に駆けつけた島津家最強の武神・義弘との戦いとなる。合戦前に愛刀「長光」を誾千代に託してしまったため、修羅と化した義弘の秘奥義「薩摩示現流」を受ければ刀が持たず、絶命するという窮地に陥るも良晴の言葉を糧に辛うじて防ぎきった。
戦後は負傷した父に代わって官兵衛と共に毛利家への牽制のため、出兵。しかし関ヶ原の戦いが始まったことから官兵衛と共に大返しを行い、本多忠勝に討ち取られかけていた良晴を間一髪で救った。
立花 道雪（たちばな どうせつ）
大友家の宿老で誾千代の実父、宗茂の養父にあたる。博多を守護する立花山城主。かつては「戸次鑑連」という名だったが、立花鑑載討伐の功により「立花家」の名跡を継ぐこととなった。
「雷神」の異名と名刀「千鳥」（後に雷切へ改名）を持つ百戦錬磨の老将で、若き日から猛将として九州に名を轟かせていたが、後の赤八幡神社での一件で雷に打たれて半身不随となるも、今でも輿に乗って戦場で暴れまわっている。短気で過激な性格だが、宗麟への忠誠は家中一で、相棒の紹運とは親子のような関係となっており、紹運の娘である宗茂を娘・誾千代の婿に迎え入れている。紹運から「宇佐八幡神の予言」を聞き及んでおり、毛利家との北九州抗争の最中、人間不信に陥っていた宗麟への忠誠を証明するため、雷雨吹き荒れる赤八幡神社で“雷神”を斬り、その代償として半身不随となった過去がある。この一件で心を持ち直した宗麟だったが、輝弘、親貞が相次いで死を遂げたことで一層、予言に囚われてしまい、最後の手段として宗麟を予言から解き放つため、紹運と共謀して宗茂を婿に招く。高城の戦いでは官兵衛の策に従い、居城の守備を捨てて、紹運と共に別働隊の将として駆けつけ、宗茂の進撃を援護すべく義弘と死闘を繰り広げた。その後は療養していたが、鍋島直茂率いる龍造寺軍が空き家同然の筑前への侵攻を開始すると侵攻を防ぐべく独断で立花山城で籠城、宗麟の本州行きを後押しする。
なお、宗茂だけを死なすつもりはなく、宗茂が水没したときは自身も戦場で果てる覚悟を持っており戦後、宗茂の初恋相手である良晴と対面した際には宗茂を“男”と言い張って、衆道相手に勧めている。
高橋 紹運（たかはし じょううん）
大友家の宿老で宗茂の実父。大宰府を守護する岩屋城・宝満城主。かつては「吉弘鎮理」と名だったが、高橋鑑種討伐の功により「高橋家」の名跡を継ぐこととなった。
道雪とは親子ほども歳が離れているが、道雪を「おやっさん」と呼び、戦場で輿に乗って突撃する道雪の相棒として常に付き従い、攻めの道雪、守りの紹運の異名で知られる守備に長けた義将。居合いの達人であり種子島の銃弾すら防ぐ、紹運流抜刀術「斬弾」という奥義を会得しており、その奥義は愛刀「剣・長光」と共に宗茂に受け継がれている。宗麟の近習時代に偶然、「宇佐八幡神の予言」を知ることとなり、密かに道雪と共謀して幼い誾千代の代わりに宗茂を「弟橘媛」にすべく養育する。高城の戦いでは官兵衛の策に従い、居城の守備を捨てて、道雪と共に別働隊として駆けつけ、宗茂の進撃を援護すべく義弘と激突した。その後は療養していたが、鍋島直茂率いる龍造寺軍が空き家同然の筑前への侵攻を開始すると道雪に付き合う形で忠臣763名と岩屋城で籠城、宗麟の本州行きを後押しする。
なお宗茂だけを死なすつもりはなく、宗茂が水没したときは自身も戦場で果てる覚悟を持っており戦後、宗茂の初恋相手である良晴と対面した際には道雪と共に宗茂を“男”と言い張って、衆道相手に勧めている。
立花 誾千代（たちばな ぎんちよ）
道雪の娘。7歳。血気盛んな幼女で、立花家の跡取りとして育てられてきたが「女」である宗茂が自分の“婿”として招かれ、家督も宗茂のものとなってしまった不満から宗茂に挑んではあしらわれるのが日常となっている。
塩市丸（しおいちまる）、塩乙丸（しおおつまる）、大友 親貞（おおとも ちかさだ）
それぞれ宗麟の弟。
「宇佐八幡神の予言」にあった三人の弟達で塩市丸は宗麟の異母弟にあたるが内紛の末、両親ともども殺害されてしまう。その後、同母弟の塩乙丸は宗麟の反対を押し切って、継嗣を失っていた母親の実家「大内家」の当主となったが毛利家に敗れ自刃（塩乙丸の自刃については後に毛利元就が謝罪している）。その後、大内輝弘の死を経て、予言は成就したと考えた宗麟は最後の希望に縋り、自分を慕っていた従弟の親貞を三人目の義弟に迎え入れたが、その親貞も総大将として出陣した龍造寺軍との「今山の戦い」で捕虜となり、宗麟の予言を成就しないための必死の命乞いの甲斐もなく隆信に殺害されてしまった（宗麟は直前に親貞を守るため後退を命じたが間に合わず、直茂も隆信を制止していた）。その後、親貞は首のみが塩漬けにされた状態で大友家に届けられ、それを見た宗麟は絶望して本格的に精神を病み、ガスパールと出会わなければ廃人になっていたと後に語られている。
大内 輝弘（おおとも てるひろ）
宗麟の母方の実家にあたる大内氏の一族の少年。
大友家に亡命していたが、大友家と毛利家の北九州抗争が激化し、大友家が滅亡寸前に追い詰められるなか、宗麟への恩に報いるため毛利軍の背後を衝くべく旧領周防への出陣を志願する。これまで二人の弟達を失っていた宗麟は捨て殺しともいえるこの「後方攪乱案」に難色を示すも“弟ではない輝弘ならば死の運命は避けられるかもしれない”、と考え、容認する。
山陰で蜂起した鹿之助と連動して、水軍を率いて周防に侵入した輝弘の報を聞いた元就は対陣中の両川姉妹が、輝弘に退路を絶たれることを恐れ、ついには北九州攻略を諦める。これにより大友家は最大の窮地を脱したが、輝弘は周防へ撤退してきた両川姉妹と戦い、討死した。
なお宗麟から予言のことは聞いており、自分が弟になってしまえば、自分が死んだ際に宗麟が気に病むことを考え、弟となることはなかった。
吉弘 鎮信（よしひろ しげのぶ）、蒲池 宗雪（かまち そうせつ）、角隈 石宗（つのくま せきそう）、
大友家の武将。「高城の戦い」において官兵衛に見込まれ、部隊長に抜擢される。吉弘鎮信は紹運の姉にあたる歴戦の姫武将で、高城の戦いでは姪も出陣している。
蒲池宗雪も義の老将にして筑後の要衝・柳川城主でかつて国を追われた敵方の龍造寺隆信を二度にわたって保護したが、高城の戦いの最中に柳川城を攻め立てられて一族を皆殺しにされてしまった。
田原 親賢（たわら ちかかた）、田北 鎮周（たきた しげかね）
大友家の武将。高城の戦い前の面談にて官兵衛に命令無視の可能性を危惧され、指揮権を剥奪された。

#### 薩摩・島津家
島津 家久（しまづ いえひさ）
薩摩の姫武将で島津家の四女。歳は中学生ぐらいで純真、心根の爽やかな天真爛漫を絵に描いたような少女。薩摩弁で話すが怒ったりしたときは本州弁になる。祖父に当たる島津日新斎からは「軍法戦術に妙を得たり」と評されており、軍師として島津軍必殺の玉砕戦術「釣り野伏せ」を考案するなど良晴からも「種子島の運用にかけては今の地球上で最強」と言われている。
幼少時から島津家の武将として英才教育を受けていたため、戦闘狂の少女になるはずだったが家庭教師を務めた新納武蔵の影響を受け『源氏物語』などの風流趣味にも興味を抱くようになった。以前、伊勢神宮などに謝するため上洛した際に京で良晴や光秀から歓待を受けており、それが縁で友人の間柄になった。また沖田畷の戦い前には「未来のオシャレ」として良晴によって髪をツインテールにされ、以来、気に入っている。
しかし天真爛漫な性格の裏に愛妾の子という出自から三人の異母姉への引け目があり、「馬追い事件」以来、特に歳久を畏怖している。優秀な姉達に認められるため生き急ぐかのような戦いをする家久は歳久に叱責され、家久の中で姉達への不信感が芽生えつつあった。その様子を見た良晴は“天下人との戦いの果てに兄弟の中で真っ先に散った史実”が現実になろうとしていることを予感し、友である家久を救うため姉妹仲の修復に乗り出す。良晴の尽力により発端となった馬追い事件の真実が明らかにされたことで歳久と和解し、自分の命を顧みず姉妹仲を修復してくれた良晴に好意を抱き祝言を申し込んでいる。
龍造寺家との決戦では、島津軍の総大将として良晴・義陽・宗麟と共に島原へ渡海、島津家への不信感を露わにする有馬家に対して、島津一門として「攘夷・反キリシタン」路線から織田家への同調である「開国」への転換という英断を行った。上洛の帰国途中に九州中を見聞していたため、地の利を生かせる沖田畷にて三千人で龍造寺軍三万を迎え撃つ。宗麟に窮地を救われながら中手で龍造寺四天王と激戦を繰り広げ、相良姉弟の働きや官兵衛の仕込みが成功したこともあり、見事、龍造寺軍を打ち破る。
戦後、島津軍の戦術家として良晴が落命する可能性を忠告し、傍で良晴を守るため九州戦線は姉達に託して良晴に同行する。承禎に凌辱されそうになっていた信奈を助け、岐阜城の戦いでも徳川軍の中で孤立した良晴と信奈を救うなど奮戦、両兵衛が不在の織田本隊の中で信奈から鉄砲運用の才を見込まれ軍師に抜擢され、信奈が考案した武田軍を殲滅する“鉄砲斉射策”に協力する。一方で姉・義弘も関ヶ原に参戦したことで良晴からは、史実の家久の息子であり関ヶ原で討ち死にする「島津豊久」の運命が家久に降りかかるのではないかと懸念されている。
島津 歳久（しまづ としひさ）
薩摩の姫武将で島津家の三女。目鼻がくっきりとした二人の姉や妹と違って京風の薄い顔立ちで、体型も姉達とは違い童女のように小柄で年の離れた家久にも劣るほどの貧乳。家中で「影薄い、胸薄い、幸薄い」と言われ続けてきたため、気位が高く毒舌な性格になった。その性格の悪さが心配されており、義久からは小姑呼ばわりされ早く婿をとるよう勧められたり、義陽には一生独身と散々に言われている。口癖は「姉より先に〜、妹などいないのよ」（〜の部分は嫁ぐ、だったり死ぬなど状況に応じて変わる）
日新斎からは「始終の利害を察するの智計並びなく」と評されており、参謀として諜報・外交を統括する智将で「木崎原の戦い」では間者を偽装して相良軍を史実通り撤退させようとしたり、宗運の介入を防ぐために良晴と義陽の祝言を思いつくなど義久曰く“悪謀”が光る。
妹の家久に対しては高圧的に接しており、馬追い事件もあって家久からは畏怖されている。良晴がそのことを問いただすなかで歳久自身も馬追い事件での発言を後悔しており、家久を心配しているが故の態度だと悟り已む無く良晴は“二人の未来”を語る。良晴が語る未来は歳久自身も予想していたもので、自分が後に島津家の憎まれ役のまま全責任を負って死すこと、守りたかった“最愛の妹”の家久が自分よりもずっと早くに散ってしまう最悪の結末にもう憎まれ役の演技を続けることはできなかった。歳久も家久の未来を変えるために良晴を支持したことで、馬追い事件の真実が明かされ家久と和解することができた。
大友軍との「高城の戦い」では、家久が官兵衛に敗れるのではないかと予感し、家久を守るため、釣り野伏せの囮部隊を率いるも立花一家の進撃を止められず、九死に一生を得たものの負傷した。戦後、家久が何かに魅入られたように本州へ向かったことで家久に再び危機が迫っていることを直感、姉妹会議で義弘に家久の運命を変えるよう託す。
良晴について当初は“猿みたいに不細工な男”と嫌悪していたが、家久と自分の未来を変えてくれたことには恩義を感じているようで後に良晴との祝言話が出たときもまんざらでない様子だった。また姫武将の心を掴んでしまう良晴を「天然なだけに厄介」と評している。
島津 義弘（しまづ よしひろ）
薩摩の姫武将で島津家の次女。切れ長の目に白い肌、艶のある長く真っ直ぐな髪に豊満な胸を持つ凛とした美女。七歳の頃から戦に明け暮れていたため、死について達観する武芸一辺倒の堅物・潔癖な性格だが、兵達と寝食を共にし家族同然に敬愛する慈愛溢れる一面から熱烈的な支持を受けている。また祖父にあやかり「惟新」と名乗ることもある。タイ捨流剣法の使い手。
日新斎からは「雄武英略を以って傑出し」と評されており、島津軍の大将として九州最強の一人に数えられるなど島津兵からは「武神」と呼ばれ、その武威は極致にあり、「木崎原の戦い」では潰滅寸前から愛馬「膝突栗毛」を駆って一対三で敵将・伊東祐安や日州一の勇将柚木崎正家を一瞬で討取り戦局を覆した。その戦いで義陽と良晴を捕虜とするが、奇跡もあやかしも神秘も一切信じない頑固な性格から良晴が未来から来たということも信じず、未来から来たと自称し歴史に介入する良晴に嫌悪感を示した。姉妹評定でも一貫して薩摩隼人の掟として何方か一方を処断すべきと主張していたが、良晴が馬追い事件の真実を明かしたときは“本来、軍事の大将である自分が家久を叱らなければならなかった”と家久に詫びている。家久・歳久を救ってくれた良晴には感謝するも他の姉妹と違って空気を読まず当初の約定通り、良晴と義陽の祝言を強行しようとしていたが宗運の進撃、大友軍の日向侵攻で事態は一変。死地へ向かった義陽を救うために自分の命を顧みず、「毛利隆元のように命を武器にして姫武将を救うために戦う男になる」と啖呵を切った良晴に心奪われる。
響野原の戦いでも敵味方の銃撃戦の最中を単騎駆けして、宗運軍の堅陣を打ち破り良晴の進路を切り開き、高城の戦いでも進撃する道雪・紹運・宗茂を一人で迎え撃ち、その最中に良晴が前久に処断されそうになると激しく動揺、致命的な隙を生むが肉体が精神を凌駕し、無念無想で秘奥義「薩摩示現流」を放つも宗茂に受け止められることとなった。その後も家久と共に良晴・宗麟の戦いに付き合い、沖田畷の戦いでは八代から渡海する良晴らを援護をするため、宗運軍を牽制した。良晴らが本州に帰った後は阿蘇軍に備えていたが、歳久から家久が姉妹の中で最も早くに天命が尽きることを明かされたうえで、関ヶ原に向かった家久の運命を変えるよう託され、宗麟や島津軍の精鋭千五百人ともに渡海、岐阜城の戦いに間一髪で間に合い、徳川軍の中に孤立した良晴と信奈を救うべく徳川軍を急襲し、良晴らを救った。
島津 義久（しまづ よしひさ）
薩摩の姫大名で島津家の長女。義弘同様に巨乳で眉と瞳が力強く目鼻立ちがくっきりとした「薩摩美人」と称されるゆるふわ系美女。島津家当主ながら戦はあまり得意ではなく、優柔不断で薩摩から出ることも嫌がるほどの引籠り癖があるものの、一方で人を安心させる不思議な徳の持ち主であることから妹達からは抜群に慕われており姉妹のまとめ役を担っている。しかし本人は家督を勇猛な義弘に譲りたがっており隠遁後に「龍伯」と改名することまで考えているが、義弘が固辞し続けているため実現していない。
日新斎からは「三州の総大将たるの材徳自ら備わり」と評されるが、本人はお人好しすぎる性格を反省して「悪人こそ我が師匠」と公言し、寝室に世界の大悪人の肖像画を飾っては様々な悪事を企んでいるが妹達にいつも制止されている（歳久曰く、背伸びしているけどそもそも向いていない）。実際、義久は悪事を行いたいのではなく、おみくじに頼らなければ決断できないほど優柔不断で世間評を気にする気弱な性格を恥じて、歴史に名を残した悪人達の評判を恐れない確固とした意志の強さを見習いたいが故と話している。でも歳久は一度決断してしまえばあれ程勇猛で度量の大きい人を知らないとも評している。
家長として良晴に「馬追い事件」の真相を語る。末っ子として溺愛されて育った家久は武芸を疎かにして風流趣味に浸り、家中で「妾腹ゆえに不出来な妹」と悪評されるようになる。いずれ養子に出されかねないと義久・義弘・歳久の三人で協議した結果、家久を奮起させるため長姉である義久が叱責することになったが土壇場で躊躇して、歳久が義久が言えなかった決定的な言葉を家久に告げたのが真相だった。姉妹仲を修復して自分の罪を告白する機会を与えてくれた良晴には恩義を感じており、直後に良晴が前久の猶子となることが決定すると抜け目なく島津家の長姉として良晴の嫁に立候補している。
大友軍の日向侵攻に際しては島津軍本隊を率いて大友軍と睨み合っていたが、恩ある蒲池一族を皆殺しにした龍造寺隆信を“戦国九州の掟をも踏み越えた非道”と断罪し、宗麟と和睦する。
新納 武蔵（にいろ むさし）
島津家の武将。小柄だが筋肉質な精悍な男武者で家中随一の槍の腕前ながら、『源氏物語』などの風流趣味にも通じた教養人でもあったことから家久の家庭教師を務めていた。
沖田畷の戦いでも家久に同行し、山手の丸尾砦で鍋島隊と激突し、大村軍の撤退もありわずか三百の兵で敗走に追い込んでいる。
良晴のイメージは「ドワーフ」。
名前の武蔵は官位である武蔵守の略称で本名は忠元。
山田 有信（やまだ ありのぶ）
島津家の武将。高城の戦いでは家久の副将を務める。

### 東軍（旧織田包囲網参加勢力）

#### 甲斐・武田家
武田 信玄（たけだ しんげん）
声 - 岡村明美
名門・武田家当主で甲斐の姫大名。通称「甲斐の虎」。歳は20歳前で「信玄」は出家名で本名は「勝千代」。この時代の女性にしては大柄で長身、腰まで届くほどに伸びた紅髪、端正な顔立ちだが傲岸不遜な凶悪な瞳が特徴で勝家に匹敵するほどの巨乳を持つ。
天才肌の軍略家で短期決戦では謙信に劣るが、信奈同様に時間をかけた「謀略」を用いて必勝を期す将であり、配下の真田忍群による諜報戦にも長けている。また自国の内政も涎が出るほど好きで投機的ながら内政にも成功しており、本作世界では最強の戦国大名であることが示唆されている。常に勇ましく雄々しく“甲斐の虎”信玄として人々の前では振舞っているが、「勝千代」として素の信玄は子供を見れば黄色い声をあげ、猫を見れば涎を垂らしながら可愛がり続けるほどの大の子供好き、猫好きの年頃の女の子である。また、可愛い女の子には目がなく、勝頼などを溺愛している。
父・信虎に廃嫡されかけていたところを、逆にその父を追放して当主になったという経緯から謙信には目の敵にされており、自身も戦いが終わると領土を得ることなく直ぐに引き返していく謙信を理解できず、川中島で何度も死闘を繰り広げた。また“領土を拡げる度に親しい人間を失っていく”というトラウマを抱えており、家族の信繁や義信、禰々、先代の武田四天王達を自身の野望のために失ってきたことから、それが転じて、恋愛を戒めるようになり、戦では時間をかけてでも慎重に事を運び、必勝を期す手堅いスタイルとなった。
「三方ヶ原の戦い」以降、敵である自分の命を救った良晴に好意を寄せており、勘助の後釜の軍師兼武田家の種馬として良晴を勧誘している。新装版では良晴と亡き弟・義信を重ね合わせる場面も加筆されている。信奈については謙信に匹敵する最強の宿敵と認めており、最愛の妹であった信繁の仇にして終生の宿敵である謙信に対しては「謙信を打ち破って地上へ引き下す」という愛憎を超えた想いを抱いており、その想いがあったから自身は名将になれたと回想し、自分を差し置いて「手取川の戦い」でそれを成し遂げた良晴に嫉妬もしていた。
新興著しい織田家との対決、勘助から聞かされた天命を動かす者との相対を欲し、“瀬田に武田菱を立てる”という武田家の悲願成就のため、上洛を決意。自分は天命を持ちえぬ者なのか不安に思っていたが、三方ヶ原の戦い前に出会った”天命を動かす者”良晴との邂逅、暗殺の危機を自らの力で乗り越えたことで完全な存在となる。三方ヶ原で松平軍を完膚なきまでに破ると、岐阜城まで怒涛の如く進撃し、勘助と共に城代の道三との戦いに臨んだ。しかし実の父のように慕っていた勘助の急死、織田を救援する上杉軍の川中島再進出や政宗の関東侵攻が立て続けに起こり、自身も勘助の死のショックから立ち直っていなかったことから使者として訪れた良晴のクリスマス休戦案を受諾、帰国する。その後、伊達軍の来襲を受けていた同盟国の北条家の援軍として小田原城に篭城していたが、使者として訪れた信奈らと会見を行い伊達軍を撤退させることを条件に、浅井・朝倉への援軍に動く上杉軍を川中島に誘い出すという密約を結ぶ。天岩戸開きの際に天下獲りも良晴も諦めないと宣言した信奈を人生最大の宿敵と見定めて、北条・上杉と「甲相越一和」を結び、上洛戦を再開するが、かつて甲府盆地の「祟りの水田」と呼ばれていた水田を調査した際に甲斐の風土病に侵され、既に肝臓の機能が弱っていることから余命僅かであることが判明する。徐々に衰弱していくが、駆け付けた父・信虎の激励により活力を取り戻し、信奈に勝利して「天下最強の姫武将」としての姿を謙信に見せたうえで戦場で果てる覚悟を決める。武田家に寝返った徳川家の正信との会談で家康が影武者であることを聞かされるが、自身も余命僅かであることを明かしたうえで、東軍勝利後の天下人の座は徳川家に譲るという確約を行い、徳川家の忠誠も手に入れる。その後は東軍の事実上の盟主として武田・徳川連合軍で織田領に侵攻、猛烈な攻めで瞬く間に岐阜城を落城、信奈を本気にさせるため弟の信澄を斬首したが、実際は二度も“弟”を殺すという罪悪感に耐え切れず、匿っており、死期が迫る中で信澄にのみ、恋愛をして子供を産みたかったと本心を吐露する。
外伝『天と地と姫と』の主人公。父・信虎をも超える才気溢れる武田家の長子であったが、信虎には認めてもらえず叱責され続けた結果、気弱な性格になってしまった。
四郎 勝頼（しろう かつより）
信玄に滅ぼされた諏訪家の娘で7歳の童女。本名は「諏訪四郎勝頼」。
「かわいい」との理由で信玄の義妹にされ、勘助からは崇拝されていた。良晴のことを気に入っている。
新装版では、信玄に不慮の事態が起こった場合の後継者と明かされている。これは後継者であった一門の信繁、太郎は死去しており、妹の逍遥軒は将器に欠けているため。
武田 逍遥軒（たけだ しょうようけん）
信玄の妹（信虎の三女）。戦などは得意ではなく、どちらかといえば芸術肌の人間で、姉妹の中では最も信玄に似ていることから影武者の役割も担っている。
山本 勘助（やまもと かんすけ）
武田家の軍師たる僧形隻眼の小男。諏訪大明神の巫女の末裔である四郎を崇拝しており、彼女のお願いなら何でも聞いてしまう。宿曜道を用い人の天命を占うことができる。
川中島での失態を償うため玉砕を覚悟したが、信玄に諌められ、生き永らえた。その後、信玄の上洛戦に際して美濃で道三と対決。「啄木鳥戦法・改」を用いて道三を追い詰めるも義龍の裏切りにより失敗、単騎で道三と対峙するも直後に脳溢血を発症し、病死した。
信玄と勘助の間には親子にも等しい絆があり、信玄にとっては実の父以上に自らを理解してくれた人物でもあり、勘助にとっても信玄を天下人にすることを生き甲斐としていた。
山県 昌景（やまがた まさかげ）
武田四天王筆頭。身長130cmと小柄だが、名門・山県家の当主としてのプライドが高く、気品溢れる姫武将である。
馬場 信房（ばば のぶふさ）→馬場 信春（ばば のぶはる）
武田四天王の一人。身長が高くモデル並の体形をしている。「不死身の馬場」と恐れられているが、話をするのがとても遅く、非常に恥ずかしがりな性格をしている。
前々から信玄が自分達の身を案じるがゆえに慎重になり、却って好機を逸していると考えており、長篠の戦い前に先陣を務める決意として信玄の本名である「晴信」にあやかって、「信春」に改名した。
高坂 昌信（こうさか まさのぶ）
武田四天王の一人。農民の娘だったが、「ひまわりの花のようにかわいい」との理由で信玄の小姓に取り立てられた。軍議では「逃げましょう」としか言わないので、「逃げ弾正」と呼ばれている。
徳川家の寝返り直後の軍議では、武田家の命運が大きく傾き始めていると予感、四天王で唯一、撤退を進言している。
内藤 昌豊（ないとう まさとよ）
武田四天王の一人で武田軍の副将。これといった特徴がなく影が薄く、信玄には名前すら覚えられていない。そのため戦場で抜群の功績を挙げても認めてもらえない。
覚恕（かくじょ）
武田 信虎（たけだ のぶとら）
外伝『天と地と姫と』に登場。信玄ら姉弟の父親で甲斐の大名。容貌魁偉な巨漢で敵には容赦しない猛獣なような男だが反面、一族衆は手厚くもてなす。しかし長女・勝千代だけは例外で徹底的に冷遇する一方、次女の信繁を溺愛している。
武田家を追放された後は、諸国を放浪した末、“影の軍師”と素性を隠し、前久の下で軍師を務めていた。
武田 信繁（たけだ のぶしげ）
故人。信玄の妹（信虎の次女）。信玄を公私で補佐する最愛の妹であったが上杉軍との死闘となった「川中島の戦い」で戦死し、その死は姉・信玄のみならず、討った謙信にも深い哀しみを残した。
外伝『天と地と姫と』に登場。幼名は次郎。
武田 義信（たけだ よしのぶ）
故人。信玄の弟（信虎の長男）で幼名は太郎。勇猛で正義感溢れる武田家の長男だが反面、短慮なため信虎の後継者からは除外されていた。しかし姉・信繁が「川中島の戦い」で戦死すると信玄より後継者に指名されている。
新装版にてその最期が描かれ、傅役であった飯富虎昌とは幼少期から実の姉弟のように仲睦まじく、やがて相思相愛の仲となったが身分の差を越えられず、信玄の野望のためにも甲相駿三国同盟の盟約として義元の妹を妻に迎え入れた。しかし上杉家との戦いが行き詰っていた折、「桶狭間の戦い」で今川家が弱体化したことを受けると、駿河侵攻の是非を巡って家中は二分され、親今川派の筆頭に担がれてしまう。信玄は義信が反今川派から暗殺されないよう蟄居を命じるが、義信も心優しい信玄が自分を処断できないことはわかっていたため、騒動を終結させるため、自害を決断する。太郎を慮った虎昌が、自身が謀反の首謀者として切腹することを条件に太郎の寛大な処置を信玄に願い出ていたが、虎昌がそのような行動をとることを予期していた義信は館に火を放ち、自害した。
太郎の死の一件で信玄の“国盗りと家族は等価交換”というトラウマが決定的となり、信玄が後継者に血縁のない義妹の勝頼を指名したのは自身の子を犠牲にしたくない故と昌景らは話している。
また昌景によれば信玄は良晴に義信の面影を見ており、“年下で粗野で下品だが、自分に正直なところ”が似ていると話している。
外伝『天と地と姫と』に登場。
板垣 信方（いたがき のぶかた）
外伝『天と地と姫と』に登場。武田四天王（信虎時代）の筆頭。信虎の側近を務める宿老。
甘利 虎泰（あまり とらやす）
外伝『天と地と姫と』に登場。武田四天王（信虎時代）の一人。武田家中一の猛将。
横田 備中（よこた びっちゅう）
外伝『天と地と姫と』に登場。武田四天王（信虎時代）の一人。
飯富 虎昌（おぶ とらまさ）
外伝『天と地と姫と』に登場。隠居した小山田虎満に代わり武田四天王（信虎時代）に抜擢された姫武将で太郎の傅役を務める。
諏訪 頼重（すわ よりしげ）
外伝『天と地と姫と』に登場。信濃国諏訪の国人。信濃侵出を目論む武田家にとって諏訪は信濃の要衝であることから、武田家の息女禰々と婚姻同盟を結ぶ。

##### 信濃・真田家
真田 幸隆（さなだ ゆきたか）
信濃真田家当主。
真田の双子（さなだのふたご）
長女・信綱と次女・昌輝姉妹のことで作中で真田の双子と呼ばれている。
真田 昌幸（さなだ まさゆき）
幸隆の三女の姫武将。「智謀全振り」と自称する知将。信玄から居城の上田城で伊達軍の足止めを命じられており、臥せっている母に代わり政宗を迎え撃つ指揮を取る。勘助から伝授された築城術をさらに独自発展させた出丸「真田丸」を始め様々な手段で伊達軍を翻弄する。
真田 信幸（さなだ のぶゆき）
幸隆の四女の姫武将。「寿命全振り」を自称する。姉妹に比べ、存在意義がいまいちよくわからない将。しかし、信幸がいるが故に幸村は安心して敵中に突入できると思っている。姉昌幸や妹幸村が無茶な言動を行うたびに「う、寿命が」と寿命をガリガリ削られている模様。
真田 幸村（さなだ ゆきむら）
幸隆の五女の姫武将。「武力全振り」と自称する攻めに長けた猛将で信玄の妹にあやかった「信繁」というのが本来の名。脳筋で、自分の名前が画数が多くて書けないため、幸村に改名した。部下に「真田十勇士」がいる。

#### 越後・上杉家
上杉 謙信（うえすぎ けんしん）
関東管領職の上杉家の名跡を継ぐ越後の姫大名。齢は17〜18歳で真紅の瞳に白銀の髪、そしてアルビノという日本人離れした容姿を持つ他、病弱なのか作中では大豆アレルギーや生理痛に悩まされる場面が出ており、生類を憐れむ性格から肉類も食べないことから、飲酒が主な食事となっている。その日本人離れした美貌から、長尾政景を始めとした越後中の男から求愛を受けたり、性の対象として見られてきたため、男性不信に陥っており、また過去に親不知で溺れたことがあるため、水を苦手としている。
アルビノ故に日光を苦手としており、普段は毘沙門堂に篭っているが、いざ合戦になると神懸り的な直観力を発揮して信玄と並ぶ戦国最強と呼び声高い。その信玄からは一撃決戦では日本史上最強であり、謙信に匹敵するのは源義経くらいと評され、天敵であった政景からも「戦の天才」と呼ばれていた。何よりも“義の戦”を重んじており、当初は人生観から相容れぬ信玄と「川中島の戦い」を繰り広げていたが、織田家が武田、浅井・朝倉軍に挟撃されると面識もない織田家の援護を行うも、浅井・朝倉軍が劣勢になると逆に織田家と一戦を交えようとしたり、最上義光に暗殺されそうになっていた政宗の護衛に兼続を派遣するなど常に弱者の味方となっており、転じて「義将」「神将」などと呼ばれている。
初登場は外伝『邪気眼竜政宗』であったが、天岩戸開きの際に自身の人生観とは正反対に天下獲りも良晴も諦めないと宣言した信奈を欲深き者と断罪。「人生最大にして最後の仇敵」と定め、11巻にて宿敵であった武田・北条との「甲相越一和」を結び、京にて織田家に宣戦布告した。
毘沙門天の化身と信じるが故に生涯不犯を誓い、自身の余命が僅かであることを悟り、信奈と共に昇天することを望んでいたが、信玄から“天命を動かす者”である良晴と一度会うよう助言を受け単身、安土城での盂蘭盆に潜入し、良晴と邂逅する。自分を崇めず、性の対象とも見ず、一人の女子として接する良晴に心を通わせるなかで、豆乳を飲んだことで発作を起こし、良晴に人工呼吸を受けた際に生涯初の接吻を交わす。「手取川の戦い」では良晴の二重三重の策に嵌り、川中島の戦い同様に挟撃される形を作られ、封印していた上杉軍必殺の「車懸りの陣」を発動するも、軍使として現れた良晴らの活躍により殲滅戦に至らず、自身を縛っていた毘沙門天から解放されるきっかけを作ってくれた良晴に想いを寄せるようになる。信奈への敵意も嫉妬だと認めたうえで良晴と添い遂げるという欲を抱き人間として信奈と決着をつけることを望む。その後は自身が天下人となることには消極的なことや前久からの要請、田辺城攻めに軍勢を減らしている柴田軍の窮状もあり、上洛戦を停止していたが、信玄自ら信澄を斬首したという報告を受け、信玄に死期が迫っていることを直感、途上の柴田軍との交戦を徹底的に避け、関ヶ原へ急行する。
直江 兼続（なおえ かねつぐ）
上杉家の重臣で齢12〜13歳頃の姫武将。出自は戦災孤児であったが、謙信にその才気を見出され、小姓から破格の出世を遂げ、名門・直江家の名跡を継いだ知勇兼備の将。
謙信に命じられ、最上義光の暗殺に危機に晒されていた政宗の護衛とその才覚を見極めるために伊達家に派遣されたが、実直で純粋な兼続とは反対に中二病を発病して捻くれ者の政宗とは喧嘩友達のような関係になる。輝宗が畠山某に人質にされると義を掲げ、輝宗を救出するも政宗が奥州を席巻し始めると、奥州の秩序を守るため、南奥州連合軍の軍師となり政宗と対峙する。
伊達家に居候していた際に異性（と思い込んでいる）として片倉小十郎に好意を抱き、政宗の義妹・愛姫の魅力に骨抜きにされ自身の妹にしたがっており、越後に帰還した際には小十郎への想いと愛姫から一字をとり、「愛」という字を前立にあしらった兜を着用するようになった。
初登場は外伝『邪気眼竜政宗』であったが12巻にて本編に登場。奥州での出来事を経て一回り成長しており、上洛戦では上杉軍の副将を務め宇佐美定満と直江大和が育て上げた謙信の理解者として謙信を救う役目を良晴に託した。
上杉 景虎（うえすぎ かげとら）
氏康の妹で、後に謙信の義妹となった姫武将。元の名は「北条三郎」。謙信同様に行人包みを被った氏康に似た色白の美少女だが、北条一族特有の獰猛な視線を持つ。
「甲相越一和」の証として北条家から仇敵である上杉家に送られることになり、敵国への事実上の人質という境遇に恐怖と寂寥感に苦しんでいたが、初めて出会った謙信の神秘性に心を奪われ、謙信から家族である証としてかつての「景虎」の名と自身の死後に「関東管領職」を譲るという最大限の信頼を寄せられたことで崇拝、“謙信の「義の心」と氏康の「知略」”を併せ持つ無敵の姫武将となり、義光からは“謙信の融通の利かない鬱陶しさと北条の貪欲さを兼ね備える”と評される。
謙信の上洛戦に当たり、謙信の養女の景勝はまだ幼女であったため、越後の守将に任命され、鬱屈していた楊北衆を率いて侵攻してきた最上軍を奇襲して撃退、最上領を奪うべく意気揚々と山形城に逆侵攻する。
長尾 為景（ながお ためかげ）
外伝『天と地と姫と』に登場。綾と虎千代の実父で越後守護代・春日山長尾家当主。齢70歳を過ぎた老将だが、野心深く怪物じみた荒武者で過去には主君である越後守護や関東管領をも弑逆した驍将。父を殺害した隣国・越中の一揆衆との戦いに明け暮れ、国内の越後衆も纏められず国の内外で戦乱を起こしている。
綾（あや）
外伝『天と地と姫と』に登場。虎千代の姉。アルビノという日本人離れした風貌に加え、極度の虚弱体質故に父親に疎まれる虎千代を母・虎御前と共に大切に育てる。後に虎千代を守るために上田長尾家当主の政景に嫁ぐ。
本編では12巻で登場。綾と政景の長女・上杉景勝が謙信の養女となっており、上洛戦に出陣する前も謙信の身体も心も限界に来ていることを悟りその身を案じていた。
長尾 晴景（ながお はるかげ）
外伝『天と地と姫と』に登場。綾と虎千代の異母兄。血気盛んな為景とは正反対に春日山に引き篭もって風流趣味に浸る惰弱な貴公子。
長尾 政景（ながお まさかげ）
外伝『天と地と姫と』に登場。春日山長尾家の分家にあたる上田長尾家当主。
為景とは孫ほども歳が離れているが息子の晴景よりも為景に瓜二つで、笑いながら逃げまとう兵を斬り捨てる残虐な猛将。惰弱な晴景よりも自身の方が越後守護代に相応しいと考えており、老齢の為景に越後守護代職の譲位を迫る。しかし春日山長尾家に虎千代が誕生してからは異様なまでの執着を見せ、「越後の王には、相応の女が必要」との考えから虎千代との婚姻を要求する。
本編では、既に故人となっているが謙信の回想で登場しており不器用ながらも本心から謙信を愛していたようで生前に「屍になっても、魂だけの存在に成り果てようが、貴様を地上に引きずり下す」と宣言していた。しかし謀反を繰り返す政景の存在が越後統一の最大の障害となっていたことから宇佐美定満に事故に見せかけて暗殺された。
宇佐美 定満（うさみ さだみつ）
外伝『天と地と姫と』に登場。越後の国人で琵琶島城主。知略に優れる飄々とした男で民と分け隔てなく接するため越後の民からも親しまれている。
かつて敵対していた為景に一族を皆殺しにされた遺恨があるものの、越後の現状を憂いて為景と政景が共倒れにならないよう両陣営の間で軍師として上手く立ち回っている。虎千代誕生の際にも立ち会っており、その溢れんばかりの才覚を見抜き越後初の姫武将にすべく行動を起こす。
本編では、既に故人となっているが謙信の回想で登場しており越後国主となった謙信の軍師を務めていた。しかし義を重んじるが故に義兄である政景に非情になれない謙信を見かね、自身もろとも政景を暗殺した。
直江 大和（なおえ やまと）
外伝『天と地と姫と』に登場。春日山長尾家の重臣。叛服つねない越後国人の中で為景に付き従う寡黙な男で年頃になった虎千代の傅役を務める。
本編では、既に故人となっているが謙信の回想で登場しており越後国主となった謙信の下で宰相を務めていた。しかし綾と政景の婚姻の贖罪として生涯独身を貫いており、宇佐美定満が見出した少女を養女としたが宇佐美と政景が死んでからほどなくして病死した。
なお虎千代らからは直江大和と呼ばれているが、名前の大和は官位である大和守の略称で本名は景綱。

#### 相模・北条家
北条 氏康（ほうじょう うじやす）
相模の姫大名で北条家三代目当主。小田原城を居城とする関東の雄で「相模の獅子」と呼ばれている。長い黒髪を腰まで垂らした、青白い肌の華奢な体をしている。胸が小さいことを気にしており、甲相駿三国同盟の際に「胸の話をしない」と約定を交わしたほど。態度は優雅、かつ傲慢。天下人の座よりも、関東に独立王国を創ることを野望としており、上洛したい信玄とは利害の一致から同盟を結んでいる。ゆえに、お互いをあまり信頼していない。義妹にあたる北条綱成は半身とも呼べる存在で「つな」の愛称で呼ぶほど仲睦まじい。
戦いでは籠城策を異様なほど好み、壮大な城郭、膨大な量の兵糧、忍の張る結界、敵将の籠絡、と確実・陰険な策を弄し、撤退する敵軍を追討して大きな損害を与える。その戦法の前には謙信、信玄の両雄ですら小田原を落とすことができなかった。
小田原会談の際に対面した信奈を「異質な存在」として危険視し、殺そうと陰謀を張り巡らせている。また、自分の秘密（お尻の蒙古斑）を見られたことに激昂し、良晴のことも殺そうとしている。新装版では篭城策に固執する原因が謙信の小田原侵攻時の恐怖心から来ており、また強気な態度の裏で長年の北条家当主としての激務により心身共に疲弊しきっているが、妹の北条氏政が将器に欠けるため、隠居できずにいる境遇が明かされている。信奈を危険視しつつも、どんな時でも篭城せず城から出て戦うと宣言した自分とは正反対の信奈には羨望にも似た想いを抱き、いずれ自分を小田原城から引きずり出すかもしれない存在と予感していた。
武田・上杉と結んだ「甲相越一和」では険悪な仲である信玄と謙信の仲裁役となり、背後を脅かす伊達家に対して単独で関東防衛に当たり、「関ヶ原の戦い」が始まると上野へ進出してきた伊達軍を迎え撃つ。しかし政宗の真の目的が関東切り取りではなく、関ヶ原の戦いに参戦するということを見抜けなかったため、政宗の計略に翻弄される結果となり、敵中で孤立したかけた綱成を救うために伊達軍との決戦は諦め、再び籠城策に転換し、政宗の関ヶ原進軍を許すことになった。
北条 氏政（ほうじょう うじまさ）
氏康の妹で次期当主。姉の氏康と違いおおらかな性格で、よく汁かけ飯にかける汁を巡って氏康からは苦言を呈されており、北条家の将来を心配されている。
北条 綱成（ほうじょう つなしげ）
氏康の義妹で北条家の姫武将。河越城主。“地黄八幡”の異名を持ち、北条五色備の一角を担う北条軍最強の姫武将で虚弱で武芸が得意でない氏康にとっては半身とも呼べる存在で「つな」の愛称で呼ばれている。決め台詞は「勝った、勝った」。
元は駿河の落ち武者の子であったが、その才能を気に入った氏康・氏政の父・北条氏綱によって「北条」姓と「綱」の偏諱を与えられ、氏康の義妹として育った。氏康が河越夜戦において上杉の大軍と戦う勇気を持ちえたのも、他ならぬ綱成の危機だからであったと言われるほど姉妹の結びつきは深い。
「関ヶ原の戦い」では神流川に侵攻してきた伊達軍に、先鋒として五色備えを率いて突撃するも、第一次遠征時の倍以上の騎馬鉄砲隊を擁す伊達軍の前に危機に陥るも、その中で政宗が北条軍と決戦する意思がないことを見抜くが単身、自身を救いに来た氏康の安全を優先し、伊達軍を追撃することはできなかった。
北条 幻庵（ほうじょう げんあん）
新装版に登場した北条家の重鎮。初代当主「北条早雲」の娘とも妹とも噂される年齢不詳の老婆。氏康の心身が限界に近づいていることを悟っており、箱根で対面した信奈の命を救い、氏康を託す。
風魔 小太郎（ふうま こたろう）
関東最大の忍者組織「風魔」の首領。氏康の軍師的存在として策謀を練っている。黒装束に身を包んでおり、性別不明である。

#### 安芸・毛利家
小早川 隆景（こばやかわ たかかげ）
毛利元就の双子の娘で「毛利両川」の妹。歳は、詳しくは不明だが子供を産める歳にはなっているらしい。「明智（めいち）の将」と称される頭脳派で毛利家の宰相にして弓の達人。常に冷静で表情に乏しい。姉の元春とはかつては喧嘩が絶えなかったが、隆元亡き後は仲睦まじく、言葉遣いの荒い元春を窘めるツッコミ役である。元就の遺言を尊重しており、毛利は天下人の器を見定める役目と考えており、信奈が天下人たるかを見極めようとしている。
播磨での織田軍との戦いでは後一歩のところで勝利を逃したことから、村上水軍を動員して厳島の戦いの如く、乾坤一擲の作戦として信奈の裏をかき第一次木津川口の戦いで九鬼水軍を壊滅させ、信奈を追い詰めた。第二次木津川口の戦いでは、良晴の知識を基に織田軍の「鉄甲船団」旗艦「鬼宿丸」を沈没寸前にまで追い込むも、半兵衛に策の裏を掻かれ、史実通り村上水軍は大敗を喫した。良晴との出会いと別離を経て、その智謀はますます冴え渡るようになり、戦国時代の終焉に向けて信奈の“日ノ本全土を巻き込んだ一大決戦構想”を悟り、敵として同調（隆景曰く「私と織田信奈は、今、同じ夢を見ている」）、信奈が毛利家の背後をつくため九州勢と手を組むことを予想して、良晴らの行く手を阻むため、密かに宝具「蛇比礼」を長宗我部家に横流しすることで良晴を遭難させる（真実はガスパールが正体を隠し村上水軍経由で隆景に横流ししたのだが、後に良晴は隆景は自分が肥後相良家の末裔だという考えに至り、史実通りならこのまま破滅の道を辿った義陽らを救う機会を与えるためにガスパールの策略に乗ったのではないかと考えている）。さらに姫路城で小早川軍の侵攻を防いでいた鹿之助が光秀救援のため、播磨から離れたことを察知すると瞬く間に播磨を抜き、畿内に進出、毛利領を脅かす大友軍に構わず、国主不在となっていた摂津・本猫寺跡地を占拠、新たに「大坂城」と名付け不退転の決意を示す。大坂から関ヶ原に入り、直家の機転により要所の「松尾山」と「南宮山」を確保したことで西軍に対して優位に立ったが、信玄の信澄斬首という報を受け、信玄の器に疑問を抱き始めていたところに恵瓊から“良晴を擁立して毛利家が天下人になる”という献策を受ける。このまま毛利が東軍として戦えば西軍の全滅は必至で、毛利家の宰相としては律儀の毛利の家名を守るべきと理解しつつ、隆景個人としては良晴の命を救うと同時に良晴が自分の許に戻ってくるという誘惑に駆られ、それを選べば史上最悪の裏切り者の汚名を被ることに葛藤する。
記憶を失くしてしまった良晴を介抱してからは、彼の人間性を兄・隆元と重ね次第に彼に惹かれていくようになる。いつか良晴が記憶を取り戻し自分から離れていってしまうことを恐れて、彼に対して「そばにいてほしい」、「自分を置いていかないでほしい」などと告げている。また良晴自身、武吉より聞かされた、隆元が殺された後の隆景の錯乱騒動より、彼女から自分が離れてしまえば彼女は心の不安や弱さから壊れてしまうのではないかということを危惧し始める。しかし心ならず、良晴は記憶を取り戻してしまう。それでも良晴を織田家に返すため自分の想いを押し殺し、「自分の兄は浮気癖などなかった」という名目を理由に良晴を遠ざけ織田家に返す（武吉曰く、これを機に「兄離れ」ができたという）。良晴が織田に戻った後も恋慕の気持ちを断ち切ることはできず、良晴を奪回するため織田家と戦っていく。
義元の考える『源氏物語』（ごっこ）での配役は、光源氏の愛人明石の方。
作中登場する女性で唯一乳首を挿絵で描かれている。
吉川 元春（きっかわ もとはる）
毛利元就の双子の娘で「毛利両川」の姉。「豪勇の将」と称される武闘派で居合の達人で脇差「姫切」を常に持ち歩いており、妹・隆景と間違えられないように「毛利上等」と書かれた鉢巻きも巻いている。気が短く安芸言葉で話すため、相手に恐がられることが多いが、根は剛直で清廉な姫武将であるため、裏切りなどの不義を心底嫌っており、直家や恵瓊を信用していない。
妹の隆景のことは大変大事に思っており隆景の恋を応援する一方で、元春自身は天下一の女たらしである良晴のことは快く思っていない否、不快に思っている。また山陰で幾度も激闘を繰り広げた鹿之助を宿敵と認める一方で敵味方の垣根を越えて尊敬の念を抱いている。上洛戦の際にはようやく理想の主君に巡り合えた鹿之助を通じて良晴の人望を認め、良晴がいた頃の毛利は隆景を始めとして活気に溢れていたことを振り返り、良晴がいたら隆元も死ぬことはなく、鹿之助とも仲間になれたかもしれないと考えるほど。
「天下を狙うな」という元就の遺言に不満を持っており、義昭の幕府再興を名目に天下を取ろうと企んでいる。第二次木津川口の戦いでは鉢巻を外して無表情を装うことで隆景の影武者となって信奈を翻弄し、良晴が織田家に復帰すると悲嘆に暮れる隆景を叱咤し、恋を成就させるために織田家と徹底的に戦う決意を固め、瞬く間に山陰を平定し、山名家を案内役として京に迫るも再び、鹿之助の妨害を受けることとなった。「関ヶ原の戦い」本戦では織田軍に先んじて南宮山に布陣、織田軍の関ヶ原入りを阻止しようとするも恵瓊に阻まれる。その後、恵瓊の策を聞き、隆元に似た良晴が天下人の器と認め、隆景の葛藤も理解したうえで毛利の家名を守るために隆景と戦うことも辞さない悲壮な決意を固める。
『太平記』、『平家物語』といった恋物語にふける趣味があり、平家物語の続きを勝手に書いてにやにやする悪癖があり、隆景に「腐った女子のような趣味」と苦言を呈されている。現実の男には一切興味が無く、汚らわしいものとして認識している（兄の隆元を除く）。
毛利 輝元（もうり てるもと）
毛利家の三代目当主で隆元の遺児にあたる。まだ幼女のため、叔母にあたる元春・隆景の補佐を受けている。
毛利家が西国の覇者となってからの幼当主であるため、戦よりも風流趣味に傾倒しており宰相である隆景も“人徳溢れる主君にする”という教育方針を掲げている。現在は、姫大名の茶会に憧れているが時に、隆景からはお仕置き（お尻ぺんぺん）を受けることもあり若干、怯えている。
毛利 隆元（もうり たかもと）
毛利家の二代目当主で元就の長男、両川姉妹の兄にあたる。故人。濃すぎる父や妹とは似ても似つかぬ地味で影の薄い存在。両川姉妹には「穀潰し」「無能」と散々に言われていた。
戦も下手、謀略の才能もからっきしという凡庸な将と思われていたが、妹達への愛情と人徳、そして比類なき男気という美徳があり厳島の戦い前には策謀家故に商人や周辺勢力から信用を失っていた元就に代わり、商人達から借銭し、更に武吉との会談で「『賭け』の儀式」を強要され窮地に陥った妹達を助け出すなど、武吉をして「天下人の器」と認めるほどであった。
上記の一件を機に兄妹仲も良好となり家族一丸で厳島の戦いで陶軍を破った後、奪った領国を上手く経営し、人々からは信義に厚い将と称賛された。しかし最期はその人徳が仇となり、尼子方と内通した家臣に毒殺されてしまい、家族の中でも特に隆景の錯乱振りは後に毛利家の黒歴史になるほど凄まじいものであったらしい。
武吉からこの話を聞いた良晴は感銘を受け、後に九州で島津四姉妹を前にして「武も知も持っていないが、妹達のためにいつでも死ねる憧れの男」として名前を挙げるほど。
新装版アニメイト特典の「毛利編」では、良晴の介入により九死に一生を得ており、毛利家に仕えることとなった良晴の兄貴分として意気投合している。
毛利 元就（もうり もとなり）
毛利家の初代当主で、隆元・両川姉妹の父。故人。小さな国人領主であった毛利家を安芸の大名にまでのしあげたが、数多くの権謀算術を用いたことから「中国最悪の謀将」「謀神」とも呼ばれている。
老境に入ったが、陶・尼子という二大勢力に挟まれている事情もあって隠居もできず、家中では頼りない隆元、両川姉妹の仲の悪さに日々頭を悩ませており三人に「三本の矢」の話を聞かせるが、元春によってあっけなく折られ元就の企みは散った。隆元の活躍によって家族一丸となって「厳島の戦い」に勝利、その後は隆元の死という悲運に見舞われつつも山陰の尼子家にも勝利して、ついに中国の覇者となった。晩年は毛利家の安泰のため、北九州を巡って大友家と抗争を繰り広げられるが、大内輝弘の乱で大友家と和睦。その後、病死した。
穂井田 元清（ほいだ もときよ）
元就の第四子（次男。史実では四男）で隆元や両川姉妹の弟にあたる少年。
側室の子という出自のため元就からは正室と側室の子を明確に分けるため「虫けら同然」と呼ばれ、厳しく育てられたがそれは家臣団から側室の子と冷遇されないための措置で特に宰相の地位に就く姉・隆景から手厚い庇護を受けてきため、「景さま」と呼び敬愛を通り越して崇拝している。
良晴とも村上水軍時代に面識があったようで隆景の幸せを願う故に良晴との恋の成就を全力で応援している。
村上 武吉（むらかみ たけよし）
戦国最強と謳われる村上水軍の首領。全身赤銅のように日焼けした弁慶似の大男で記憶を喪っていた良晴はプロレスラーと勘違いしていた。
毛利元就の代から毛利家に仕えているが、元々は海賊であるため純粋な主従関係はない。人情に溢れる人物で、勇敢な人物（「賭け」の儀式を突破した者）や男の鑑となるような男気を持つ人物には手厚く義理堅い。しかしごつい外見にそぐわず純情で色恋には疎い。亡き毛利隆元とは義兄弟の契りを交わした間柄で隆元が死去した後は兄代わりとして両川姉妹を見守っている。
木津川口の戦いで救助した良晴が記憶を失っていた際は殺そうとしていたが、良晴が賭けの儀式を見事に突破したことでその男気を認め海賊見習いとして面倒を見ることになる。良晴のことは「小僧」と呼んでおり結構、気が合っていたようである。
安国寺 恵瓊（あんこくじ えけい）
毛利家の外交尼層。若き能弁家で、かつて京に在住していたことがあるため、毛利家の畿内担当外交官となっている。
元の出自は安芸武田氏の一族であったが、毛利元就の侵攻によって滅亡してしまったため、安芸の安国寺で出家して尼層となった。その後、上洛して「暗黒寺」という密教系の寺でも修行したため、その頃からの京の公家や商人たちとの人脈があり、隆景に評価され毛利家に仕えることとなった。既に元就も他界しているため毛利家への遺恨はなく、自身を取り立ててくれた隆景に恭順しているが、清廉潔白な隆景に対して自身を“融通無碍”と評し、しがらみがない分、隆景を上回っているとも考えている。またそのような得体の知れない性格から元春には直家同様に信用されていない。
「関ヶ原の戦い」では元春と共に織田軍よりも先に関ヶ原へ入り、その後に現れた織田軍の関ヶ原入りを阻止するのではなく、逆に弁当を食べて元春の出撃を阻む。その後、真意を明かし、両軍の総大将の信奈も信玄も天下人たる人徳がなく、隆景が恋い焦がれる良晴こそが天下人に相応しいと語る。このまま毛利が東軍に与すれば織田軍の全滅は確実で良晴を助けるためにも、本戦では傍観に徹し、大局が決した際に毛利家は良晴を擁立して疲弊した東軍を撃破、毛利家の庇護の元、良晴を天下人にするという献策を行い、隆景に決断を迫る。

#### 備前・宇喜多家
宇喜多 直家（うきた なおいえ）
備前・美作の大名。40歳手前の男性。敵対する国人や豪族を暗殺して勢力を拡大した通称、奸悪無限の男。
刀の代わりに南蛮の短筒を持ち歩いており、武将の暗殺に用いている。「姫武将殺し」のあだ名を持ち、姫武将や武将の奥方を籠絡し、野心の道具として利用してきたため評判はかなり悪いが、一方で「女子供は殺さない」という美学を持っている。
生き残るため毛利家に臣従しているが両川には全く信用されておらず、忠誠心を図るため播磨攻略を命じられ良晴たちと戦う。捕らえた官兵衛を救出しに来た前鬼を消滅させるも良晴と対決した際に落馬、その際に腰を負傷したこともあって暫く戦線離脱する。毛利方として記憶を喪った良晴と再会した際には、療養中に秀家に献身的な介護を受け露璃魂を発病、両川姉妹や義昭から不気味がられていた。記憶を喪った良晴には隆景らの手前、手を出すこともできず逆に元春に罵られる仲間として彼を受け入れた。
仮病を用いて織田にも毛利にもつかず日和見に徹していたが、織田・反織田陣営が西軍・東軍に分かれての「関ヶ原の戦い」が近づくと官兵衛・隆景の双方から旗色を明確にするよう突き付けられ、弥九郎を相良軍団に送り込む一方、自身は毛利方として東軍参入を表明、関ヶ原に一番乗りしていた弥九郎から要所「松尾山」と「南宮山」を奪う（この行動が結果的に光秀を救うことになった）。西軍・東軍どちらが勝利しても秀家の身の安全が保障されるように、秀家を旧友の良晴に託し、さらに良晴に毛利家の内情を明かすなど独自の行動を見せる。
様々な姫武将と恋沙汰が流れる良晴を“自分以上の姫武将殺し”と評価する一方、良晴に入れ込む信奈・光秀・義元が織田家崩壊の鍵であることにも気付いていた。
宇喜多 秀家（うきた ひでいえ）
直家の娘。「家臣や領民に慕われる領主になってほしい」との直家の願いにより、キリスト教の英才教育を受けキリシタンになる。その影響か、気品に満ちた純朴な少女に育ち、父のやり方に胸を痛めている。
お守り役の弥九郎と共に、官兵衛の脱出の手引をしていた折に良晴と出会う。その際に直家を改心させるために良晴に一芝居打ってもらったことから恩義を感じている。関ヶ原の戦いでは弥九郎を通じて、直家より良晴の元に送られ、相良軍団で保護される。
小西 弥九郎（こにし やくろう）
宇喜多家臣の少女。後の小西行長。キリシタンであり、「アゴスチノ」の洗礼名を名乗る。
堺の商人・小西ジョウチンの娘だが、堺でトラブルを起こし、備前に流れたところを直家に召し抱えられ、秀家のお守り役に抜擢される。商家の娘らしく上方言葉をしゃべり、時折、実家から取り寄せた名産品をもって宇喜多家の同盟国である毛利家などを相手に商売に勤しんでいる。
父・ジョウチン経由で官兵衛の要請を受け、清正と共に小西船団を率いて日本海側から九州へ駆け付け、沖田畷の戦いでは龍造寺家から離反した松浦党と連携して、海上から龍造寺軍を攻撃した。また主君である直家も織田と毛利、どちらが勝利しても宇喜多家が安泰なように弥九郎の織田家への参入を黙認していた。九州での戦いの後、良晴らを本州に送り届けた後、堺に戻り、堺衆が織田家（西軍）支持を決定したことで弥九郎も西軍として、一番乗りで関ヶ原に着陣。要所「松尾山」と「南宮山」を確保して織田軍の到着を待っていたが、織田家より先に現れた主君の直家により強引に要所を奪われたうえ、秀家を連れて相良軍団に参入するよう命じられる。本戦では相良軍団の将の一人として良晴の指揮下に入り、良晴から鹿之助と共に松尾山（小早川・宇喜多軍）への備えに配備される。
沖田畷の戦いでともに戦った清正とは性格も価値観も全く合わず、早くも犬猿の仲となっていた。

#### 足利将軍家
足利 義昭（あしかが よしあき）
将軍・足利義輝の妹。義元がそのまま子供になったような性格をしている。
松永久秀と三好一党の謀反に際して兄と共に明へ亡命したが、兄から将軍職を譲り受け、足利幕府再興を目指し帰国。毛利家に身を寄せ、武田・上杉を始め全国の武将に信奈討伐の書状をばら撒いている。通称「お手紙将軍」（9巻）。武田・北条・上杉に3つの条件（最初に上洛した者を足利幕府の管領とする、氏康の妹を謙信の養女とする、川中島を幕府直轄地とする）を提示して三者間和睦（甲相越一和）を成立させる等、したたかな策略を見せている（12巻）。
良晴とは毛利軍の陣中で初対面。鹿之助を捕獲した手柄もあり、懐いている。身分のない良晴との関係に悩む隆景に、無邪気に「良晴を自分の義兄にする」という案を出すが、即座に拒絶された。（11巻）
足利 義輝（あしかが よしてる）
征夷大将軍。松永久秀と三好一党の謀反に遭い、妹・義昭や腹心の細川幽斎（藤孝）とともに明へ亡命（2巻）。同地で剣術修行に浸っていた。
「関ヶ原の戦い」前に帰国し、織田軍の勢力下にあった丹後の田辺城を幽斎とともに占拠。義昭を「将軍」として擁する東軍に与して、西軍（織田軍）を脅かす（16巻）。幽斎の持つ『古今伝授』を盾として籠城し、長秀率いる織田軍を引き付けていたが、半兵衛の策により孫市率いる雑賀衆鉄砲隊の猛攻に遭い、落城。切腹しようとするが、孫市に幽斎との衆道関係を疑われたことで、「その誤解だけは解いておかねば、後世なにを語られることになるか！」（17巻）として切腹を取りやめ、その身柄は、幽斎と『古今伝授』ともども近衛前久預かりとなった。
細川 幽斎（ほそかわ ゆうさい）
義輝の腹心。「幽斎」は本能寺の変以降の出家名であり、それ以前は「藤孝」（ふじたか）を名乗る。華奢な女にしか見えない風貌だが、武術の達人であり、知略にも優れる将。管領細川家の一族とされているが、実は足利将軍家の落胤であるため、義輝とは異母兄弟にあたる。義輝の腹心として幼少時から仕えていた。
室町幕府の幕臣であった頃には、浪人だった光秀の才覚を見抜き、越前・朝倉家との連絡役に登用した（16巻）。
古今和歌集解釈書を装った予言書である『古今伝授』を解読しており、その知識に基づいて、良晴とは独立して歴史への介入を続ける。関ヶ原の戦い（16巻）と本能寺の変（22巻）では、信奈を殺した後の光秀の生命と名誉を守ることを中心とした策略をめぐらした。

#### 北肥後・阿蘇家
甲斐 宗運（かい そううん）
北肥後を治める阿蘇家の宰相。御船城主。身長2メートル近い僧侶服を着た大男で南蛮渡来の黒眼鏡を着用している。
群雄割拠する九州で阿蘇家と相良家は同盟関係にある縁から幼くして家督を継いだ義陽の後見人を務めている。阿蘇家を存続させるためならば実の息子でさえ容赦なく殺すと公言し、事実三人の息子を殺害した過去から殺し屋と自称するが女子供は不殺の誓いを立てている。
甲斐 親英（かい ちかひで）
宗運の嫡男。
かつて自身が主犯となって三人の弟らと伊東家へ接近するも露見し、自身は助命されるも、三人の弟達はほかならぬ、父・宗運に殺害された過去がある。以来、三人の弟を殺しておきながら主犯である自身だけを助命した宗運を恨んでおり、「響野原の戦い」では実の息子は殺しながら他人である相良姉妹は殺せなかった宗運に激しく憤り、惟将に自身を人質として、宗運に相良姉妹殺害を命じるよう進言した。
阿蘇 惟将（あそ これまさ）
北肥後の大名で阿蘇神社大宮司。猜疑心が強く、風見鶏な性格。
かつて宗運の息子らが伊東家へ内通した際に粛清を命じた過去があり、以来、宗運がいなければ阿蘇家の存続すら危うくなることは理解していながらも疑心暗鬼に陥っており、「響野原の戦い」では宗運が相良家に内通する動きを見せた場合は殺すよう密かに兵達に命じていた。大宮司という家系から宗教勢力へ強硬的な織田家やキリシタンに傾倒する大友家とは相反しており、大友家の日向での神社仏閣の破壊活動を受け、龍造寺家に寝返る。

#### 肥前・龍造寺家
龍造寺 隆信（りゅうぞうじ たかのぶ）
「肥後の熊」の異名を持つ肥前の大名。佐嘉城主。“九州の覇王”を自称する九州屈指の武勇を誇る容貌魁偉な大男で、冷酷無比な性格から家臣も恐怖で支配しているが唯一、義妹の直茂だけは信用している。幼名は長法師丸。
九州一の名門「少弐家」の重臣の家系に生まれ、屈強な体格に高い知性を持ち合わせた麒麟児であったが、傲慢な性格から友は少なく、傲慢さは繊細さと重圧の裏返しと理解していたのは従妹の彦法師丸だけで、理解し合っていた二人はやがて婚約する。しかし主君・少弐家に謀反を疑われた龍造寺一族は誅殺の憂き目に遭い、肥前を脱出した隆信らは蒲池一族の庇護のもと、龍造寺家再興を掲げ、敵討ちは果たすも元凶である主君殺しを躊躇う欝々とした日々を送る。業を煮やした母・慶誾は家臣へ嫁ぐという恥辱を被り、彦法師丸と義兄妹となってしまったことで婚約破棄に憤る隆信に慶誾は「戦国九州においては力こそ正義。すべてはお前の弱さが原因」と説く。すべてを失った隆信は覇道主義に目覚め、少弐氏を滅ぼし、大友家との北九州の覇権をかけた「今山の戦い」では若輩の親貞を総大将とした宗麟に“侮られた”と思い込み、親貞を問答無用に誅殺した。
大友家には面従腹背の立場で島津家との高城の戦いが起こると官兵衛の案に乗る形で挙兵、大恩ある蒲池一族を謀殺して柳川城を奪取して九州制覇に乗り出す。しかし直茂から知らされた今山の戦いの真実に動揺していたところに蒲池家に嫁いでいたもう一人の義妹・玉鶴姫が自害したことを知ると宗麟同様に“妹殺しの兄”となったことに恐怖する。玉鶴姫の葬儀のために行軍が遅れることとなり、結果的に沖田畷の戦いで家久に地の利を奪われることになり、直茂の進言を受け、死地となる中手を迂回しようとするも良晴の挑発に義姉弟でも想いを貫くと宣言した義陽に激高、相良姉弟に勝利して今度こそ直茂を手に入れるべく、四天王を囮として自身は相良姉弟が籠城する森岳城（浜手）を攻めるも、官兵衛の調略により寝返った松浦党や小西船団の援軍により龍造寺軍は壊乱、隆信も敗北を認め、大友家の捕虜となった。
鍋島 直茂（なべしま なおしげ）
龍造寺家の宰相兼軍師を務める姫武将。龍造寺隆信の義妹。小柄で目が大きく、青白い肌をした淀んだ雰囲気を持つ黒衣の少女で常に黒猫を連れ歩いている。幼名は彦法師丸。
隆信のことは「お兄さま」と呼び慕っており、直言も可能だが隆信の命には絶対服従で、暗殺などの非道な命令も平然と実行するため、冷血の姫武将と家中で恐怖されている。九州では珍しい「葉隠忍群（佐嘉忍者とも）」を用いた諜報・謀略に長け、「今山の戦い」では大友親貞の陣を探り当て乾坤一擲の奇襲によって親貞を捕縛している。ただし本人は強がっているが、内心ではそれらの非道を喜々として行っているわけではなく、むしろ心を痛めている。
元々、隆信とは従兄妹であり許嫁の間柄であったが、夫を失った隆信の生母・慶誾が直茂の父と再婚したため、隆信とは義兄妹となった。婚約は破棄され、兄となった隆信の補佐役として汚れ仕事を一手に引き受けることを誓い、隆信も自身の弱さがこの結果を招いたと悔い、人が変わったように暴虐な人格となったのが真相であった。沖田畷の戦いでは島津軍の「釣り野伏せ」を警戒して、自身が隆信の代わりに中手を進む戦略を立てるも相良姉弟の挑発に激高した隆信に退けられ、山手から攻め込むも新納武蔵の用兵や従属下にあった大村軍の離脱によって敗退、隆信捕縛の報を受けると自害しようとするも木下昌直によって阻止された。
戦後、捕虜となった隆信に代わって龍造寺家の実権を握り、隆信を破った良晴には「おうらみ状」を送りつけるなど敵視、良晴憎しから東軍（反織田陣営）への参加を表明。隆信を奪われたショックから自暴自棄となり、普段の冷静沈着な性格から一転して錯乱したかのような激情家となり、大友家との徹底抗戦を掲げ、筑前の国人、秋月種実を内応させ、筑前に侵攻する。
百武 賢兼（ひゃくたけ ともかね）
龍造寺四天王の一人。身長2メートルはあろうかという大男で長煙管を持った天衣無縫の傾奇者。“百人の勇者に匹敵する武勇”を誇ることから百武の名を与えられた。
蒲池一族謀殺の一件で主君である隆信に自省を促すため出奔、港町である八代で追ってきた直茂に慰留の説得を受けるなかで偶然、良晴と出会う。良晴に隆信と直茂の過去を明かすと同時に、良晴から宗麟の過去を教えられたことで沖田畷の戦いが宗麟と隆信による己の過去に打ち勝つ勝負になると悟り、最後まで龍造寺兄妹を支えるため、翻意する。
沖田畷の戦いでは黄金甲冑に朱槍という姿で暴れまわり、隆信の影武者である信胤と共に家久ら本隊を釘付けにして、本命の隆信の浜手侵攻の策を成功させた。
戦後は大友家の捕虜となった。
なお良晴の見立てでは賢兼も直茂に好意を抱えていると考えている。
成松 信勝（なりまつ のぶかつ）
龍造寺四天王筆頭。常に冷静沈着な清廉な武将。
今山の戦いで宗麟の義弟・親貞を斬首した将だが、一連の真相を知ると主命とはいえ、親貞が惨めに命乞いをしていたのではなかったと知り後悔していた。沖田畷の戦いでは宗麟の前に無防備で現れ、仇である自身を討つか、自分が死ぬかの二択を宗麟に迫るも、宗麟は種子島を撃てず、代わって宗麟を守るべく家久に撃たれた。
戦後は大友家の捕虜となった。
円城寺 信胤（えんじょうじ のぶたね）
龍造寺四天王の一人。隆信と瓜二つの巨体を誇る武将。沖田畷の戦いでは隆信の影武者として中手（中央）を進み、家久ら本隊を釘付けにして、本命の隆信の浜手侵攻の策を成功させた。
戦後は大友家の捕虜となった。
江里口 信常（えりぐち のぶつね）
龍造寺四天王の一人。激情家であり、人情家でもある武将。囮であった信勝を倒し、一瞬、気を抜いた家久を奇襲し、その可憐さに目を奪われながらも九州の定めと討ち取ろうとしたが、家久を守るべく立ち上がった宗麟に撃たれ昏倒した。
戦後は大友家の捕虜となった。
木下 昌直（きのした まさなお）
龍造寺四天王の五人目。武勇に劣るが守りの策略に長ける直茂麾下の武将。隆信曰く“直茂を守る四天王の五人目”。口癖は「この中（四天王）に偽物がおりますぞ」。

#### 土佐・長宗我部家
長宗我部 元親（ちょうそかべ もとちか）
土佐の姫大名。貧しい土佐出身とは思えないほど気品のある美少女で海賊行為で略奪した南蛮衣装を着ており、その美貌から姫若子と呼ばれる。話の終わりに「〜おわかり？」と付けるのが口癖。
気品のある顔立ちからは想像もできないほどの戦上手で、天性の直観力と合戦では陸海問わず逃げ足の速さを生かした神出鬼没の用兵を得意としており、また将来的に世界との貿易による富を見越して四国中の港を得るために四国統一を目指すなど政治手腕にも優れ、“土佐の出来人”という異名も持つ。一方で織田家と同盟しておきながら毛利家とも誼を通じ、村上水軍の名を騙っての海賊行為、それらの批判をのらりくらり躱す節操の無さから土佐の蝙蝠と呼ばれることもある。
いずれ信奈が天下人となると見越して投機的に織田家と誼を通じており、織田一門や明智一門との縁組を望んでいたが叶わず、明智家重臣の利三の妹を義妹に迎えている。その誼から関ヶ原の戦いでは西軍（親織田陣営）への参加を表明するも、六千の軍勢と渡海して大坂に辿り着いた時には既に大坂は毛利家の支配下となっていたため、毛利水軍に包囲され、隆景に“毛利軍と一戦するか、東軍に寝返るか”と脅迫され、元々、関ヶ原の勝敗には興味がなく、勝ち馬に乗って四国の支配権を得られれば良いと考えていたため、東軍に寝返る。毛利軍と共に関ヶ原に赴くが、戦意が乏しいうえ、どちらが勝っても長宗我部家に非が及ばないように抜け目なく、主戦場から離れた栗原山に布陣するなど味方に引き入れた隆景からも呆れられている。
長宗我部 信親（ちょうそかべ のぶちか）
元親の弟。元親から“箱入り弟”として溺愛される純真無垢な熱血少年。元親から英才教育を受けて育った才気溢れる若武者であるが故に姉・元親の戦意の低さと蝙蝠ぶりに苦労している。

### 壊滅勢力

#### 駿河・今川家
今川 義元（いまがわ よしもと）
声 - 國府田マリ子 / 能登麻美子
駿河・遠江を支配する姫大名で、名門「今川家」当主。足利将軍家の分家という高貴な血筋のため尊大で気位も高いが滅多に動じないおおらか性格。目が大きい美少女で着痩せするタイプらしく、実は結構な巨乳。本人曰く、弓は苦手で蹴鞠が得意。
「海道一の弓取り」を自負するが、その戦略は自軍の戦力を過信した部下丸投げのアバウトなスタイルで、自分自身は根が臆病なために最前線に赴くわけでもなく、輿に乗り、本陣で高みの見物をしている。大戦力の今川軍ゆえにそれまではこの戦法が通じていたものの、そのような杜撰さを良晴に突かれ史実通り桶狭間の合戦で敗北（半兵衛曰く、三国同盟による力が源だった）。今川家は分散・滅亡し人質となるが、出家する約束を反故にし食客同然に遊び暮らしていた。
光秀の献策により次期将軍として信奈に担ぎ出され、紆余曲折の末にお飾りの征夷大将軍となり、念願の「今川幕府」を開く。将軍になってからも蹴鞠やお茶にうつつを抜かす昼行灯だが、良晴と信奈への恩義は忘れておらず、叡山との和睦のために姫巫女の仲介を得るべく使者に立ったり（4巻）、本猫寺との南蛮蹴球大会に飛び入り参加して同点ゴールを決めたり（6巻）、久秀謀反の報を聞いて自信を喪失した信奈を叱咤したり（9巻）して、ここぞという時には将軍として思いがけない活躍を見せる。織田軍が第二次木津川口の戦いで村上水軍に対し勝利を収めた後（11巻）には、良晴と信奈の恋仲を世間に対してカムフラージュするため良晴の偽装祝言相手に立候補した。良晴を「わらわが天下一と認めた男」と称賛するなど、当の義元も恋心を抱いている。その後は「正妻」として良晴と行動を共にしており、戦嫌いにもかかわらず「手取川の戦い」にも付いてきて、良晴を勇気付ける良妻ぶりを見せた。「関ヶ原の戦い」が起こると六角承禎に占拠された坂本城のお牧の方を救うべく、京極竜子、小野お通を伴って使者として坂本城に赴くも囚われ、人質にされる。承禎が両川姉妹から姫武将への乱暴を禁じられていたため、危害を加えられることはなく、長政（お市）によって坂本城が奪還されると自力で牢から脱出、忍衆が気づけないほどの速さで承禎を殴り飛ばしたうえで同じ名門出身として承禎を張り倒し、キリシタンの洗礼を受けることを勧めて承禎の歪んだ心をも救った。
安土城竣工にあたって、良晴を光源氏、自らを正妻葵の上、信奈を紫の上、光秀を六条御息所、隆景を明石の方として『源氏物語』の配役になぞらえる見立てを披露した。良晴が日本中の姫武将を篭絡する「天下布恋」という構想を抱いており、これが後の「光源氏六条院計画」（12巻）、「大奥」（19巻）、「世界大奥」（20巻）へと至る、合議による平和維持システムの発想の源流となる。
太原 雪斎（たいげん せっさい）
故人。義元の回想に登場した今川家の宰相を務めた名僧。義元の恩師にして父親のような存在で、雪斎自身も無能・無知・無垢と三拍子揃った義元のことを“理想の君主”として我が子同然に接していた。義元とは対照的に、才気溢れるゆえに戦三昧の日々で幸福を遠ざけてる信玄や謙信を例にして、義元には「幸福を掴む道」を教え、その教えが義元の生きる理由となっている。
日頃から義元には、「総大将として笑っていてくれれば良く、世俗の雑事は自分にやらせておけば良い」と伝えていたため、軍法などは特に教育しなかった。晩年は自身の死期が近いことを悟っていたことから元康を後継の軍師として教育しており、義元にも自身が死んだ際は上洛を取りやめるよう伝えていた（軍師抜きで上洛すれば失敗に終わる可能性が高く、その“最初の挫折”で義元が落命することを何より危惧していた）。

#### 美濃・斎藤家
斎藤 道三（さいとう どうさん）
声 - 麦人
美濃を支配する戦国大名。屈強な肉体の持ち主で、良晴は「素手で瓦の十枚くらいならまとめて叩き割れそう」と評している。老練な策略家である一方、狒狒ジジイそのままの行動に出ることもしばしばである。還暦を過ぎた現在は禿げ上がっているが、京の油商人であった若い頃は絶世の美男子で「松波庄九郎」と名乗り、数々の女性と浮名を流した。自身の体験から、人を見た目で判断せずに内面で真価を見極めるようにしている。
正徳寺の会見で信奈の実力を見抜き、彼女に美濃を譲ろうとするが、嫡子の義龍に謀反を起こされる。長良川に追い詰められ、そこで果てる覚悟であったが、助けに来た良晴の説得に応じて脱出。尾張に亡命し、以後、織田家の客将として隠居の身になる。
織田家に来た後は、事実上の信奈の後見人となって稲葉山城から名を改めた岐阜城の城代を務めていた。しかしその陰で病に冒されており、武田軍の岐阜侵攻の際には勘助の策に翻弄される。元康の援軍と、武田軍に与したはずの義龍が翻意したことによって辛くも勝利するが、直後に病死した。
元主君の忘れ形見を養子にした（だがのちに実子であることが判明した）長男・義龍と帰蝶姫の二子がある。
斎藤 義龍（さいとう よしたつ）
声 - 梁田清之
道三に美濃を追い出された土岐頼芸の子と称し、長良川の戦い（1巻）で道三を美濃から追い出して斎藤家の当主となった武将。
大男で身の丈が六尺五寸程もある。顔に肉が付きすぎて落書きのような顔になってしまっている。頭の切れる人物であり、道三追討の際に織田軍が現れると速やかに引き返したり（1巻）、墨俣の良晴を攻撃するときに稲葉山城にも十分な守備兵を残す（2巻）など慎重な作戦を好む。信奈に敗れて降伏した後も、言い逃れしようとする長政を諌めたり、結果的に斎藤家を裏切ってしまった半兵衛を笑顔で許すなど、度量の広さがうかがえる。
岐阜の戦い（5巻）では勘助から騎馬隊を預かり、武田軍の別動隊として道三の背後を衝くはずだったが、寝返って道三に加勢する。既に不治の病に冒されていたため、道三の後を追うように間もなく病死した。
アニメ版では美濃の城主のときは粗暴な振る舞いが多かったが、「龍面鬼」と名乗って朝倉家に身を寄せてからは武人らしい性格となって人間的な成長を見せた。
安藤 守就（あんどう もりなり）
声 - 滝知史
美濃三人衆の筆頭で半兵衛の叔父。あだ名は「伊賀守」。
愛想のよい外見とは裏腹に腹黒な性格で、周囲から信用されておらず、金にも汚い。半兵衛のことは可愛がっており、常に気に掛けている。
稲葉 一鉄（いなば いってつ）
声 - 稲田徹
美濃三人衆の一人。本名は「良通」、あだ名は「伊予守」。
軍師としての半兵衛に心酔しており、半兵衛や安藤が織田家に寝返ると、率先してそれに従った（2巻）。
アニメ版では義龍の策によって、信奈と味方の卜全と共に焼き殺されそうになるが、自分たちの窮地を救った信奈に味方する。
氏家 卜全（うじいえ ぼくぜん）
声 - 松本忍
美濃三人衆の一人。本名は「直元」。
一鉄と同じく半兵衛に心酔しており、共に織田家に与する。関ヶ原の戦いでは岐阜城で信澄らと武田軍を迎え撃つも、武田軍の猛攻の前に討死した。
アニメ版では半兵衛に心酔している描写はない。義龍の策によって焼き殺されそうになるが、信奈の奇策に救われ、稲葉と共に織田の味方になる。

#### 北近江・浅井家
※「浅井」の読みは12巻まで「あさい」だったが、15巻から「あざい」となる。新装版では「あざい」で統一されている。
浅井 長政（あさい ながまさ）
声 - 斎賀みつき
北近江の戦国大名・浅井家の当主。あだ名は「猿夜叉丸（さるやしゃまる）」で、由来は幼名から。良晴よりも頭一つ分も背が高い美青年風の出で立ちだが、実は男装をしたうら若き娘である。六角家の人質時代に操を守るため男と偽り、以後その事実をひた隠しにしてきた。その美貌を生かした調略を得意とし、敵対勢力の女性を篭絡し、今の地位に上り詰めた過去を持つ。ただし、元々女であることから篭絡した女性と肉体関係を持つことはなかった（要するに同性愛の趣味はなかった）。
信奈に婚姻を条件とした同盟を迫るも、良晴たちの活躍で婚約は破棄。しかし信奈も京への進路となる浅井家との同盟が欠かせなかったため、妹との婚姻同盟を提案し、嫁いできたお市姫（信澄）の正体を知ると同時に自身の秘密も知られることとなり、やがて彼と相思相愛の仲となり、彼と二人きりのときには「お市」と名乗るようになる。なお半兵衛は最初から長政が女であることに気付いており、信澄との相性も最高であったことから婚姻には賛成していた。
しかし信奈が事前に通報せず、同盟国の越前・朝倉家を奇襲したことで朝倉家との友誼を第一とする父・久政と対立、幽閉されるが、惨敗した久政と家臣たちを見捨てることができず、浅井家当主へと戻っていく。「姉川の戦い」では織田軍を次々と壊走させる獅子奮迅の活躍を見せたが、信澄相手に躊躇いを見せ決定打を打てず、「浅井長政」と「お市」のあいだで葛藤する。小谷城落城の際には死を覚悟し信澄に討たれることを望んだが、良晴から久政の遺言を伝えられ思い留まる。
浅井・朝倉連合滅亡後は信奈の義妹「お市」として新たな人生を歩み始め9巻にて信澄との間に子を儲け、後に三つ子を出産した。当初は織田家中でも重臣しかその正体を知らず、世間には極秘とされていたが「お市は信奈や信澄とは血縁関係のない尾張の町で見つけた美少女を信奈が義妹にした」という作り話を世間に流布したことで信澄との婚姻関係が正式に公表された。その後は近江の大溝城で留守役を務めながら育児に専念していたが、「関ヶ原の戦い」が起こると夫・信澄の討死という事態を受け、絶体絶命の窮地に陥った織田家を救うべく、浅井長政の名を取り戻して近江で挙兵。故郷の近江では名門京極や六角以上の名声を博していたこともあり、旧臣や国人らを味方につけ、六角承禎が占拠した坂本城を奪還、その際に生前の信澄の遺言として長女の茶々を良晴と信奈の養女としている。
浅井 久政（あさい ひさまさ）
声 - 四宮豪
長政の父で浅井家前当主。武将としては凡庸で、六角家・朝倉家に臣従する事で家名を守ってきた。
隠居していたが娘・長政を天下人にする為家督を奪い、信奈包囲網に参加する。長政と信澄の関係を知ってからは二人の仲を引き裂いたことを後悔しており、小谷城が落城すると良晴に「遺言」を託し、切腹した。

#### 越前・朝倉家
朝倉 義景（あさくら よしかげ）
声 - 木村良平
越前の名門・朝倉家の11代当主。幼名は「長夜叉」。
公家装束に身を包んだ30歳前後の男性。幼少期に母と死別し、一族の朝倉宗滴に虐待のような苛烈な武稽古を施される過程で頭角を現しつつあった信奈と比較される日々を送った。その結果、人格が歪み現世の一切に興味を示さなくなり、母の面影を求め『源氏物語』の世界にのめり込んでいく。
比叡山での和睦の席で出会った信奈に理想の女性像を見出し、以降は歪んだ心を満たすために信奈を執拗に追い求めると同時に、信奈を守ろうとする良晴を邪魔者として目の敵にしている。
戦乱の終盤に居城・一乗谷を信奈によって徹底的に焼き討ちされ精神が崩壊。久脩に自身に呪いをかけるよう命じ、信奈と良晴に激しい憎悪を抱き、鬼へと生まれ変わった。鬼となった後も執拗に信奈を付け狙うが、利休の錬金術の前に敗れた。その後は村重として二度目の生を送ることになる。
朝倉 宗滴（あさくら そうてき）
朝倉一門で軍事一切を取り仕切る老将。幼い義景に苛烈に武芸を叩き込む。
『源氏物語』を好む義景を「軟弱者」と罵り、織田家の信奈を「未来ある将器」と評し比較し続けた結果、義景が信奈を意識するきっかけを作る。実際は朝倉家は当代の当主が文治政治家として領国経営や都との文化交流に励む一方、軍事は宗滴が一切を取り仕切っていたが、自身も老境に入っていたため、その焦りが次代の当主である義景への猛烈なしごきへと繋がっていた。

#### 比叡山延暦寺
覚恕（かくじょ）
姫巫女の兄で天台座主。実権は豪盛らが握っており、お飾りの存在である。
織田軍の比叡山攻めの際は甲斐を訪れており、信玄の上洛軍の大義名分に利用される。
正覚院 豪盛（しょうかくいん ごうせい）
声 - 宮下栄治
延暦寺の僧兵を束ねる首領。僧でありながら酒を飲み、肉を食べる典型的な破戒僧。姫武将を忌み嫌っていたため浅井・朝倉連合に与し、織田軍と戦う。
不利になれば女人禁制の比叡山に逃げ込んだり、和睦の席で騙し討ちしようとするなど、勝つためには手段を選ばない。
その考え方と卑劣さゆえに信奈に降伏した際、逆鱗に触れられた信奈や織田家臣団に加え、義元からも集団で足蹴にされ、そこをルイズに救われたため、ルイズを「観音菩薩様の生まれ変わり」として崇める。
その後は織田陣営に付き坂本城の警備を任されるが、同時にルイズを観音菩薩として象った像を複数作って布教させようとする。
アニメ版では破戒僧ではなく、南蛮人を日本から追い出す名目で近衛達と手を組むが最終話で袂を分かつ。

#### 本猫寺
けんにょ
猫を本尊とする新興宗教「にゃんこう宗」の総本山・本猫寺（ほんびょうじ）の指導者。猫耳と猫尻尾（イミテーションではなく本物である）を身につけた小柄な少女。
幼いその年齢とは裏腹に、「戦で疲れた民の心をお笑いで癒す」という固い信念を持った器の大きな教祖であり非常に聡明。人間離れした運動能力と、至近距離で鉄砲で撃たれても平気な肉体を持ち、にゃんこう宗徒には半神半人の存在として崇められている。その影響力は絶大で、毛利家や武田家にも外交ルートを持っている。
戦に明け暮れている武士や、無力な公家を全く信用しておらず、大坂・摂津の本猫寺を要塞化して籠城している。和平の使者として訪れた良晴の説得を受け織田家との戦を回避し、以降は南蛮蹴鞠に興じていたが、突然猫耳と猫尻尾が取れて普通の少女になってしまい、妹のきょうにょに本猫寺を追放される。
猫耳と尻尾が取れたと同時に超常的な力を喪い、性格もこれまでの天真爛漫から素の性格である聡明・冷静沈着に戻った一方で影が薄くなった。きょうにょを止めるため織田家に身を寄せ、織田家と本猫寺の合戦回避に奔走したが影の軍師に狙撃されたことが引金となり大阪本猫時合戦を招いてしまう。その後、何とか一命を取留め旧友である孫市の本拠・雑賀荘に身を置いている。
きょうにょ
けんにょの妹。
南蛮蹴鞠や漫才にうつつを抜かす姉に不満を抱いていたため、けんにょが猫神で無くなったのを機に当主の座を奪い、織田家との合戦を宣言する。しかし大阪本猫寺合戦において、孫市が戦鬼となり戦ったことにより戦の悲惨さを目の当たりにしたきょうにょを始めとするにゃんこう宗の女子門徒たちの士気はガタ落ち、戦場がいかに地獄であるかを知ることとなった。それからきょうにょは、織田家との戦を始めた責任を取り最後の決戦に臨むことを決意する。しかし、第二次木津川口の戦いで毛利軍が敗戦したことにより大阪本猫寺は全面降伏し開城することとなった。
実はけんにょと同時期にきょうにょの猫耳と猫尻尾も取れていて、半兵衛と前鬼が龍脈を絶ったことが原因とされている。
雑賀 孫市（さいか まごいち）
紀伊の鉄砲傭兵集団・雑賀衆を率いる姫武将。堅苦しい武家社会を嫌い、自由奔放な本猫寺に味方をしている。特注の火縄銃「八咫烏（やたがらす）」（「関ヶ原の戦い時」には最新鋭の「愛山護法（あいざんごほう」）を振り回す豪傑だが、「自分がほれた天下一の男と結ばれるのが夢」と公言する乙女チックなところも持っている。「尻でも喰らえ」が決め台詞で、自慢の桃尻を褌ルックで露出させている。
織田家の和睦の使者として来た良晴を気に入り自分の婿にしようとアプローチをかけており、政宗に雇われた際には本猫寺のときとは違い、姫武将らしい清楚な着物姿をしており最新鋭の騎馬鉄砲隊を編成していた。
大坂本猫寺合戦では、戦鬼へと変貌し織田軍の武将の首を100間の間隔から撃ち落していくという御業を示し、織田軍のみならず味方の本猫寺軍共に震撼させた。孫市は未だかつて一発で討ち損じた経験がなかったが、信奈との南蛮蹴鞠対決の思い出などから彼女を一発で討つことができず躊躇した孫市も負傷して合戦は終了した。
織田・本猫寺の停戦期間が切れると信奈との決着を望み、雑賀水軍を率いて堺を奇襲するも待ち構えていた織田軍の「鉄甲船」に完敗し、またもや信奈を討ち損じることとなった。これを機に孫市は、信奈を討ち真の自由を手に入れるため織田家と戦っていくことを決意して姿をくらました。「関ヶ原の戦い」時には本来の傭兵稼業に戻っており、東軍からも誘われていたが、“自分が東軍につけば織田軍に勝利するのは容易いが、信奈との決着は自分でつける”という考えと恩ある良晴を討ちたくないこともあり、半兵衛に雇われて北陸方面軍に加勢、しがらみがないことから朝敵指名も受けることも覚悟に長秀に代わり、田辺城を落城させた。
雑賀 孫六（さいか まごろく）
孫市の妹。
下間 乱亭（しもつま らんでぃ）
本猫寺五虎大将軍の一人。銀髪碧眼の大柄な南蛮人の少女で本名は「ランディ」で、当初は「らいりぇん」と名乗っていたが良晴に「乱亭」に改名された。
かつてはドミヌス会の修道女でルイズとも面識があったが、けんにょの漫才を見て「笑いの素晴らしさ」を思い出し、にゃんこう宗に改宗した。
新装版では、元聖ヨハネ騎士団の騎士でジョバンナの同僚。オスマン帝国との戦争に疲れ果て、棄教して本猫寺に入信したという設定に変更されている。
下間 仲孝（しもつま なかたか）
本猫寺五虎大将軍の一人。本猫寺の外交を担当する小柄な少女。話が長いうえにあちらこちらに逸れてしまうため、交渉が先に進まない。
新装版では、猿楽の名人で千葉出身ということからあだ名は「掛布」。
下間 頼龍（しもつま らいりゅう）
本猫寺五虎大将軍の一人。津田宗及の友人の本猫寺一の文化人だが主語・述語・目的語などを省略する癖があり、掛布の通訳が必要なほど。あだ名は「岡田」。
下間 頼旦（しもつま らいたん）
本猫寺五虎大将軍の一人。伊勢長島の肉屋出身。庶民派ということであだ名は「川藤」。
下間 頼照（しもつま らいしょう）
本猫寺五虎大将軍の一人。越前出身の自称“本猫寺の切り込み隊長”。怒り眉ということからあだ名は「真弓」。

### その他の勢力

#### やまと御所
姫巫女（ひみこ）
声 - 諸星すみれ
本作の日本において神代から続く朝廷・やまと御所の主。禿髪に巫女装束の幼い女の子。触れた相手の心の中を見通す神通力を持つ。大変利発で、公家たちの本質や戦乱の原因を見抜いている。キリスト教の布教を許可したほか、自由を求め身分制度をなくそうとする信奈の夢に理解を示し（3巻）、妹の一益に対しては「じゆうにいきよ」と諭すなど、リベラルな面もある。3巻で接触した良晴については「とおきところより、きたりしもの」と理解し、「よきもの」として信頼している。
「姫巫女」とは個人名ではなく、代々受け継がれる名称である。史実の天皇に符合する。
近衛 前久（このえ さきひさ）
声 - 荻野晴朗
藤原家の氏長者（五摂家のトップ）で関白。30代の男性で、やまと御所の実権を握る実力者である。陰謀を張り巡らすことを常とする野心家だが、軽忽なところがあり、そのためにしばしば失策を犯す。ふだんはお歯黒白塗り化粧のステレオタイプな公家ルックであるが、化粧を落とした素顔は良晴に「苦み走った渋いイケメン」「こんなイケメン、戦国時代に来てはじめて見た」と言わせるほどのイケメンである。3巻では初対面の良晴の顔面にオーバーヘッドキックで蹴鞠を叩き込むなど、運動神経も抜群。塚原卜伝や上泉信綱に師事した剣豪でもあり、若いころには謙信と共に関東で戦に明け暮れた武家関白である。本能寺の変に際しては、今川将軍の籠る二条御新造を、息子の信尹や前将軍・足利義輝とともに死守する（22巻）。
当初は信奈の革新的思想を理解せず、彼女を亡き者にしようと津田宗及や土御門久脩、影の軍師らと結託して織田包囲網を形成していた。久秀やけんにょの進言によってその陰謀が信奈の知るところとなり、ついに信奈の器量を認め降伏する。その際、良晴を養子にして関白の位を譲れという無理難題を押し付けられたことには反発していたが、一益が姫巫女の姉だと気づいたこともあり、大阪本猫寺合戦では親織田方として奔走する。織田軍が天王寺砦に追い込まれたのを見て姫巫女からの綸旨をでっちあげ、和睦勧告により絶体絶命の織田家を救った（11巻）。13巻では島津家と大友家の和睦斡旋を信奈から依頼されて薩摩へ下向し、そこで捕われの身となっていた良晴と再会。良晴が肥後相良氏の末裔と判明したことで、ついに信奈の要求を呑み、良晴を猶子にして関白の位を譲ることを宣言する。
アニメ版では義景や豪盛等と手を組んで陰謀を巡らすが、最終話で比叡山に火を放ったことで彼等と袂を分かち、最期は信奈に討たれて自ら放った炎に消えた。
土御門 久脩（つちみかど ひさなが）
陰陽師宗家たる土御門家の当主である10歳の少年。プライドが高く、半兵衛に対抗心を燃やし、浅井・朝倉連合に与して信奈たちの前に立ちはだかる。子供故の無邪気さから、人を殺すことに躊躇がない（4巻）。一方で、専門職としての矜持も持ち合わせており、土御門家が管理してきた宣明暦で予測できなかった日食をグレゴリオ暦が的確に予測していたことを信奈から知らされた折には、「この暦は、ほんとうにすごいよ?」とその精度を素直に認めている。
浅井・朝倉連合が滅びた後は、前久の許に身を寄せる。アニメ版では登場しない。

#### ドミヌス会
ルイズ・フロイス
声 - 佐藤利奈
ドミヌス会に所属する宣教師。金髪爆乳の女の子でポルトガル人。民や信者達から慕われる優しい人柄で堺の町の南蛮寺で布教活動を行っている。良晴達の危機に甲冑を身につけ駆けつける行動力も持つ。
堺留学中の梵天丸（政宗）と知り合い、良き理解者となり信奈達と知り合ってからは織田家の庇護の下で堺や安土で布教活動に勤しんでいる。作中最大の爆乳で良晴からは顔を合わせる度に熱い視線を送られているが、信奈からは激しい嫉妬心を抱かれており本猫寺での漫才大会では良晴、次いで信奈と組み、いずれも胸に関するコントを披露した。なお、ルイズ自身はヨーロッパでは「胸の大きな女性は悪魔の使い」、日本の僧侶からも「天魔」と言われることやそれでいて良晴や周囲などの他の男性からは奇異な目を向けられたり、反応をされることから嫌がっているところがある。
大友家との交渉に向け、良晴に乞われ豊後に同行するもガスパールの野望を止めることはできず、図らずとも信奈の死の未来を知ってしまう。
オルガンティノ
ドミヌス会に所属する宣教師で10代後半のイタリア人。ルイズの後輩。船が暴風雨で難破した為伊勢イスパニア島に漂着した。
女性恐怖症を患っているが、子供なら平気らしくキリシタンに寛容な織田家の許で安土城下町に開校したセミナリオの初代校長に就任した。
新装版にて女性恐怖症の理由が明かされ、実は良晴と意気投合してしまいそうになるほどの無類の巨乳好きだが、色欲は教義で大罪とされていることから、罪悪感に苛まれて女性を遠ざけている。特に純粋無垢なルイズの爆乳は目に毒で、深刻な罪悪感を抱いてしまうことから距離を置いている（子供が平気なのも子供には胸がないからである）。
ジョバンナ・ロルテス
イタリア貴族の娘で聖ヨハネ騎士団に所属する騎士。15歳で赤髪碧眼の美少女。戦闘では騎士道精神に則った正々堂々とした戦いを好む。九鬼水軍に居候している関係から織田軍に与力として加わっているが、戦闘時以外は、ひたすら食べるか、眠っている。
実は日本に来る前はマルタ包囲戦でオスマン帝国相手に戦い抜いた過去があり、そのときに長く厳しい飢餓状態を経験したことで空腹に怯えるようになり、人の十倍食べるようになってしまった。過去の経験から防衛戦を得意としており、木津川口の戦いに敗れた信奈に、コンスタンティノープル包囲戦を語り、自身が持ち込んでいた「フランキ砲」を供与して鉄甲船建造に協力している。
その後は、氏郷に同行して伊達軍の与力となり、北条軍との「神流川の戦い」では政宗の詐術に利用され、イスパニアからの援軍と詐称した「ドラゴン騎士団」（実際は伊達軍の騎馬鉄砲隊）を率いて北条軍を大いに動揺させた。しかし続く真田家との上田合戦では、用意周到に準備された上田城の防備の前に敗退、政宗に撤退を進言した。
ガスパール・カブラル
ドミヌス会の青年宣教師にして新ジパング支部長。聖遺骸となったザビエルと瓜二つの顔をしている。良晴を未来に強制送還しようとしたり、宗麟の心の弱さに付け込み大友家の軍事顧問となって九州に戦乱を起こすなど、暗躍している。本来のジパング支部長フランシスコ・カブラルを暗殺した疑惑のある、手段を選ばぬ冷酷な人物でもある。錬金術や占星術にも傾倒しており、「プラトン立体」という宝具で未来を観測することができる。ローマ帝国の崩壊で散り散りとなった古代の叡智を収集し、人類の黄金時代を蘇らせようとしている。最終目的は、ジパングの女王となった信奈をキリスト教の救世主「プレステ・ジョアン」として祭り上げ、キリスト教圏とイスラム教圏を融合して「人類が共存していた理想郷」を実現することである。自身より正確な未来を知る良晴を障害物と見なしており、排斥する機会を狙っていた。
宣教師になる前は貿易商として財を築くと同時に世界各地の宝具・神具・聖遺物を蒐集していたという触れ込みであるが、それらの経歴はすべて自己申告である。15巻で、九州から帰還途中の良晴と対面。「ジパングのオダノブナ」というフレーズをのぞいて過去の記憶がないことを明かしたうえで、本能寺の変の阻止にいったん失敗した良晴が天岩戸で再び時間遡行したのが自分だとする「二周目の相良良晴」仮説を提示した。その後、細川藤孝が自分よりも正確な未来の知識をもち、「場」の力を利用して信奈排斥を目論んでいることを知り、良晴に共闘を持ちかける（16巻）。その際に出会った光秀のただならぬ様子から、光秀こそが「本能寺の変」の首謀者だと確信、ヤスケに光秀暗殺を命じる。
ヤスケ
ガスパールの従者。信奈に似た雰囲気を持つ黒人の美少女。父親は南蛮人、母親はアフリカ出身の奴隷であったことから奴隷身分であったが、ガスパールに救われ、それ以降行動を共にしている。
忍者に匹敵する身体能力と南蛮渡来の暗殺術を備え、夜間行動を得意とする。ガスパールから光秀暗殺を命じられるが、光秀が信奈と共に戦うと決めたことから暗殺を中止（17巻）。関ヶ原の戦いでは織田軍の伝令・使者として働き、小早川隆景や高坂昌信に良晴からの密書を届けている。

#### 堺衆
今井 宗久（いまい そうきゅう）
声 - 前野智昭
堺の大店・納屋の主人にして茶人。片眼鏡をかけた大柄な壮年の男性（初見の良晴はドイツ人の将軍を連想した）。
信奈とその父・信秀とは旧知の間柄で、織田軍に鉄砲を納入する取引相手でもある。良晴が初めて境にきた数年前にたこ焼きを発案、独占販売して利益を得ていた。後に良晴開発の揚げたこ焼きの権利を得、独占販売する。
津田 宗及（つだ そうきゅう）
声 - 山本兼平
堺の大店・天王寺屋の主人で、堺商人自治組織「会合衆」の代表の座を巡って宗久と争っている。線が細く青白い顔をしている。
裏工作に長けており、堺の独立を守るために前久と組み、信奈の追落しを図る。
千利休（せん の りきゅう）
ゴスロリの黒装束に身を包む少女。キリシタンでありながら名茶人で、茶の湯にキリシタン様式を取り入れた新しい茶の湯を形成する。錬金術を会得しており、茶から金を錬成出来る他、武器として使える物質も製造する。9巻で信奈が鬼（義景）に急襲された際には、そうした物質を利用して一蹴した。官兵衛とは師弟関係である。その縁もあって、現在は織田家に身を寄せている。
愛らしいアニメ声をしているが、魔術師系のキャラを演じるため無口を貫いている。そのため、口を動かさずに、考えていることを相手に伝える特技を持っている。

#### その他の大名・武将
影の軍師（かげのぐんし）
織田家崩壊のために暗躍する謎の人物。当初は信奈を亡き者にしようとする前久に雇われ、軍師を務めていた。しかしその危険性から前久に見限られ、追放されることになったが、その際に軍資金を強奪して行方をくらませる。以降も信奈を付け狙っており、信奈と良晴の捏造した醜聞を世間にばら撒き織田家を窮地に追詰める。
前久曰く「名門の血筋をひきながら、性格は猛獣の如く凶悪、その武威は人外化生、知恵深く奸悪」と評しており、いざとなれば姫巫女すらも弑逆しかねないと語っている。
その正体は、信玄の実父・武田無人斎（信虎）。今や信繁や義信の遺志を継いだ信玄の天下統一を援助すべく、名前を偽り息を潜めて天下統一の最大の障害となる織田家への裏工作に動いていた。武田軍の東海道平定の報を聞くと、それに同調して雇い入れた浪人衆を引き連れ、かつて客将として滞在した伊勢の北畠家を乗っ取り、織田家に宣戦布告した。
六角 承禎（ろっかく じょうてい）
佐々木源氏の末裔たる南近江の大名。北近江の浅井家から、幼い長政を人質として差し出させていた。激化する乱世と斜陽の名家の運営という重圧から精神を病み、故に下剋上の象徴である姫武将を憎悪しており、それが高じて女であれば年端のいかない少女でさえ手を出す長政曰く「歪み切った好色漢」。
信奈の上洛軍の攻勢を受け、居城・観音寺城を捨て甲賀に逃亡、信奈包囲網に参加し、度々信奈を苦しめる。「弓の名手」としての一面もあり、大阪本猫寺合戦の際には「影の軍師」（信虎）の指示に従い、けんにょ・信奈を狙撃し間接的に良晴の記憶喪失を招いた。
信虎の伊勢蜂起に同調して伊賀・甲賀で蜂起、小勢で大垣城へ向かっていた仇敵・信奈を奇襲し、凌辱しようとするが駆け付けた家久に「士道不覚悟」と一喝され、銃撃された。その後、忍衆を率いて光秀不在の坂本城を奪取し、使者として訪れた義元を人質とするが、信奈を凌辱しようとした件で同じ東軍の両川姉妹を激怒させ、次に同じようなことをした場合、味方であっても容赦なく討つという脅しを受けていたため、手を出すことはなかった。近江の英雄である浅井長政（お市）が蜂起したことで、近江兵に次々と離反され、最後は義元に己の弱さを突き付けられて降伏、出家してキリシタンとなった。
朽木 元綱（くつき もとつな）
近江朽木城城主。あだ名は「信濃守」。越前から撤退する信奈を討取ろうとしたが、交渉に赴いた久秀に毒を盛られ、精神を破壊され傀儡になる。関ヶ原の戦いのときには蜂起した旧主、浅井長政（お市）に加勢しており、そのときには正気に戻っていたが、篭絡された後遺症か熟女趣味になっていた。
別所（べっしょ）
三木城城主で播磨の名門豪族。
格下の官兵衛が自分達に命令することに反感を抱いていたが、良晴の一喝により考えを改め、妹を人質として差し出し臣従した。その後、直家に籠絡された妻によって城を追放された。
別所 節子（べっしょ せつこ）
別所某の妹。良晴の下へ人質に出されることになっていた。
雑賀 孫市（さいか まごいち）
伊東 祐安（いとう すけやす）
日向を治める伊東家の一門。義弘が篭る加久藤城攻めの大将であったが、圧倒的兵力差に加えて肥後・相良軍の加勢に過信し突出したところを副将共々、義弘に討たれた。この大敗により伊東家は衰退、本領の日向を失うこととなった。
有馬 晴信（ありま はるのぶ）
肥前島原の姫大名。日野江城主。まだ幼いが熱心なキリシタン大名
国内最大勢力の龍造寺家の圧迫により臣従を迫られていたが、宗麟の仲介で攘夷路線（反キリシタン主義）から織田家に同調する開国路線への転換を決断した島津・大友連合軍に組することを決断。沖田畷の戦いでは家久の指揮下に入り、自身は良晴らと共に森岳城で龍造寺隆信と対峙した。
山名 豊国（やまな とよくに）
因幡の大名で鳥取城主。山陰の名門山名家の御曹司だが、優柔不断な性格で幾度となく立場を変えてきたため、将兵からの人望も低い。
下剋上によりかつて国を追われた際に鹿之助らの助力を借りて国主に復帰、因幡山名家の家督を継承したが、その後、毛利家の圧力に屈し、大恩ある鹿之助を二度に渡って裏切った過去がある。
織田・毛利の戦いでも織田方に組していたが、織田家の窮地と元春の怒涛の進撃を受け三度、毛利家に寝返る。その後、元春から但馬入りの先鋒を命じられるなかで、丹波入りを阻止せんとする鹿之助率いる決死隊の奇襲を受け、元春への恐怖から已むを得ず、鹿之助を討ち果たそうとするが、大恩ある義将・鹿之助を討つという命令を将兵らに拒否された挙句、逆に“恥知らずな主君”と非難され自身が追放の憂き目に遭う。しかし鹿之助に三度の裏切りを許されたことで今度こそ鹿之助の義心に殉じる覚悟を決め、但馬の大名である叔父・山名祐豊に助力を乞い、鹿之助に助力する。
なお一連の顛末を聞いた元春は、怒りよりもその義心のみで豊国を心腹せしめた生涯の宿敵である鹿之助を称賛していた。
波多野 秀治（はたの ひではる）
丹波国の大名で八上城主。まだ若輩だが、かつて赤井直正と共に、三好政権についぞ屈しなかったほどの煮ても焼いても食えないしぶとい男。
当初は、光秀の丹波平定に協力していたが、光秀が転戦しているあいだに独立を画策し、反織田陣営に寝返った。その後、丹波の国人を束ね、天然の要害たる八上城に籠城、山岳地帯の地の利を生かし、畿内方面軍である明智軍を大いに苦しめる。愛娘である光秀を救うべく単身、八上城に現れたお牧の方を捕らえ、その身柄と引き換えに信奈を裏切るよう光秀に迫る。しかし鹿之助の働きにより山名家の寝返りによって毛利軍の援軍は望めなくなり、援軍として現れた相良軍団により切り札であったお牧の方も奪還されたことで計画は頓挫、光秀に降伏するがお牧の方の取り成しもあり、隠居と八上城の明け渡しと引き換えに助命された。
太田 三楽斎（おおた さんらくさい）
武蔵の武将。坂東武者を体現する硬骨漢。北条家と長年に渡って関東で戦い続けており、武蔵の居城を奪われても「打倒北条」に燃えている。現在は常陸の佐竹家に身を寄せており、政宗の関東遠征に寄騎として加勢する。
北条家の風魔忍者には長年苦しめられ、一族郎党が北条家に寝返ったりした経験から、犬を最後の希望として軍犬に育て上げて伝令犬（通称、犬わんわん）として用いて、犬の諜報網を確立した。現に三楽斎の犬によって風魔忍者の諜報活動が制限されている。
佐竹 義重（さたけ よししげ）
常陸の大名。“坂東太郎”の異名を持つ熱血漢。かつて政宗とは摺上原の戦いで戦ったが、蘆名家の滅亡に伴い、義娘の猫姫を政宗の義妹として和睦し、政宗の養父となっている。三楽斎同様に長年、北条家の圧力に晒されていることから、政宗の関東遠征に寄騎として加勢する。

#### その他の人物（戦国世界）
木下 藤吉郎（きのした とうきちろう）
声 - 田坂浩樹 / 塩屋翼
今川軍の足軽。五右衛門の前の主君である。戦場へタイムスリップしてきた良晴が松平元康に討たれかけていたところを救う。女の子にモテたいなどの思想の一致から良晴と意気投合し、2人で織田家へ仕官しようとした。しかしその直後、流れ弾に当たってあえなく落命。
五右衛門によれば「億人に一人という強烈な「気」を生まれながらに身に帯びた、日輪の子だった」とのこと。後に天下人・豊臣秀吉となるはずの藤吉郎の早すぎる死により、その役割を良晴が担うことになる。
杉谷 善住坊（すぎたに ぜんじゅうぼう）
声 - 浜田賢二
甲賀の忍びで、鉄砲による暗殺を得意とする百発百中の殺し屋。殺しが何よりも好きな殺人狂であり、金を貰えば誰でも殺す生粋の暗殺者。信奈暗殺の仕事を2回（3巻、4巻）受けるが、いずれも失敗。次いで武田陣中で信玄の命を狙うが、これも失敗（5巻）。信玄に斬られかけたが生き延びており、その後は戦況を見つめる僧となった。岐阜では病に斃れた斎藤義龍の最期を見送る。関ヶ原では相討ち直前だった良晴と長宗我部信親を救う（18巻）。
曲直瀬 ベルショール（まなせ ベルショール）
60歳を過ぎた仙人風の男性で、足利将軍のお抱え医を務めたこともある名医。腕は確かだが、スケベなのが玉に瑕。本来は東洋医だったが南蛮医術にも通じている。松永久秀とは浅からぬ縁がある。
「ベルショール」とはルイズに洗礼を受けた時の洗礼名であり、本名は「道三」。
芦屋 道海（あしや どうかい）
蘆屋道満の子孫で「英賀のおばば」と呼ばれる陰陽師。長寿の薬で延命しているため、かなりの高齢（100歳や200歳ではきかないらしい）。
官兵衛の師匠であり、官兵衛を救出しようとする良晴に協力する（9巻）。
果心 居士（かしん こじ）
京に現れた講釈師。その正体は、蘭奢待の効能により仙千代の身体に魂を移し替えた久秀。
狩野 永徳（かのう えいとく）
画家。信奈の依頼により、途中で止まっていた洛中洛外図屏風を描き上げる。
長谷川 等伯（はせがわ とうはく）
画家。
朧月夜（おぼろづきよ）→小野 お通（おの おつう）
京に突如現れた茶器専門の盗賊。
作者の著書『姫狐の召使い』の登場人物。
京極 竜子（きょうごく たつこ）
今川義元の侍女。近江の名門京極家の姫であったが、京極家が浅井家の下剋上により没落した後、織田家の上洛戦の際に臣従して人質とされていた。幼少期から苦難を味わったことから世俗に動じない性格。元々書痴で製本作業を好み、織田家の人質となってからはそれに没頭していた。今川家と並ぶ名家出身だという理由で義元の侍女としてスカウトされ、それ以来義元に振り回される日々を送っている。関ヶ原の戦いでは、小野お通と共に、六角承禎軍に占拠された坂本城に使者として赴く義元の道案内役として同行したところ、捕縛される。東軍に寝返って坂本城で西軍を足止めするよう承禎に強要され、義元とお牧の方の身の安全を条件に已む無く承諾する。（16巻）
石川 一宗（いしかわ かずむね）
丹波の忍衆の大頭を務める少女。波多野秀治によれば「いかなる場所にも忍び込める『盗みの達人』」。心の臓をしばらくの間、己の意思で停止させて死体を偽装する「隠形滅殺の術」を得意とする（17巻）。紅瞳（あかめ）の持ち主であり、目鼻を忍者頭巾で隠している。大人びているが、30文字以上のセリフを喋ると噛んでしまう。
丹波石川流宗家・石川小六の娘で、五右衛門の生き別れの妹である。幼名は長松。当時の大頭の許で人質としての生活を強いられていた。その後、母親は任務中に死亡、父親と姉（五右衛門）は頭目と対立して出奔してしまったため、置き捨てられた長松は抜け忍の娘として辛酸をなめて育った。自分を見捨てた父と姉を恨んでいる。
その後、独力で大頭の地位を獲得し、「石川一宗」を名乗って波多野家に仕える。秀治の命で光秀の母・お牧の方の警護の任に就き、地の利を活かして光秀が送る忍びを暗殺するなど明智隊を苦しめるが、九州から舞い戻った姉・五右衛門とは互角の戦いとなり、その隙にお牧の方の身柄を奪還されてしまう（15巻）。抜け忍の娘であったために敵が多かったこともあって、この任務失敗により大頭の地位を失い、丹波を出る。五右衛門への恨みを捨てることができず、引き続き五右衛門と闘う道を選んだが、徳川家の離反に本田正信が関わっている疑惑を良晴から聞き、徳川軍の内情を探るべく清州城に五右衛門と潜入する（16巻）。
容貌も体格も口調も姉の五右衛門によく似ている。信奈も良晴も、一宗をはじめて見た際には、五右衛門が悪ふざけで別人のふりをしていると信じて疑わなかった。

#### その他の人物（現在世界）
良晴の父（よしはるのちち）
良晴の実父。本名不明。職業は建築家で、海外および国内でテナントビルの建築などを手掛けている。海外各地に愛人がいて、世界規模のハーレムを作っているという噂がある。本人は否定しているが怪しい。過去にSF小説を書いていたが、突拍子もない内容ばかりでデビューできなかったという黒歴史を持つ。
建設現場用の特別強化仕様のスマートフォンを良晴に与えた（3巻末尾の金ヶ崎からの退却の際に信奈に手渡され、それ以降信奈の手元にある）。息子にも自分と同じ熱い血潮が流れていることを理解しているようである。
良晴の母（よしはるのはは）
良晴の実母。本名不明。職業不明。夫とは非常に仲睦まじいが、夫の世界規模ハーレムの噂を疑っており、その話が出ると包丁を研ぎ出す。そんな夫婦漫才の様子を、良晴は「リア充夫婦」と評している。
水城 秀一（みずき しゅういち）
良晴の同級生。横浜在住の高校生である。現代に舞い戻った良晴に5000円貸している。（→#関連作品参照）

#### アニメ版オリジナルキャラクター
林 通勝（はやし みちかつ）
声 - 岩瀬周平
信勝の家臣。男性。かつては信勝と共に信奈への謀反に加わったが失敗、しかし信奈に許された。
寄木の半七（よせぎのはんしち） / 八剣 六郎太（やつるぎ ろくろうた）
声 - 杉崎亮（寄木） / 相馬 康一（八剣）
川並衆。前野長康らと共に五右衛門や良晴を盛り立てる。共に金ヶ崎の撤退戦で良晴を庇って戦死する。
富塚 元繁（とみづか もとしげ） / 岡崎 忠実（おかざき ただざね）
声 - 松本忍（富塚） / 岩瀬周平（岡崎）
義元の家臣。男性。タイムスリップ直後の良晴を襲った武将。桶狭間の戦いでは旗本衆として義元の側に控えた。
堀田 道空（ほった どうくう）
道三の家臣。男性。長良川の戦いでは最後まで道三に従うが、脱出の途中に義龍軍の攻撃を受けて戦死する。
赤尾 清綱（あかお きよつな） / 雨森 弥兵衛（あめのもり やへえ）
声 - 岩瀬周平（赤尾） / 赤羽根健治（雨森）
浅井長政の家臣。男性。長政と共に尾張を訪れる。後に久政が織田家との手切れを決めると、そのクーデターに従う。
長井 隼人正（ながい はやとのかみ） / 岸 勘解由（きし かげゆ） / 多治見 修理（たじみ しゅり）
声 - 相馬康一（長井） / 杉崎亮（岸） / 岩瀬周平（多治見）
義龍の家臣。男性。若手の足軽大将だが、美濃三人衆を軽んじる義龍には信用されている。美濃三人衆に代わって重臣に成り上がることを期待されていたが、戦には敗れた。
三好 長逸（みよし ながゆき） / 三好 政康（みよし まさやす）
声 - 岩瀬周平（長逸） / 山本兼平（政康）
信奈が上洛する以前に京で勢力を持っていた三好家の重臣・三好三人衆。男性。同じく三好家臣の松永久秀とともに織田家に対抗するが、摂津での戦いに敗北し四国へと後退する。
溝尾 庄兵衛（みぞお しょうべえ）
声 - 岩瀬周平
信奈の家臣。男性。清水寺残留を命じられた明智光秀に従う。
真柄 直隆（まがら なおたか） / 真柄 直澄（まがら なおずみ）
声 - 小松未可子（直隆） / 高森奈津美（直澄）
義景の家臣。女性。大剣を振るう猛将姉妹として知られ、朝倉・浅井両軍の挟撃を受けて越前から撤退する織田軍を追撃する。比叡山の戦いでも奮戦するも、勝家の活躍で敗北し捕えられる。
朝倉 景健（あさくら かげたけ）
声 - 荻野晴男
義景の家臣。男性。側近として義景らと共に比叡山へ籠もる。

## ドラマCD
2010年1月22日、HOBiRECORDSより発売（2009年末開催のコミックマーケット77で先行販売）。小説1巻を元に構成されているが、エピソードの一部が省略されているため、小説を読んでいないとわかりづらい部分がある。ボーナストラックとして担当声優のコメントが収録されている。
また、ドラマCD化を記念し、2009年12月9日より期間限定のWebラジオ『皆口裕子の野望』が配信された。
スタッフ
- 原作・監修 - 春日みかげ
- ジャケットイラスト - みやま零
- 構成・脚本 - 白瀧由裕
- 制作・発売 - ホビボックス

## その他
- 2巻以降ではアニメイト限定版が発売された。内容は通常版と同様だがカバー表紙絵が異なっており、アニメイトの店舗およびネット通販にて購入出来た（現在はいずれも品切れ）。
- 2015年9月に発売された新装版1-10巻+全国版外伝「邪気眼竜政宗」発売時にアニメイトにて期間限定「織田信奈の野望 天下統一フェア」が開催された[208]。期間中に該当地域のアニメイト店舗にて新装版を購入するとアニメイト特典「相良良晴、○○○○にお仕えするの巻」という短編小説が付属される（期間内でも特典がなくなり次第終了予定）。各地域に対応したヒロインは以下の通り。
  - 北海道・東北地方・・・伊達政宗
  - 関東地方・・・武田信玄
  - 北陸地方・・・上杉謙信
  - 東海地方・・・今川義元
  - 近畿地方・・・明智光秀
  - 中国・四国地方・・・小早川隆景
  - 九州地方・・・島津家久&相良義陽

また新装版1-10巻+全国版外伝「邪気眼竜政宗」を一括購入した場合のみ全7種の短編小説が付属される（詳細は「KADOKAWA×アニメイト『織田信奈の野望天下統一フェア」を参照）。他にも東京・名古屋の一部書店では、作者・春日みかげのインタビューなどが掲載された小冊子「尾張新聞」が配布された。
- 各巻の執筆時に春日みかげは舞台となる古戦場などの取材を行っていて、各巻あとがきやイラスト担当・みやま零のブログにそのことへの言及がある。本作中に登場する地理描写に、取材成果の一端がうかがえる。21巻あとがきに、取材した場所が列挙されている（全部ではない）。
- 2011年2月20日付読売新聞の書評欄において本書が紹介された。同欄内のコラム「本のソムリエ」で、試験勉強で疲れたときの気分転換のために「想像の世界に入り込んでしまうような非現実的な本を教えてください」という高校2年生からの質問に対し、回答者の山田真哉は「非現実的」かつ「勉強の世界にもつながる」小説として野村美月『文学少女と死にたがりの道化』とならべ、本書を推薦している[16]。

## 既刊一覧

### 小説
- 春日みかげ（著） / みやま零（イラスト）、ソフトバンククリエイティブ〈GA文庫〉→KADOKAWA〈富士見ファンタジア文庫〉、全32巻
本編
10巻まではソフトバンククリエイティブ〈GA文庫〉から、11巻以降は KADOKAWA〈富士見ファンタジア文庫〉から刊行。
  1. 『織田信奈の野望』2009年8月31日初版第一刷発行（8月15日発売[210]）、ISBN 978-4-7973-5450-8
  2. 『織田信奈の野望2』2010年2月28日初版第一刷発行（2月15日発売[211]）、ISBN 978-4-7973-5744-8
  3. 『織田信奈の野望3』2010年5月31日初版第一刷発行（5月15日発売[212]）、ISBN 978-4-7973-5875-9
  4. 『織田信奈の野望4』2010年9月30日初版第一刷発行（9月15日発売[213]）、ISBN 978-4-7973-6123-0
  5. 『織田信奈の野望5』2011年2月28日初版第一刷発行（2月15日発売[214]）、ISBN 978-4-7973-6222-0
  6. 『織田信奈の野望6』2011年6月30日初版第一刷発行（6月15日発売[215]）、ISBN 978-4-7973-6442-2
  7. 『織田信奈の野望7』2011年11月30日初版第一刷発行（11月15日発売[216]）、ISBN 978-4-7973-6749-2
  8. 『織田信奈の野望8』2012年3月31日初版第一刷発行（3月15日発売[217]）、ISBN 978-4-7973-6898-7
  9. 『織田信奈の野望9』2012年7月31日初版第一刷発行（7月15日発売[218]）、ISBN 978-4-7973-7000-3
  10. 『織田信奈の野望10』2013年3月31日初版第一刷発行（3月15日発売[219]）、ISBN 978-4-7973-7234-2
  11. 『織田信奈の野望 全国版11』2014年4月25日初版発行（4月19日発売[220]）、ISBN 978-4-04-712970-2
  12. 『織田信奈の野望 全国版12』2014年10月25日初版発行（10月18日発売[221]）、ISBN 978-4-04-070290-2
  13. 『織田信奈の野望 全国版13』2015年5月25日初版発行（5月20日発売[222]）、ISBN 978-4-04-070291-9
  14. 『織田信奈の野望 全国版14』2016年1月25日初版発行（1月20日発売[223]）、ISBN 978-4-04-070704-4
  15. 『織田信奈の野望 全国版15』2016年5月25日初版発行（5月20日発売[224]）、ISBN 978-4-04-070896-6
  16. 『織田信奈の野望 全国版16』2016年9月25日初版発行（9月17日発売[225]）、ISBN 978-4-04-070900-0
  17. 『織田信奈の野望 全国版17』2017年1月20日初版発行（同日発売[226]）、ISBN 978-4-04-072171-2
  18. 『織田信奈の野望 全国版18』2017年5月20日初版発行（同日発売[227]）、ISBN 978-4-04-072304-4
  19. 『織田信奈の野望 全国版19』2017年9月20日初版発行（同日発売[228]）、ISBN 978-4-04-072306-8
  20. 『織田信奈の野望 全国版20』2018年2月20日初版発行（同日発売[229]）、ISBN 978-4-04-072312-9
  21. 『織田信奈の野望 全国版21』2018年12月20日初版発行（同日発売[230]）、ISBN 978-4-04-072763-9
  22. 『織田信奈の野望 全国版22』2019年6月20日初版発行（同日発売[231]）、ISBN 978-4-04-072764-6

短編
KADOKAWA〈富士見ファンタジア文庫〉から刊行。
  1. 『織田信奈の野望 安土日記1 本能寺茶会騒動録』2015年9月25日初版発行（9月19日発売[232]）、ISBN 978-4-04-070705-1
  2. 『織田信奈の野望 安土日記2 小早川隆景の初恋』2018年1月20日発売[233]、ISBN 978-4-04-070897-3
  3. 『織田信奈の野望 安土日記3 食いしん坊将軍 今川義元漫遊記』2018年6月20日発売[234]、ISBN 978-4-04-072765-3

外伝
『邪気眼竜政宗』はソフトバンククリエイティブ〈GA文庫〉から、『天と地と姫と』（全5巻）は KADOKAWA〈富士見ファンタジア文庫〉から刊行。
  1. 『織田信奈の野望外伝 邪気眼竜政宗』2012年12月31日初版第一刷発行（12月15日発売[235]）、ISBN 978-4-7973-7209-0
  2. 『天と地と姫と1 上杉謙信 龍の誕生 織田信奈の野望 全国版』2016年9月25日初版発行（9月17日発売[236]）、ISBN 978-4-04-072002-9
  3. 『天と地と姫と2 武田信玄 虎の覚醒 織田信奈の野望 全国版』2016年10月25日初版発行（10月20日発売[237]）、ISBN 978-4-04-072003-6
  4. 『天と地と姫と3 川中島 龍虎の邂逅 織田信奈の野望 全国版』2017年2月18日初版発行（同日発売[238]）、ISBN 978-4-04-072170-5
  5. 『天と地と姫と4 川中島 龍の上洛 信奈の上洛 織田信奈の野望 全国版』2017年6月20日発売[239]、ISBN 978-4-04-072333-4
  6. 『天と地と姫と5 流星光底 川中島の伝説 織田信奈の野望 全国版』2017年10月20日発売[240]、ISBN 978-4-04-072334-1

特別編
KADOKAWA〈富士見ファンタジア文庫〉から刊行。
  1. 『織田信奈の学園』2021年1月20日発売[241]、ISBN 978-4-04-073885-7

### 小説・新装版
- GA文庫から刊行されていた1-10巻と外伝1巻について、文章を大幅に改稿したもの。
- 著者・イラスト担当はGA文庫版と同じ。KADOKAWA〈富士見ファンタジア文庫〉から刊行。全11巻。
- 『織田信奈の野望 全国版』という、11巻以降と共通タイトルである。なお、この新装版1-10巻よりも前に、『全国版』11-13巻が刊行されている。
- 1巻のみ、GA文庫版と異なる表紙イラストを使用。
- 2-10巻それぞれの末尾には、書き下ろしの特別短編を収める。

1. 『織田信奈の野望 全国版1』2015年9月25日初版発行（9月19日発売[242]）、ISBN 978-4-04-712949-8
2. 『織田信奈の野望 全国版2』2015年9月25日初版発行（9月19日発売[243]）、ISBN 978-4-04-712950-4
3. 『織田信奈の野望 全国版3』2015年9月25日初版発行（9月19日発売[244]）、ISBN 978-4-04-712951-1
4. 『織田信奈の野望 全国版4』2015年9月25日初版発行（9月19日発売[245]）、ISBN 978-4-04-070159-2
5. 『織田信奈の野望 全国版5』2015年9月25日初版発行（9月19日発売[246]）、ISBN 978-4-04-070154-7
6. 『織田信奈の野望 全国版6』2015年9月25日初版発行（9月19日発売[247]）、ISBN 978-4-04-070155-4
7. 『織田信奈の野望 全国版7』2015年9月25日初版発行（9月19日発売[248]）、ISBN 978-4-04-070157-8
8. 『織田信奈の野望 全国版8』2015年9月25日初版発行（9月19日発売[249]）、ISBN 978-4-04-070158-5
9. 『織田信奈の野望 全国版9』2015年9月25日初版発行（9月19日発売[250]）、ISBN 978-4-04-070156-1
10. 『織田信奈の野望 全国版10』2015年9月25日初版発行（9月19日発売[251]）、ISBN 978-4-04-070160-8
11. 『織田信奈の野望 全国版外伝 邪気眼竜政宗』2015年9月25日初版発行（9月19日発売[252]）、ISBN 978-4-04-070678-8

### 漫画
『織田信奈の野望』
- 原作本編に沿ったストーリーとなっている。
- 春日みかげ（原作） / 青刃時雨（作画）、角川書店→KADOKAWA〈角川コミックス・エース〉、全6巻
  1. 2012年2月24日初版発行（2月23日発売[253]）、ISBN 978-4-04-120135-0
  2. 2012年7月6日初版発行（7月5日発売[254]）、ISBN 978-4-04-120341-5
  3. 2013年1月24日初版発行（1月23日発売[255]）、ISBN 978-4-04-120595-2
  4. 2013年6月23日初版発行（6月22日発売[256]）、ISBN 978-4-04-120795-6
  5. 2013年12月27日初版発行（12月26日発売[257]）、ISBN 978-4-04-120958-5
  6. 2014年8月10日初版発行（8月9日発売[258]）、ISBN 978-4-04-101913-9

『織田信奈の野望 ひめさまといっしょ』
- 原作を題材としたスピンオフ作品で、「ドキッ!美少女だらけの戦国時代」と銘打ち[259]、信奈ら姫武将たちの日常をコミカルに描いている。
- 春日みかげ（原作） / みなづきふたご（作画）、富士見書房〈ドラゴンコミックスエイジ〉、全2巻
  1. 2012年3月8日初版発行（3月7日発売[260]）、ISBN 978-4-04-712786-9
  2. 2012年7月6日初版発行（7月5日発売[261]）、ISBN 978-4-04-712815-6

### 関連書籍
- 『織田信奈の野望 姫武将録』2017年5月20日発売[262]、ISBN 978-4-04-072309-9

## テレビアニメ
| 原作                         | 春日みかげ（GA文庫 / ソフトバンククリエイティブ） |
| キャラクター原案             | みやま零                                          |
| 監督                         | 熊澤祐嗣                                          |
| シリーズ構成・脚本           | 鈴木雅詞                                          |
| キャラクターデザイン         | 高品有桂                                          |
| 総作画監督                   | 高品有桂、宮前真一                                |
| 美術監督                     | 小田理恵                                          |
| 色彩設計                     | 大野春恵                                          |
| 撮影監督                     | 川下裕樹                                          |
| 編集                         | 木村佳史子                                        |
| 音楽                         | 高梨康治                                          |
| 音楽制作                     | ポニーキャニオン                                  |
| 音響監督                     | 本山哲                                            |
| プロデューサー               | 石原良一、立崎孝史 宮崎誠司、田中利明             |
| アニメーションプロデューサー | 橋本健太郎                                        |
| アニメーション制作           | Studio五組×マッドハウス                           |
| 製作                         | 織田信奈の野望製作委員会                          |

2012年1月17日にテレビアニメ化が発表され、同年7月から9月にかけてテレビ東京・AT-Xほかにて放送された。全12話。最終回の翌週には総集編が放送された。
ナレーションは光明寺敬子が務める。

### 製作
監督の熊澤祐嗣はアニメーション制作を担当するマッドハウスの過去作品に参加していた流れで声をかけられたことから、キャラクターデザイン・総作画監督の高品有桂は同じくStudio五組の社長に誘われてオーディションに参加したことから、それぞれ起用された。
アソシエイトプロデューサーの青木隆夫はライトノベル好きが高じ、書店でたまたま手に取った原作の第1巻のみやま零による表紙の絵に惹かれ、添えてあった作品の世界観やキャラクターを説明するリーフレットからも面白い題材と思ったことが、本作のテレビアニメ化のきっかけとなった。やがて、2010年にStudio五組を立ち上げた青木らが親しいポニーキャニオンの担当者に本作のテレビアニメ化を提案したところ、担当者も本作を読んでいたためにすぐ動いてくれることとなった。青木は、本作に強く惹かれたところとして「春日みかげによるキャラクターのキャッチーさ」、「ストーリーが史実に沿っていること」、「歴史解釈にフォーカスすることで、作品にシリアスさや重厚感が生まれていること」の3点を挙げている。
女性が戦っている世界ではあるが、それを支える男性の頑張りようや合戦シーンの死にざまもきちんと見せるように意識されており、それを踏まえたうえで作品にメリハリを付ける上で大きな役割を果たすねねや、織田家の当主としての責任を果たそうとしながらどこかで無理をしている信奈は、彼女の理解者である未来人の良晴との交流も含めて注力して描かれている。それと並行し、青木は1クールという限られた尺で「金ヶ崎の退き口までは描きたい」という希望を実現させるため、シリーズ構成・脚本の鈴木雅詞と議論を重ねた。
1話あたりのカット数は第9話放送終了時点で平均310カットと、Studio五組が本作の前に手掛けた『咲-Saki-阿知賀編』の平均350カットに比べて少なめであるが、作業の効率化を図れる一方で1シーンを長く見せる必要があるために単調で飽きやすいフィルムになりがちなところをあえてそうしたのは意図的であり、視聴者が長い時間見ても気にならない止め絵や重要なシーンを総作画監督の高品と宮前真一にきっちり描き込んでもらい増やすことで、カット数を節約した。また、合戦シーンでは3DCGの歩兵や馬のモデリングを活用して画面密度の高い重厚な戦闘シーンが描かれているが、それは監督の熊澤らスタッフやクリエイターの頑張りようやチームワークの良さなど、作り手の意識の高さと情熱がフィルムに反映されたものである旨を青木は自負している。

### 主題歌
オープニングテーマ「Link」
作詞 - 深青結希 / 作曲 - 若林充 / 編曲 - 草野よしひろ / 歌 - 愛美
エンディングテーマ「ヒカリ」
作詞 - 深青結希 / 作曲 - 若林充 / 編曲 - 佐藤準 / 歌 - みずたまきの

### 各話リスト
| 話数     | サブタイトル       | 絵コンテ          | 演出            | 作画監督                            | 総作画監督                 | 原作収録巻 |
| -------- | ------------------ | ----------------- | --------------- | ----------------------------------- | -------------------------- | ---------- |
| 第一回   | 信奈とサル         | 熊澤祐嗣          | 熊澤祐嗣 雪村愛 | 高品有桂、吉川真一                  | 高品有桂                   | 第1巻      |
| 第二回   | 織田家、お家騒動   | 数井浩子          | 津田義三        | 服部憲知、秋田英人                  | 高品有桂 宮前真一          | 第1巻      |
| 第三回   | 美濃動乱           | 熊澤祐嗣          | 阿部雅司        | 小畑賢                              | 高品有桂 宮前真一          | 第1巻      |
| 第四回   | 風雲!桶狭間!       | 熊澤祐嗣 村岡朋美 | 村岡朋美        | 小嶋慶祐                            | 高品有桂 宮前真一          | 第1巻      |
| 第五回   | 天才軍師調略       | 香月邦夫          | 上田繁          | 日下岳史、赤尾良太郎                | 高品有桂 宮前真一          | 第2巻      |
| 第六回   | 墨俣一夜城         | 天衝              | 岩崎太郎        | 高炅楠                              | 高品有桂 宮前真一          | 第2巻      |
| 第七回   | 信奈上洛           | 数井浩子          | 清水明          | 服部憲知、秋田英人                  | 高品有桂 宮前真一 吉川真一 | 第3巻      |
| 第八回   | 黄金の自由都市・堺 | 大原実            | 久保山英一      | 小畑賢、市野まりあ 谷圭司           | 高品有桂 宮前真一          | 第3巻      |
| 第九回   | 清水寺攻防         | 伊藤尚往          | 村岡朋美        | 小嶋慶祐、金容植 山崎輝彦           | 高品有桂 宮前真一 吉川真一 | 第3巻      |
| 第十回   | 信奈絶体絶命       | 大原実            | 布施康之        | 須永正博、岡田正和 藤本真由、原修一 | 高品有桂 宮前真一 吉川真一 | 第4巻      |
| 第十一回 | 金ヶ崎の退き口     | 雪村愛            | 雪村愛          | 高炅楠                              | 高品有桂 宮前真一          | 第4巻      |
| 最終回   | 天下布武           | 熊澤祐嗣          | 熊澤祐嗣        | 宮前真一、吉川真一                  | 高品有桂                   | オリジナル |

### 放送局
| 放送地域   | 放送局     | 放送期間                | 放送日時                     | 放送系列          | 備考                            |
| ---------- | ---------- | ----------------------- | ---------------------------- | ----------------- | ------------------------------- |
| 関東広域圏 | テレビ東京 | 2012年7月9日 - 9月24日  | 月曜 1:05 - 1:35（日曜深夜） | テレビ東京系列    |                                 |
| 日本全域   | AT-X       | 2012年7月9日 - 9月24日  | 月曜 8:30 - 9:00             | CS放送            | リピート放送あり                |
| 韓国全域   | ANIPLUS    | 2012年7月11日 - 9月26日 | 水曜 0:30 - 1:00（火曜深夜） | CS放送 ネット配信 | リピート放送あり 韓国語字幕あり |
| 愛知県     | テレビ愛知 | 2012年7月11日 - 9月26日 | 水曜 2:30 - 3:00（火曜深夜） | テレビ東京系列    |                                 |
| 大阪府     | テレビ大阪 | 2012年7月15日 - 9月30日 | 日曜 2:25 - 2:55（土曜深夜） | テレビ東京系列    |                                 |

| 放送地域 | 放送局             | 放送期間                | 放送日時                  | 放送系列   | 備考                          |
| -------- | ------------------ | ----------------------- | ------------------------- | ---------- | ----------------------------- |
| 日本全域 | ニコニコ生放送     | 2012年7月16日 - 10月1日 | 月曜 0:00更新（日曜深夜） | ネット配信 |                               |
| 日本全域 | ニコニコチャンネル | 2012年7月16日 - 10月1日 | 月曜 0:30更新（日曜深夜） | ネット配信 | 第1話は無料 最新話は1週間無料 |
| 日本全域 | あにてれ           | 2012年7月16日 - 10月1日 | 月曜 12:00更新            | ネット配信 | 第1話は無料 最新話は1週間無料 |
| 日本全域 | バンダイチャンネル | 2012年7月16日 - 10月1日 | 月曜 12:00更新            | ネット配信 | 第1話は無料 最新話は1週間無料 |

### Webラジオ
『伊藤かな恵・矢作紗友里のデアルカラジオ』のタイトルで、2012年6月19日から同年10月30日までHiBiKi Radio Stationで配信されていた。毎週火曜日更新。
パーソナリティ
- 伊藤かな恵（織田信奈 役）、矢作紗友里（明智光秀 役）

ゲスト
- 第3回（2012年7月3日） - 福圓美里（前田犬千代 役）
- 第4回（2012年7月10日） - 江口拓也（相良良晴 役）
- 第5回（2012年7月17日） - 愛美
- 第7回（2012年7月31日） - 北方奈月（ねね 役）
- 第9回（2012年8月14日） - 松嵜麗（丹羽長秀 役）
- 第11回（2012年8月28日） - 小倉唯（竹中半兵衛 役）
- 第13回（2012年9月11日） - 熊澤祐嗣監督
- 第14回（2012年9月18日） - 金田朋子（蜂須賀五右衛門 役）
- 第16回（2012年10月2日） - 生天目仁美（柴田勝家 役）
- 第18回（2012年10月16日） - 三森すずこ（松平元康 役）
- 特別版（ラジオCD vol.2） - 加藤英美里 (津田信澄 役）
- 特別版（ラジオCD vol.3） - 江口拓也（相良良晴 役）

ラジオCD
| 巻    | 発売日        | 収録回          | 規格品番  |
| ----- | ------------- | --------------- | --------- |
| vol.1 | 2013年4月12日 | 第1回 - 第4回   | DARK-0001 |
| vol.2 | 2013年5月24日 | 第5回 - 第12回  | DARK-0002 |
| vol.3 | 2013年7月21日 | 第13回 - 第20回 | DARK-0003 |

### 関連商品

#### BD / DVD
| 巻数   | 発売日        | 収録話            | 規格品番   | 規格品番   | 特典 |
| 巻数   | 発売日        | 収録話            | BD         | DVD        | 特典 |
| ------ | ------------- | ----------------- | ---------- | ---------- | --- |
| 1      | 2012年9月5日  | 第一回、第二回    | PCXG-50171 | PCBG-51571 | ドラマCD「激闘、スイカ割り」 |
| 2      | 2012年10月3日 | 第三回、第四回    | PCXG-50172 | PCBG-51572 | |
| 3      | 2012年11月7日 | 第五回、第六回    | PCXG-50173 | PCBG-51573 | ドラマCD「戦国混浴露天風呂の惨劇 湯の中に隠された秘密 欲望渦巻く温泉に血の花が咲いた!」                                           |
| 4      | 2012年12月5日 | 第七回、第八回    | PCXG-50174 | PCBG-51574 | 「戦国群雄シリーズ（4）拡大号」、コミック（「織田信奈の野望〜出張編〜」、 「織田信奈の野望 ひめさまといっしょ〜特別版!その2〜」） |
| 5      | 2013年1月9日  | 第九回、第十回    | PCXG-50175 | PCBG-51575 | 「戦国群雄シリーズ（5）」ドラマCD「『マツタケのベタで危険な香り』」                                                               |
| 6      | 2013年3月1日  | 第十一回、最終回  | PCXG-50176 | PCBG-51576 | 「戦国群雄シリーズ（6）拡大号」、コミック（「織田信奈の野望〜出張編〜」、 「織田信奈の野望 ひめさまといっしょ〜特別版!その3〜」） |
| 総集編 | 2013年4月17日 | 総集編            | PCXG-50177 | PCBG-51577 | |
| BOX    | 2014年9月17日 | 全十二回 + 総集編 | PCXG-60059 |            | 単品版特典のドラマCDはきゃにめ通販に付属 （ただしキャストコメントはカット）                                                       |

#### CD
| 発売日         | タイトル                                                                     | 規格品番   |
| -------------- | ---------------------------------------------------------------------------- | ---------- |
| 2012年9月5日   | 織田信奈の野望 歌姫01 Music of the different world 織田信奈/蜂須賀五右衛門   | PCCG-70151 |
| 2012年9月5日   | 織田信奈の野望 歌姫02 Music of the different world 前田犬千代/柴田勝家       | PCCG-70152 |
| 2012年9月5日   | 織田信奈の野望 歌姫03 Music of the different world 明智光秀/丹羽長秀         | PCCG-70153 |
| 2012年9月19日  | 織田信奈の野望 歌姫04 Music of the different world 竹中半兵衛/梵天丸         | PCCG-70154 |
| 2012年9月19日  | 織田信奈の野望 歌姫05 Music of the different world ルイズ・フロイス/松平元康 | PCCG-70155 |
| 2012年10月17日 | 織田信奈の野望 -劇伴集- ORIGINAL SOUNDTRACK                                  | PCCG-01300 |
| 2013年4月20日  | 織田信奈の野望 ベストアルバム 歌姫集                                         | BRCG-00018 |

#### 書籍
- 『織田信奈の野望 スペシャルファンブック〜信奈の軌跡〜』 ポニーキャニオン〈ぽにきゃんBOOKS〉、2013年4月20日発売[271]、ISBN 978-4-901637-91-6

### ソーシャルゲーム
GREE用ソーシャルゲームとして2012年8月31日配信開始。サービス提供はインデックス。ユーザー登録は10万人を突破した。現在はサービス終了。

### パチンコ・パチスロ
パチンコ
- CR織田信奈の野望（西陣、2016年）
- CR織田信奈の野望II（西陣、2018年）
- P織田信奈の野望 全国版（西陣[注 56]、2021年）
- P織田信奈の野望 下剋上（高尾、2025年）

パチスロ
- 戦国美少女 織田信奈の野望（ディ・ライト、2017年）
- S織田信奈の野望 全国版（スパイキー[注 57]、2023年）

## コラボレーション
テレビアニメ
- 2012年7月24日から同年8月23日まで、パセラリゾーツの新宿靖国通り店・横浜関内店・御茶ノ水店・秋葉原昭和通り店でコラボメニューが注文出来た。また、8月11日より9月10日まで秋葉原昭和通り店でコラボルームが用意された。
- 2013年2月15日より、BIGLOBEのカードコレクションゲーム『嫁コレ』にてキャラクターのボイスを撮りおろし収録したアプリが配信された。最終的には織田信奈、蜂須賀五右衛門、丹羽長秀、柴田勝家、竹中半兵衛の5名分が利用できた。
- 2013年9月28日より、コナミデジタルエンタテインメントの音楽シミュレーションタイトル『REFLEC BEAT plus』で楽曲4曲が収録された「織田信奈の野望 PACK」が配信された。
- 2014年4月10日から同年4月30日まで、ポケラボのリアルタイム戦国バトル『戦乱のサムライキングダム』でゲーム内コラボレーションが実施された。キャラクターが敵将となって登場する他、「信奈のレアガチャ」「織田信奈の野望 天下布武ガチャ」が入手出来た。2018年8月7日から同年8月28日にかけてコラボ第２弾が行われ、コラボミッション・コラボエリア・コラボガチャが用意された。
- 2014年4月17日から同年4月25日までポケラボのカードバトルRPG『戦国幻想曲』でゲーム内コラボレーションを実施。「織田信奈ガチャ」の他、イベントに挑戦して一定ポイント達成のご褒美、破城槌ガチャにより獲得可能な破城槌を集めて城門を破壊すると、一定確率でカードが入手できた。
- 2016年12月14日から同年12月27日までORATTAの戦国美少女RPG『戦国アスカZERO』でゲーム内コラボレーションを実施。ログインボーナスや、コラボ限定エリアイベント、コラボ限定ガチャにキャラクターが登場した。
- 2018年5月25日から同年6月4日までエイチームのひっぱり大戦アクション『三国大戦スマッシュ!』でゲーム内コラボレーションが実施された。オリジナルシナリオや姫大名がボスとして登場したり、ログインやガチャ、クエスト報酬としてキャラクターが入手できた。

原作
- 2018年7月19日から同年8月16日までスクウェア・エニックスの戦国カードゲーム『戦国IXA 千万の覇者』でゲーム内コラボレーションを実施。コラボ限定カードや、春日みかげ原案のオリジナルストーリーイベントなどに参戦した。
- 2024年2月16日から同年2月28日までDMM GAMESの乙女絢爛☆陣形オートバトルRPG『戦国†恋姫オンライン〜奥宴新史〜』でゲーム内コラボレーションを実施。ログインボーナスや、コラボイベント、コラボ限定ガチャにキャラクターが登場した。

## 関連作品

### 真・三国志妹
『真・三国志妹』（しん さんごくしまい）は、春日みかげによる全5巻の異世界三国志ライトノベル（2018-2020年）。イラスト担当はをん。『織田信奈の野望』最終巻に登場する水城秀一とその妹が中心となるストーリーである。
第4巻
で、前田犬千代がこの異世界三国志の舞台である「真世界」に召喚される。第5巻
では、現代の横浜にいる相良義陽 が登場し、危機的状況のなかで犬千代と再会する。『織田信奈の野望』本編完結後の出来事を描く設定。